# Raumschiff Enterprise – Das nächste Jahrhundert
Raumschiff Enterprise – Das nächste Jahrhundert ist eine US-amerikanische Science-Fiction-Fernsehserie, die in den Vereinigten Staaten von 1987 bis 1994 unter dem Originaltitel Star Trek: The Next Generation erstausgestrahlt wurde. Hauptsächlich in Fan-Kreisen wird sie mit TNG abgekürzt. Sie ist eine Nachfolgeserie von Raumschiff Enterprise und – unter Berücksichtigung der Zeichentrickserie Die Enterprise – die insgesamt dritte Fernsehserie, die im fiktiven Star-Trek-Universum spielt. Wesentlicher Beweggrund des Filmstudios Paramount Pictures für ihre Entstehung war der Erfolg der ersten Star-Trek-Kinofilme und der Wiederholungen von Raumschiff Enterprise.
In insgesamt 178 Episoden, die über sieben Staffeln verteilt sind, erzählt die im 24. Jahrhundert spielende Serie von den Missionen der Besatzung des Sternenflottenraumschiffs Enterprise-D, einem Nachfolgemodell der Enterprise-Raumschiffe aus den vorherigen Star-Trek-Produktionen. Zu den Missionen gehören die Entdeckung neuer und bislang unbekannter Lebensformen, das Erforschen von fremden Kulturen und von Phänomenen im All, die Vermittlung und Schlichtung bei sozialen und interkulturellen Konflikten und die Hilfe bei technischen Problemen. Mitunter geht es auch um kämpferische Auseinandersetzungen zwischen der Vereinigten Föderation der Planeten und anderen Mächten.
In den Vereinigten Staaten entwickelte sich die Serie mit regelmäßig über 10 Millionen Zuschauern zu einem großen Erfolg im Fernsehen und für Paramount Pictures zu einer äußerst lukrativen Einnahmequelle. Vor allem deshalb gilt sie als eine der erfolgreichsten Science-Fiction-Serien. Auch im deutschsprachigen Raum, wo sie stets nur im Nachmittagsprogramm erstausgestrahlt wurde, war die Serie im Fernsehen erfolgreich, vor allem, nachdem der Sender Sat.1 1993 die Ausstrahlung des ZDF übernahm. Auf dem Höhepunkt des Zuschauererfolges wurde die Serie 1994 beendet, um die Handlung im Kino fortzusetzen. Bis 2002 entstanden vier auf der Serie basierende Kinofilme. Aufbauend auf dem Erfolg der Serie entstanden zudem die Ablegerserie Star Trek: Deep Space Nine, die Nachfolgeserie Star Trek: Raumschiff Voyager und die Prequel-Serie Star Trek: Enterprise, deren Beendigung 2005 den Abschluss von 18 Jahren ununterbrochener, mit Das nächste Jahrhundert begonnener Star-Trek-Fernsehproduktion darstellte. Erst 2023 wurde die Geschichte der TNG-Crew mit der Fernsehserie Star Trek: Picard zu einem Abschluss geführt.
Die Serie wurde unter anderem mit 18 Emmy- und zwei Hugo Awards ausgezeichnet. Kritiker lobten die letzten fünf Staffeln, verglichen mit den ersten beiden Staffeln und mit Raumschiff Enterprise, als vielschichtiger.
Alle Episoden wurden ab Beginn der 2010er Jahre für die Veröffentlichung mit hochauflösendem Bild restauriert. Die Serie wurde für zahlreiche Merchandising-Produkte adaptiert, darunter Romane und Comics, und trug wesentlich zu der Begeisterungswelle für Star Trek in den 1990er Jahren bei. Der neuere Teil der über 120 Romane setzt die Fernsehserie nach der Handlung des vierten Kinofilms Nemesis mit einem teilweise neuen Figurenensemble fort.

## Inhalt
Siehe Hauptartikel: Staffeln 1, 2, 3, 4, 5, 6, 7

### Überblick
| \| Staffel \| Sternzeit \| Jahr \| \| ------- \| --------- \| ---- \| \| 1 \| 41XXX \| 2364 \| \| 2 \| 42XXX \| 2365 \| \| 3 \| 43XXX \| 2366 \| \| 4 \| 4XXX \| 2367 \| \| 5 \| 45XXX \| 2368 \| \| 6 \| 46XXX \| 2369 \| \| 7 \| 47XXX \| 2370 \| Die zweite Ziffer der Sternzeit entspricht der Nummer der Staffel. |           |      |
| Staffel | Sternzeit | Jahr |
| 1 | 41XXX     | 2364 |
| 2 | 42XXX     | 2365 |
| 3 | 43XXX     | 2366 |
| 4 | 4XXX      | 2367 |
| 5 | 45XXX     | 2368 |
| 6 | 46XXX     | 2369 |
| 7 | 47XXX     | 2370 |

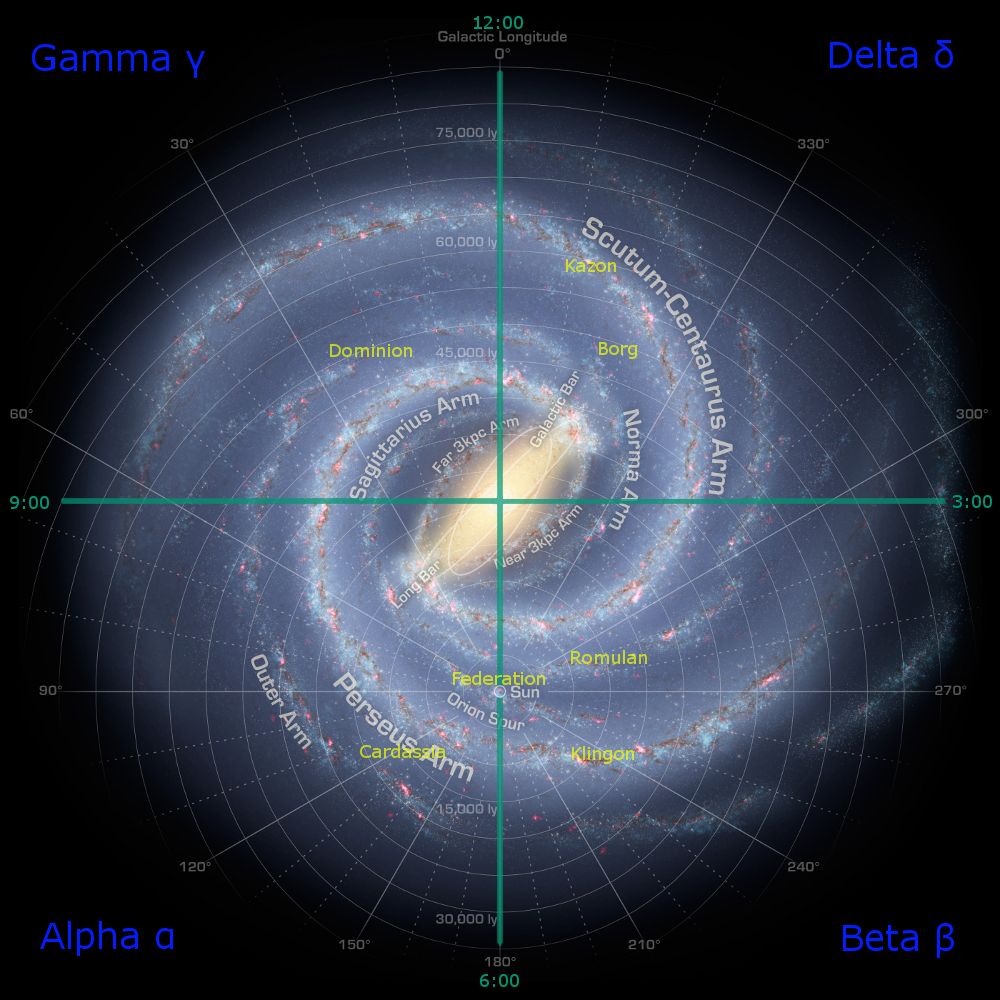
Die Milchstraße, aufgeteilt in Quadranten

Innerhalb der Star-Trek-Chronologie spielt die Serie im Jahrhundert nach den Ereignissen aus Raumschiff Enterprise, was den vom ZDF vergebenen Serientitel Raumschiff Enterprise – Das nächste Jahrhundert erklärt. Die sieben Staffeln spielen in den Jahren 2364 bis 2370. Eine in der Serie übliche Zeitmessgröße ist die Sternzeit. Sie wird meist im Rahmen von Einträgen in das Computerlogbuch genannt, mit denen eine der Hauptfiguren – allen voran Jean-Luc Picard, der Captain der Enterprise – die Geschehnisse resümiert und reflektiert sowie als Erzähler den Zuschauer informiert. Im 24. Jahrhundert gehören die Regierungen einer Vielzahl von Planeten zur Vereinigten Föderation der Planeten, einer von den Menschen im 22. Jahrhundert mitgegründeten und von der Erde aus regierten Allianz. Territorium und Lage der meisten dieser Planeten ist der Alpha-Quadrant der Milchstraße. Die Sternenflotte dient der Föderation zur Erforschung des Alls, wird aber auch für militärische Zwecke genutzt.
Das Raumschiff USS Enterprise NCC-1701-D besteht – ähnlich der USS Enterprise NCC-1701 aus der klassischen Serie – aus der diskusförmigen Untertassensektion und der über einen engen Hals verbundenen Antriebssektion, die zwei horizontale, annähernd quaderförmige Antriebsgondeln besitzt. Die Enterprise ist das Flaggschiff der Föderation und dient hauptsächlich als Forschungsschiff. Von der Föderation wird sie oft damit beauftragt, in Konflikten zwischen Föderationsmitgliedern und -nichtmitgliedern zu schlichten, bei Notfällen oder der Lösung technischer Probleme zu helfen, astrophysikalische Phänomene zu untersuchen, Individuen und Materialien zu transportieren oder als Gastgeber für diplomatische Gespräche zu fungieren. In etlichen Episoden kommt es auch zu zufälligen Konfrontationen mit fremden Spezies, sei es auf dem Schiff, im All oder auf Planeten. Die „Oberste Direktive“ der Föderation gebietet es der Besatzung, sich nicht in die natürliche Entwicklung fremder Kulturen einzumischen, besonders solcher ohne Warp-Technologie.
Das Raumschiff beherbergt mit gewöhnlich über 1000 Personen – und damit deutlich mehr als auf der alten Enterprise – neben der Besatzung auch Familienmitglieder, insbesondere auch Kinder und sogar Tiere. Wie schon auf der Enterprise der klassischen Serie sind an Bord sogenannte Shuttleschiffe untergebracht – kleine Raumschiffe, die benutzt werden, wenn Beamen unmöglich oder unerwünscht ist oder wenige Personen allein weite Wege zurücklegen. Wichtigster Handlungsort ist die kreisförmige Hauptbrücke, die mit einem großen Hauptbildschirm, Computerkonsolen sowie Sitz- und Stehplätzen für die wichtigsten Offiziere ausgestattet ist. Die Hauptbrücke befindet sich in der Untertassensektion, die auch die Mannschaftsquartiere enthält. Die Antriebssektion, von der die Untertassensektion im Bedarfsfall abgetrennt werden kann, enthält den Maschinenraum, in dem sich der Warp-Antrieb befindet. Die Schiffscomputer lassen sich nun auch interaktiv, sprachgesteuert und mittels Displays bedienen und werden unter anderem zur Kommunikation und Navigation genutzt. Zur Fortbewegung innerhalb des Schiffes dienen die aufzugsähnlichen Turbolifte. Türen öffnen sich in der Regel automatisch gesteuert über Bewegungssensoren. Replikatoren ermöglichen das schnelle Erzeugen fertig zubereiteter Speisen und Getränke. Die im Pilotfilm neu in das Star-Trek-Universum eingeführten Holodecks dienen zur holografischen Projektion von Personen, Umgebungen und Situationen wie in einer virtuellen Realität.

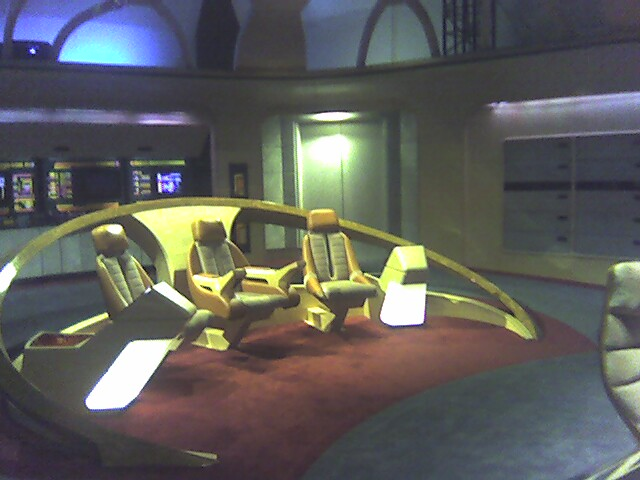
Hauptbrücke des Schiffes (Nachbau für Ausstellungen)

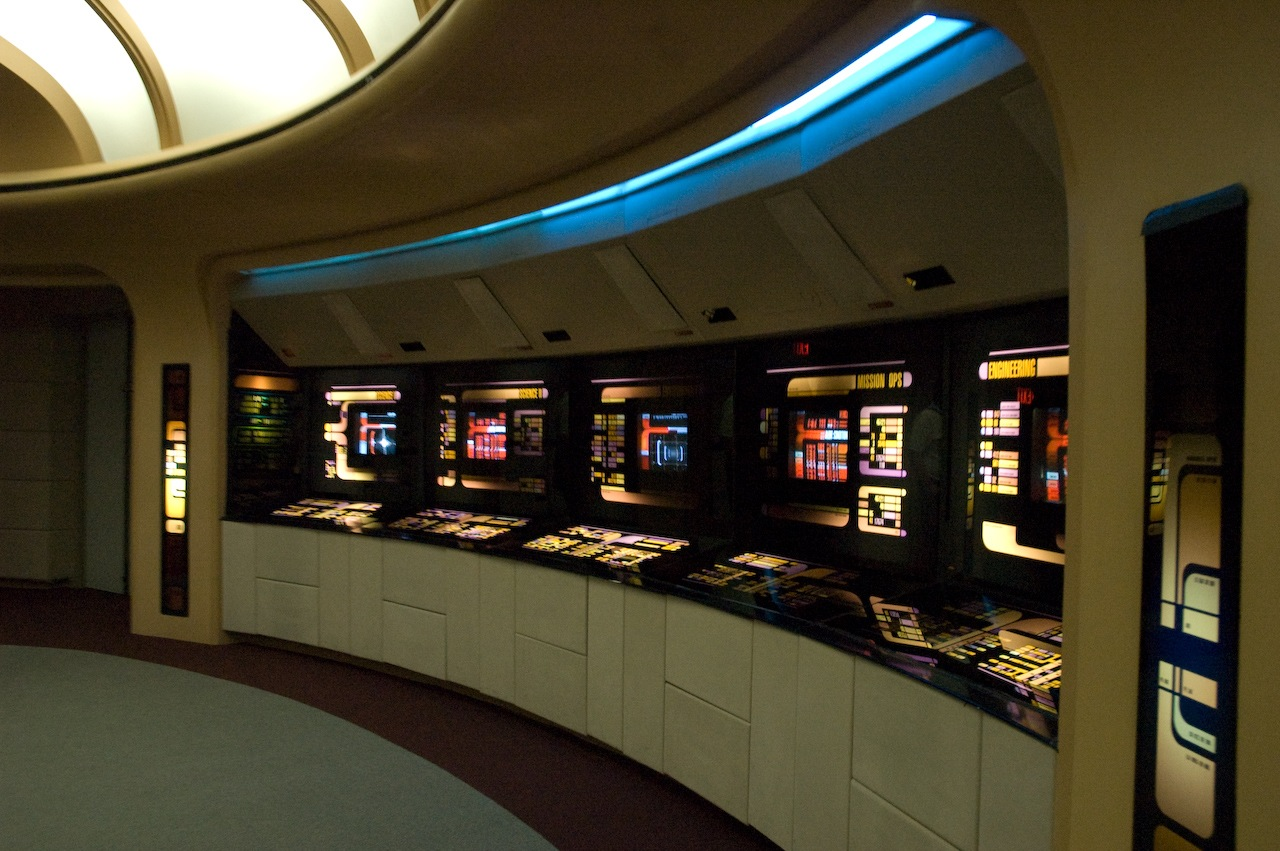
Wissenschafts- und Technikstationen auf der Hauptbrücke (Nachbau für Ausstellungen)

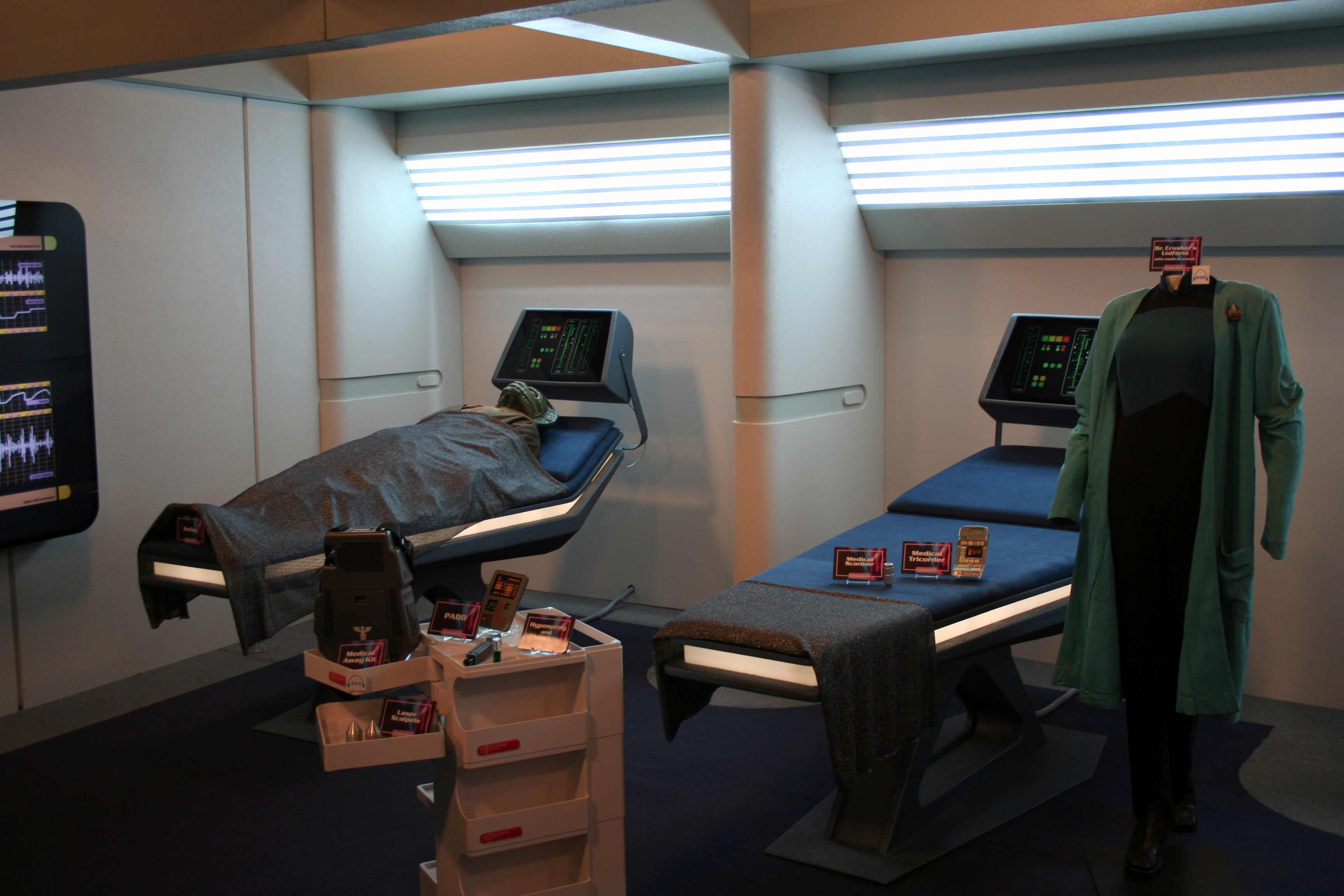
Krankenstation (Ausstellungsfoto)

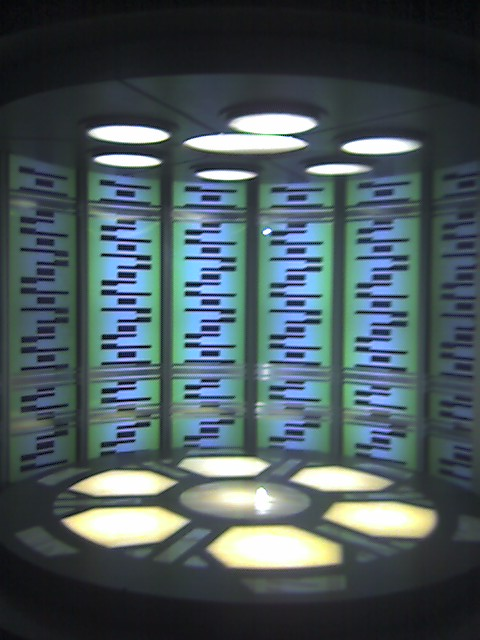
Transporterplattform zum Beamen (Nachbau für Ausstellungen)

### Raumschiffsbesatzung
Im Zentrum der Handlung stehen die Führungsoffiziere des Raumschiffes, mitunter auch andere Besatzungsmitglieder. Viele Episoden geben Einblick in die Herkunft, die Vergangenheit und die privaten Interessen der Hauptfiguren sowie in deren Beziehungen zueinander.
Captain Jean-Luc Picard stammt aus Frankreich, spricht in der Originalfassung jedoch mit britischem Akzent. Er hat keine eigene Familie und wegen der dadurch fehlenden Erfahrungen eine Aversion gegen Kinder. Im Handlungsverlauf hat er einige Romanzen, etwa mit der Archäologin Vash, die jedoch allesamt nicht von Dauer sind. Er lebt zu Beginn der Handlung schon seit vielen Jahren mit einem Kunstherz. Picard war einst in den Tod des Ehemanns der Schiffsärztin, Dr. Beverly Crusher, verwickelt. Diese arbeitet vorwiegend in den medizinischen Behandlungsräumen des Schiffes. Ihre Arbeitsstelle wird während ihrer Abwesenheit in der zweiten Staffel durch Dr. Katherine Pulaski besetzt. In späteren Staffeln arbeitet Dr. Crusher manchmal vertretungsweise als Schiffskommandantin.
Commander William T. Riker aus Alaska ist der erste Offizier. Von Picard wird er daher meist „Nummer Eins“ genannt. Im Serienverlauf lehnt er es mehrfach ab, das Kommando über ein eigenes Schiff zu übernehmen. Riker hatte einst eine Liebesbeziehung mit Counselor Deanna Troi. Sie ist je zur Hälfte Mensch und Betazoid, womit sie in besonderem Maße imstande ist, die Emotionen anderer Individuen zu erfühlen – eine Fähigkeit, die sie für ihren Beruf als Schiffsberaterin nutzt. In der siebten Staffel besteht sie die Prüfung zur Zulassung als Brückenoffizierin. Sie erhält mitunter Besuch von ihrer exzentrischen Mutter Lwaxana, die mit ihr teilweise telepathisch kommuniziert.
Der weißgoldhäutige und gelbäugige Lieutenant Commander Data ist zweiter Offizier und ein Android. Sein positronisches Gehirn ermöglicht es ihm, Sachverhalte und Informationen frei von subjektiven Einflüssen sowie wesentlich effizienter als Humanoide zu erfassen, zu analysieren und zu beurteilen. Zudem besitzt er eine bedeutend größere physische Belastbarkeit und Körperkraft als Menschen und eine – zumindest theoretisch – endlos lange Lebensdauer. Mit diesen Fähigkeiten unterstützt er seine Kollegen in zahlreichen Situationen entscheidend. Da Data konstruktionsbedingt keine Gefühle und Emotionen empfinden kann, besitzt er auch deswegen ein großes Defizit an sozialen Fähigkeiten wie etwa Humor und Taktgefühl. Diese versucht er im weiteren Handlungsverlauf zu trainieren, indem er danach strebt, menschlicher zu werden. Zum Beispiel konstruiert er zwecks Fortpflanzung einen Androiden, den er als sein Kind betrachtet, der aber nur kurzlebig ist. In der vierten Staffel ruft Datas Erschaffer, der Kybernetiker Dr. Noonien Soong, Data zu sich, um ihm einen Chip zum Erleben von Emotionen einzusetzen. Datas älterer, weniger weit entwickelter „Bruder“ Lore kann sich des Chips aber vorher bemächtigen und Soong ermorden. Später erfährt Data in Visionen, dass ihn Soong mit der bislang ungekannten Möglichkeit des Träumens versehen hatte, welches Data fortan ausprobiert. Nachdem sich Data des Emotionschips von seinem Bruder bemächtigen konnte, entschließt er sich in der siebten Staffel wegen der Befürchtung, so zu werden wie Lore, gegen das Einsetzen des Chips.
Lieutenant Commander Geordi La Forge ist seit seiner Geburt blind und deshalb auf einen sogenannten Visor angewiesen, ein technisches Gerät, das ihm das Sehen sogar über das menschliche Spektrum hinaus ermöglicht, aber seine Augen vollständig verdeckt. Unter den Führungsoffizieren des Schiffes ist er der einzige Afroamerikaner. Vor seiner Beförderung zum Chefingenieur der Enterprise in der zweiten Staffel wird er noch als Navigator eingesetzt. In seiner neuen Funktion ist er vorwiegend im Maschinenraum tätig. Dort arbeitet teilweise auch Wesley Crusher, der zu Handlungsbeginn 15-jährige Sohn Dr. Crushers. Aufgrund besonders verdienstvoller Leistungen, unter anderem beim Durchführen wissenschaftlicher Experimente, wird er alsbald als Navigator eingesetzt. Er arbeitet anfangs als Fähnrich ehrenhalber (Englisch: acting ensign) und wird in der 72. Episode (Die Damen Troi, Staffel 3) zum Fähnrich (Englisch: full ensign) ernannt. Nach mehreren gescheiterten Versuchen wird er in der vierten Staffel zum Besuch der Sternenflottenakademie zugelassen und verlässt deshalb die Schiffsbesatzung. Sein Schicksal ist dennoch Thema einiger späterer Episoden, unter anderem geht es darin um seine Verwicklung in eine unplanmäßig verlaufene Manöverübung von Sternenflottenkadetten. Er entschließt sich in der siebten Staffel zum Austritt aus der Sternenflotte, um dem dimensionübergreifend „Reisenden“ in eine höhere Daseinsebene zu folgen.
Lieutenant Natasha „Tasha“ Yar hat in der ersten Staffel die Position der Sicherheitschefin des Schiffs inne. Während einer Außenmission auf einem fremden Planeten wird sie durch ein feindliches Wesen als Zeichen einer Machtdemonstration ermordet. Infolge ihres Todes übernimmt Lieutenant Worf, bis dahin taktischer Offizier, Yars Funktion. Er ist der einzige Klingone im Dienste der Sternenflotte und durch einen inneren Trieb oft versucht, Konflikte durch Kämpfe, anstatt Diplomatie zu lösen. Worfs leibliche Eltern wurden, als er noch ein Kind war, bei einem Massaker durch Romulaner ermordet. Dadurch zum Waisen geworden, wurde er von menschlichen Eltern adoptiert und auf der Erde erzogen. Obwohl Worf bis ins Erwachsenenalter in der Gesellschaft von Menschen lebte, ist er mit der klingonischen Kultur ausgesprochen gut vertraut. Hin und wieder geht es um die Geschichte von Worfs Familie, zu der auch sein leiblicher Bruder Kurn gehört, und um die klingonische Mythologie. Aus Worfs Beziehung mit der je zur Hälfte klingonischen und menschlichen Frau K’Ehleyr geht der gemeinsame Sohn Alexander hervor, von dessen Existenz Worf und die Zuschauer erstmals in der Episode Tödliche Nachfolge (Staffel 4) erfahren. Einige Zeit nach K’Ehleyrs Tod übernimmt Worf die Erziehung Alexanders, womit er aber meist überfordert ist. Alexander zeigt wiederholt Schwierigkeiten, sich an klingonische Verhaltensweisen zu gewöhnen.
Überwiegend in den Transporterräumen und das Beamen kontrollierend, arbeitet der aus Irland stammende Chief Miles O’Brien. In späteren Staffeln geht es manchmal um seine Liebesbeziehung mit Keiko, die er heiratet. Im Jahr 2369 verlässt er die Enterprise und wird Chefingenieur auf der Raumstation Deep Space Nine. Zum Schiffspersonal gehört außerdem Guinan, die zwar eine menschliche Gestalt besitzt, aber dennoch einer extraterrestrischen Spezies angehört. Dass es sich dabei um die Spezies der El-Aurianer handelt, erfährt der Zuschauer erst im Kinofilm Treffen der Generationen. Guinan leitet das „Zehn-Vorne“, ein Aussichtsrestaurant an der vorderen Seite des Deck 10 („Ten-Forward“), das sowohl der Crew und auch Gästen als eine Lounge zum Entspannen sowie als Raum für gemeinsame kulturelle Veranstaltungen und als ein allgemeiner Freizeitort dient.

### Kontakt mit Vertretern anderer Spezies und Kulturen
Nahezu alle Vertreter der anderen Kulturen, mit denen die Crew der Enterprise zusammentrifft, besitzen eine menschenähnliche Erscheinungsform, das heißt Kopf, Augen, Mund und je zwei Hände und Füße. Als Erklärung dafür erfährt der Zuschauer in der sechsten Staffel, dass viele der Kulturen eine gemeinsame genetische Basis besitzen, die durch eine sehr frühe Zivilisation in die ursprünglichen Ozeane zahlreicher Welten integriert wurde. Dabei handelt es sich um eine der Panspermie entsprechende Erklärung. Von den meisten nichtmenschlichen Kreaturen bekommen die Zuschauer nur deren Köpfe zu Gesicht, eine Vielzahl der Spezies besitzt etwa eine gegenüber Menschen anders geformte Stirn. Auch solche Wesen, deren Körper nicht organisch sind, treten oft in humanoider Form auf, so etwa Q.
Q ist ein omnipotentes, stets arrogant auftretendes Wesen aus dem gleichnamigen Raum-Zeit-Kontinuum, das meist in der Form eines männlichen Menschen auftritt. Er ist der festen Ansicht, die Menschheit sei zu primitiv, um das All zu erforschen. So klagt er bereits im Pilotfilm als Richter Captain Picard stellvertretend für alle Menschen der zurückliegenden Verbrechen der Menschheit an. Picard kann Q jedoch durch diplomatisches Geschick beim Lösen eines von Q gestellten Problems davon überzeugen, dass die Menschen aus den Fehlern ihrer Vergangenheit gelernt haben. Q verspricht daraufhin, die Menschheit weiter zu beobachten. Im weiteren Serienverlauf erscheint Q einige weitere Male, wobei sich seine Abneigung zunehmend in Neugier und gesteigertes Interesse am Schicksal von Captain Picard verwandelt. Parallel dazu wird seine reine Geringschätzung gegenüber der Menschheit im Laufe der Serie immer mehr von der Auffassung ergänzt, dass den Menschen eine Verbesserung möglich sei und dass diese anzustreben sei. Die Crew empfindet sein Erscheinen jedoch meist lediglich als lästig und potenziell bedrohlich. Im finalen Zweiteiler Gestern, heute, morgen erscheint Q mit der Absicht, das ruhende Verfahren gegen die Menschheit aus dem Pilotfilm wieder aufzunehmen, indem er Captain Picard die Begrenztheit der menschlichen Erkenntnisfähigkeit aufzeigen will. Die Episode schließt mit dem Hinweis Qs, dass die Prüfung der Menschheit auf ihre Tauglichkeit nie abgeschlossen sein wird.
Q ist es auch, der die Enterprise in einen weit entfernten Teil der Galaxie versetzt, wo die Besatzung erstmals mit den Borg konfrontiert wird. Qs Absicht dabei ist es wiederum, zu demonstrieren, dass die Menschen noch nicht bereit seien, den Gefahren der Raumfahrt entgegenzutreten. Die Borg sind Wesen, die aus Maschinen und den Körpern humanoider Rassen bestehen und ein kollektives Bewusstsein besitzen. Sie erweisen sich mit ihrem kubusförmigen Raumschiff als weit überlegene Gegner. Als Hauptziel ihrer Existenz betrachten sie die Assimilation fremder Technologie, um sich selbst weiterzuentwickeln. Als die Borg die Enterprise zu assimilieren versuchen, versetzt Q die Enterprise zurück an ihren Ausgangsort, nachdem Picard gegenüber Q gesteht, auf ihn angewiesen zu sein. Über ein Jahr später sind die Borg in das Gebiet der Föderation eingedrungen und beabsichtigen, die Erdbevölkerung zu assimilieren. Sie assimilieren zunächst Picard in ihr Kollektiv, damit er ihnen als Sprecher mit den Menschen dient. In einer Raumschlacht gegen die Borg erleidet die Föderation schwere Verluste. Durch Tricks gelingt es der Enterprise-Crew, Picard zurückzuholen und das Borg-Schiff zu dessen Selbstzerstörung zu veranlassen. Picard wird von den Borg-Implantaten befreit, behält aber die Erinnerungen an die Zeit seiner Assimilation (siehe In den Händen der Borg und Angriffsziel Erde). In der fünften Staffel hat die Crew vorübergehend einen verletzten Borg an Bord, dem sie den Namen Hugh und ein Verständnis für Individualität gibt. Hugh gehört später zu denjenigen Borg, die Lore für Experimente zum Erschaffen einer perfekten, künstlichen Rasse nutzt.
Die großohrigen, spitzzähnigen Ferengi sind eine Spezies, deren Vertreter zumeist hinterhältig, misstrauisch, in Frauen anderer Spezies vernarrt und ausgesprochen profitgierig auftreten. Einer von ihnen stellt Picard in der ersten Staffel eine Falle, um ihn dazu zu zwingen, eine Schlacht erneut zu durchleben, in der Picard mit seinem früheren Raumschiff einst ein Ferengi-Raumschiff zerstören ließ. Eines anderen Tages entführen die Ferengi Lwaxana Troi, um deren telepathische Fähigkeiten gewinnbringend zu vermarkten. Dabei scheitern sie jedoch ebenso wie beim Versuch, die Nutzungsrechte an einem Wurmloch zu erwerben, das sich als nicht stabil genug erweist.
Das Gebiet der Romulaner ist im All durch die „Neutrale Zone“, eine Pufferzone, von dem der Föderation getrennt. Nach über 20 Jahren Kontaktstille zwischen beiden Seiten kommt es ab der ersten Staffel vereinzelt zu Begegnungen von Romulanern mit der Enterprise. Als etwa die Enterprise-Crew auf einem Planeten in der Neutralen Zone ein abgestürztes romulanisches Raumschiff mit zwei Besatzungsmitgliedern findet, droht ein Krieg, da andere Romulaner die Enterprise beschuldigen, es abgeschossen zu haben. Picard gelingt es aber in letzter Minute, die Romulaner von seinen friedlichen Absichten zu überzeugen. Mit zum romulanischen Offiziersstab gehört Sela, die Tochter eines Romulaners und Yars, der sie täuschend ähnlich sieht. Als Raumschiffskommandantin unterstützt sie klingonische Kräfte, als diese einen Bürgerkrieg in deren Heimat provozieren (siehe Der Kampf um das Klingonische Reich, Teile 1 und 2).
In der Mitte des 24. Jahrhunderts ist das Reich der Klingonen, anders als in den vorangegangenen Star-Trek-Produktionen, kein Feind der Föderation mehr, sondern eine alliierte Macht. Dennoch herrscht unter den Klingonen manchmal Misstrauen der Föderation gegenüber. Es zeigt sich etwa bei einem Offiziersaustauschprogramm, bei dem Riker vorübergehend Dienst auf einem klingonischen Raumschiff tut. Das Verhältnis von Föderation bzw. Sternenflotte zu den Klingonen steht neben der politisch-diplomatischen Ebene auch im persönlich-familiären Umfeld Worfs im Vordergrund. Als dessen seit langem toten Vater Mogh durch die klingonische Regierung die Schuld am Tode hunderter Klingonen gegeben wird, ist Worf zur Vermeidung eines klingonischen Bürgerkrieges dazu gezwungen, die Entehrung seiner Familie in Kauf zu nehmen. Diese erhält er aber knapp zwei Jahre später vom neuen klingonischen Herrscher Gowron zurück.
Das Imperium der Cardassianer ist eine Macht, die lange Zeit Krieg gegen die Föderation führte. Als es in der vierten Staffel zum ersten Mal im Zentrum der Handlung steht, währen die erfolgreichen Bemühungen um einen Waffenstillstand zwischen beiden Mächten erst kurze Zeit. Nach wie vor herrscht aber Misstrauen zwischen beiden Seiten. Das zeigt sich etwa im Zweiteiler Geheime Mission auf Celtris Drei (Staffel 6), in der Picard, Dr. Crusher und Worf ein Spezialkommando bilden, um von den Cardassianern im Geheimen und mit Gentechnik entwickelte biowaffenfähige Viren zu vernichten. Bei der Aktion fällt Picard vorübergehend in die Hände von Cardassianern, die ihn foltern. In der siebten Staffel hat die Föderation mit den Cardassianern ein Abkommen geschlossen, das auch ein Grenzgebiet zwischen den beiden Welten definiert, das „Entmilitarisierte Zone“ genannt wird. Föderationsmitglieder, die sich auch von der Enterprise aus diesem Gebiet nicht vertreiben lassen und die Cardassianer weiterhin bekämpfen wollen, formieren sich zum Maquis, einer Widerstandsgruppe.
In der fünften Staffel erfährt der Zuschauer erstmals von den Bajoranern, deren Heimatplanet seit Jahrzehnten von den Cardassianern besetzt und ausgebeutet wird. Eine der wenigen Bajoraner in Diensten der Sternenflotte ist Ro Laren, die als Teil der Brückenbesatzung in der fünften Staffel als Fähnrich arbeitet und sich dabei teils aufsässig verhält. In der siebten Staffel schließt sie sich dem Maquis an.
Abgesehen von den Spezies, mit deren Vertretern die Crew der Enterprise im Serienverlauf wiederholt im Kontakt ist, gibt es auch Außerirdische, deren Begegnung mit der Mannschaft nur in einer Episode erzählt wird. Dazu gehören auch die beiden Prä-Warp-Zivilisationen der Mintakaner und der Malcorianer, von denen einige Vertreter – ohne, dass es die Enterprise-Crew beabsichtigt hat – etwas über die Möglichkeit der Raumfahrt erfahren, wodurch die oberste Direktive der Föderation verletzt wird.

### Zeitreisen und Raum-Zeit-Anomalien
Mitunter geraten die Enterprise beziehungsweise Besatzungsmitglieder in Anomalien oder Paradoxien im Raum oder in der Zeit, das heißt, sie werden in andere Dimensionen transferiert oder durch Zeitreisen in eine andere Zeit versetzt. Entsprechende Episoden drehen sich oft darum, diesen Anomalien wieder zu entfliehen, den normalen Zeitverlauf wiederherzustellen oder in die Ausgangszeit zurückzukehren.
In der ersten solcher Episoden, Die Zukunft schweigt (Staffel 2), begegnet die Enterprise einem ihrer Shuttleschiffe, in dem sich ein zweiter Picard befindet und das sechs Stunden aus der Zukunft stammt, in der die Enterprise zerstört werden wird. In Déjà vu (Staffel 5) gerät die Enterprise in eine Zeitschleife, wodurch die Crewmitglieder dieselbe Situation, die ebenfalls mit der Zerstörung des Schiffes endet, mehrfach durchleben. Der Zweiteiler Gefahr aus dem 19. Jahrhundert (Staffeln 5 und 6) handelt von Außerirdischen, die auf der Erde am Ende des 19. Jahrhunderts Cholera-Opfern die Nervenenergie absaugen, die sie zum Überleben brauchen, und damit die Stabilität der Zeitlinie beeinträchtigen. Unbeabsichtigt in jene Zeit zurückgereist, kommt Data in Kontakt sowohl mit Guinan als auch mit Mark Twain und Jack London. In dem Zweiteiler Gestern, heute, morgen wird Picard durch das Q-Kontinuum vor- und rückwärts durch die Zeit geschickt.
In Die alte Enterprise (Staffel 3) erscheint aus einer Raumanomalie die Enterprise-C, das Vorgängermodell der Enterprise-D. Letztere wird im selben Moment in eine andere Zeitlinie versetzt, in der sich die Föderation im Krieg gegen die Klingonen befindet. In So nah und doch so fern (Staffel 5) werden La Forge und Ro durch einen Transporterunfall in eine andere Dimension versetzt und dadurch unsichtbar sowie für alle anderen auch materielos. In Gefangen in einem temporären Fragment (Staffel 6) finden sich Picard, Data, La Forge und Troi in einem Feld von temporalen Anomalien wieder, in denen die Zeit teilweise schneller, langsamer und auch rückwärts verläuft. In Parallelen (Staffel 7) findet sich Worf, nachdem er zufällig und unbemerkt mit einem Quantenspalt im Raum-Zeit-Kontinuum in Kontakt gekommen ist, wiederholt in einer anderen Realität wieder.

## Vorspann
Im Vorspann jeder Episode der ersten beiden Staffeln gleitet die Kamera im Weltraum, ausgehend von Erde, Sonne und Mond, vorbei an Jupiter und Saturn. Ab der dritten Staffel bewegt sie sich stattdessen durch einen blauen Nebel und nähert sich dann einer Spiralgalaxie, bevor sie einen feurig roten Planeten und dessen Ringe fokussiert. Anschließend schwenkt die Kamera auf das fliegende Raumschiff Enterprise. Währenddessen spricht eine Stimme aus dem Off in der deutschen Fernsehsynchronfassung die folgende Einleitung:

„Der Weltraum – unendliche Weiten. Wir befinden uns in einer fernen Zukunft. Dies sind die Abenteuer des neuen Raumschiffs Enterprise, das viele Lichtjahre von der Erde entfernt unterwegs ist, um fremde Welten zu entdecken, unbekannte Lebensformen und neue Zivilisationen. Die Enterprise dringt dabei in Galaxien vor, die nie ein Mensch zuvor gesehen hat.“

Die Einleitung weicht in der deutschen Fernsehsynchronfassung an manchen Stellen von der englischen Originalfassung ab. Dort ist von Galaxien keine Rede; mit einer Ausnahme verlässt das Schiff die Milchstraße ohnehin nicht. In der deutschen Synchronfassung, die für die CIC-Videokassetten erstellt worden ist, liegt der Einleitungstext inhaltlich näher an dem der Originalfassung (siehe Staffel 1). In der englischen Originalfassung lautet der Einleitungstext:

“Space, the final frontier. These are the voyages of the starship Enterprise, its continuing mission, to explore strange new worlds, to seek out new life and new civilizations, to boldly go where no one has gone before.”

„Der Weltraum, die endgültige Grenze. Dies sind die Reisen des Raumschiffs Enterprise, seiner fortgesetzten Mission, fremde neue Welten zu erforschen, neues Leben und neue Zivilisationen zu suchen, mutig dorthin zu gehen, wo noch niemand zuvor gewesen ist.“

Nachdem der Zuschauer den Einleitungstext gehört hat, sieht er das Raumschiff auf Überlichtgeschwindigkeit beschleunigen und blitzartig in der Tiefe des Alls verschwinden. Während die Ouvertüre aus Star Trek: Der Film in einer Neuaufnahme zu hören ist und die Enterprise noch einige weitere Male vorbeifliegt, werden die Namen der Hauptdarsteller eingeblendet. Der Vorspann variiert sowohl akustisch als auch optisch den Vorspann aus Raumschiff Enterprise.

## Produktion

### Konzeption und Stabszusammensetzung
Wegen des Zuschauererfolges der ersten drei Star-Trek-Kinofilme und massiver Fürsprache der Syndication-Sender, die Raumschiff Enterprise erfolgreich im Fernsehen wiederholten, beschloss das Filmstudio Paramount Pictures 1986, Raumschiff Enterprise als Fernsehserie fortzusetzen. Wegen des fortgeschrittenen Alters und den als zu hoch befürchteten Gagenforderungen von William Shatner und den anderen Darstellern aus der klassischen Serie plante das Studio mit neuen Darstellern und einer neuen Raumschiffsbesatzung. Der Spock-Darsteller und Filmregisseur Leonard Nimoy lehnte zugunsten seiner Kinolaufbahn die Anfrage Paramounts ab, als Kreativ-Verantwortlicher für die neue Serie zu fungieren. Paramount engagierte stattdessen den von seiner Arbeit für die Seifenoper Falcon Crest bekannten Drehbuchautor und Produzenten Gregory Strangis, der daraufhin mit der Ausarbeitung eines Konzeptes für die Serie begann. Paramount befürchtete, dass eine Star-Trek-Fernsehserie ohne die Figuren Kirk und Spock nicht erfolgreich genug sein könne, und stellte deshalb, einhergehend mit der Entlassung von Strangis, den Star-Trek-Schöpfer Gene Roddenberry als Kreativ-Verantwortlichen ein. Roddenberry war zuvor vom Studio für den zu geringen Erfolg des ersten Kinofilms verantwortlich gemacht worden, weshalb er an der Entstehung der folgenden Filme nicht mehr wesentlich beteiligt war. Um ihm angesichts dessen nicht die alleinige Verantwortung über die Serie zu übertragen, teilte ihm Paramount Rick Berman, bis dahin stellvertretender Programmdirektor bei Paramount, als Aufsichtsperson zu.
Mindestens 63 verschiedene Seriennamen wurden in Erwägung gezogen, bevor die Entscheidung auf Star Trek: The Next Generation fiel. Roddenberry holte mehrere Autoren und andere Personen in sein Team, mit denen er schon bei Raumschiff Enterprise zusammengearbeitet hatte. Dazu gehören David Gerrold, Robert Justman und D. C. Fontana. Obwohl das Konzept für die Serie hauptsächlich aus der Arbeit Gerrolds und aus Vorschlägen Justmans bestand, gab Roddenberry es als seine eigene Leistung aus.
Captain Picard wurde als eine im Vergleich zu Kirk reifere, ältere und stärker auf die Mittel der Diplomatie zurückgreifende Figur angelegt. Als Kirk-ähnlich und draufgängerisch wurde dafür die Figur Riker konzipiert. Hinter den Entwürfen für die beiden Figuren steckte auch die Absicht, die Serie von der familiär anmutenden und von Rivalität geprägten Beziehung zwischen Kirk und Spock zu distanzieren.
Roddenberrys Vorstellung, dass die Menschheit zwischenmenschliche Konflikte in der Zukunft überwunden haben werde, war ursächlich für seine Forderung an die Drehbuchautoren nach Konfliktfreiheit innerhalb der Raumschiffsbesatzung. Um dieses Ziel umzusetzen, nahm Roddenberry an vielen Drehbüchern nachträglich Änderungen vor, die teils gravierend waren, und verhinderte die Umsetzung etlicher Ideen und Vorschläge. Während der ersten Staffel ließ er sich dabei auch von dem Rechtsanwalt Leonard Maizlish helfen. Zum Beispiel wurde das Drehbuch zur Episode Die Verschwörung (Staffel 1), die eine Verschwörung innerhalb der Sternenflotte thematisiert, auf Roddenberrys Betreiben so verändert, dass sich am Ende außerirdische Parasiten in den Körpern der betreffenden Offiziere als ursächlich für die Verschwörung herausstellen. Wegen seines Verhaltens, das Stabsmitglieder als kleinlich und autoritär charakterisierten, verließen etliche Autoren das Team wieder. 24 Autoren stießen in den ersten drei Staffeln zum Team und verließen es im selben Zeitraum – das sind etwa dreimal so viele wie gewöhnlich bei Fernsehserien. Die Drehbuchautorengewerkschaft Writers Guild of America vertrat einige Autoren, die sich über nicht vereinbarte Änderungen beklagten, in Schiedsgerichtsverfahren gegen Paramount. Das Magazin Cinefantastique fasste die zahlreichen Ausstiege von Drehbuchautoren und Produzenten als einen „kreativen Exodus“ zusammen. Als Folge der Auseinandersetzungen mit der Gewerkschaft wurde Maizlish nach der ersten Staffel von der weiteren Mitwirkung an der Serie ausgeschlossen. Deswegen, und weil sich Roddenberrys Gesundheit verschlechterte, gewann Berman ab der zweiten Staffel gegenüber Roddenberry an Einfluss auf die Produktion.
Bedingt durch einen nicht nur auf die Serie bezogenen Streik der Writers Guild 1988 umfasste die zweite Staffel schließlich nur 22 statt 26 Episoden, für die deshalb auch Drehbücher von Star Trek: Phase Two verwendet wurden. Aus demselben Grund entstand die letzte Episode der zweiten Staffel zum Großteil als Zusammenschnitt von Szenen vergangener Episoden.
Mit gewachsenem Einfluss ersetzte Berman vor Beginn der dritten Staffel einen Großteil des Stabs. Dazu gehörte auch Drehbuchautor Maurice Hurley, der in seiner Funktion als Supervising Producer durch Michael Wagner ersetzt wurde. Wagner schied nach drei Wochen Arbeit für die Serie wieder aus dem Stab aus, hatte in dieser Zeit aber seinen früheren Kollegen Michael Piller als Drehbuchautor engagiert. Piller fungierte fortan als leitender Drehbuchautor und – neben Berman und Roddenberry, dessen Einfluss weiter sank, – als Produzent. Er förderte im Gegensatz zu Roddenberry eine offene Atmosphäre bei den Treffen der Mitglieder des Drehbuchautorenteams. Eine wesentliche, von ihm ab der dritten Staffel verfolgte Regel für die Gestaltung der Drehbücher beschrieb er wie folgt: „Diejenigen Leute, die von außerhalb des Schiffes kommen, müssen Auslöser dafür sein, dass unsere Leute“, womit die Hauptfiguren gemeint sind, „in ihre persönlichen Konflikte geraten.“
Piller führte mit Beginn der dritten Staffel die Möglichkeit ein, auch unverlangt eingesandte Manuskripte in die Auswahl für Drehbücher einzubeziehen. Damit konnten auch Amateure, Freiberufler und andere Autoren, die nicht zum Autorenteam gehörten, Drehbücher beisteuern. Die Serie war die erste und – bis zum Beginn von Deep Space Nine einzige – US-Fernsehserie, bei der diese Möglichkeit bestand. Das Produktionsteam erhielt pro Jahr über 3000 solcher Manuskripte. Um die Qualität der Manuskripte zu steigern, veranstalteten etablierte Drehbuchautoren auch Schreibworkshops bei Star-Trek-Conventions.

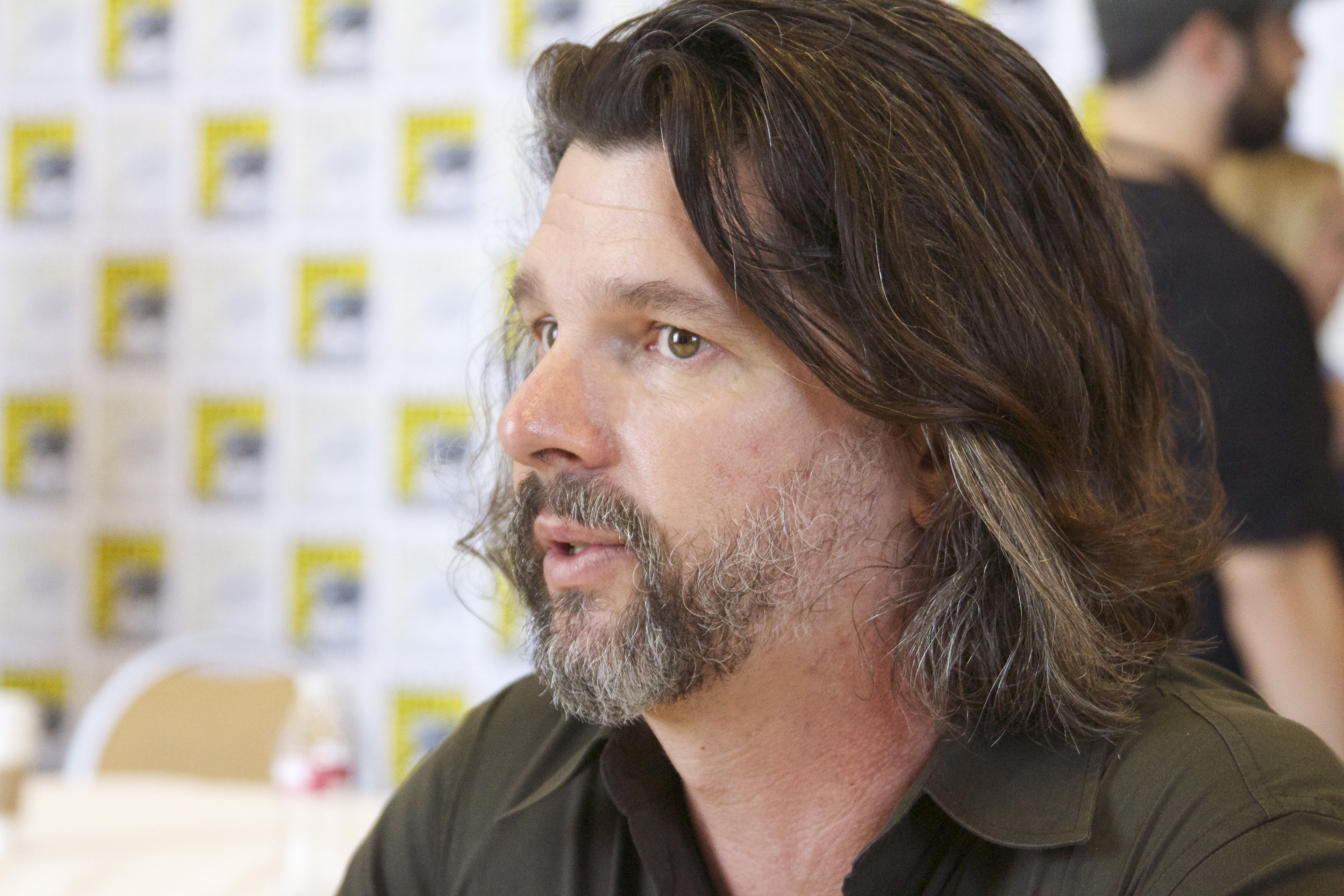
Drehbuchautor Ronald D. Moore

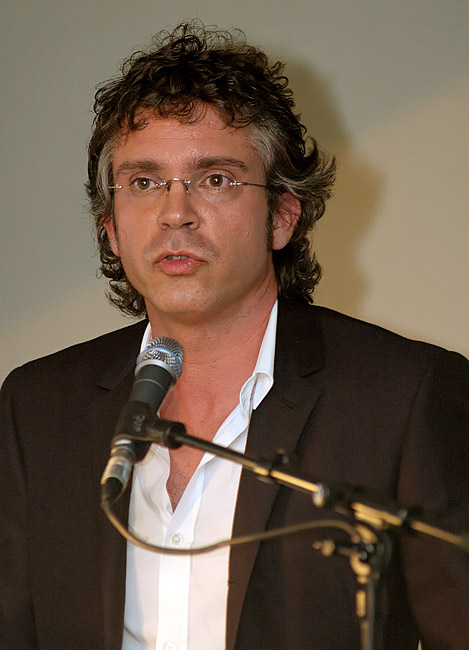
Drehbuchautor Brannon Braga

Nach Konflikten mit Piller während der Produktion der dritten Staffel schieden die Drehbuchautoren Hans Beimler, Richard Manning und Melinda Snodgrass aus dem Stab aus. Auf Pillers Fürsprache hin wurde Ronald D. Moore ins Drehbuchautorenteam aufgenommen, nachdem Moores Manuskript als Episode Mutterliebe (Staffel 3) verfilmt worden war; in den Folgestaffeln wurde Moore zum Story Editor und Produzenten befördert. Von ihm stammen viele der auf die Klingonen zentrierten Geschichten. Drehbuchautor Brannon Braga, auf den viele der sich um Realitätsverzerrungen drehenden Geschichten zurückgehen, war in der dritten Staffel noch als Praktikant tätig. Er wurde später ebenfalls ins Team aufgenommen und zum Story Editor befördert. Moore und Braga, damals noch Twens, wurden zu zwei der am häufigsten eingesetzten Drehbuchautoren.
Insgesamt nennen die Credits etwa 150 an der Entstehung der Drehbücher beteiligte Autoren. Dazu gehören auch Wissenschaftler wie der in der zweiten Staffel als Story Editor eingesetzte Physiker Leonard Mlodinow. Der Linguist Marc Okrand, Erschaffer der klingonischen Sprache, steuerte die klingonischen Ausdrücke bei. Der Ingenieur Naren Shankar war anfangs Praktikant der Writers Guild und fungierte hauptsächlich als wissenschaftlicher Berater.
Trotz des Einspruchs mehrerer Drehbuchautoren vermied Berman Fortsetzungsgeschichten weitestgehend, damit die Fernsehsender die Ausstrahlungsreihenfolge frei wählen konnten. Picard-Darsteller Stewart und Riker-Darsteller Frakes setzten sich dafür ein, sexistische Passagen aus den Drehbüchern zu entfernen. Mehrfach mit seinem Ausstieg aus der Serie drohend, setzte Stewart ab der dritten Staffel auch durch, dass seine Rolle komplexer angelegt wird. Dazu gehörten Tätigkeiten für Picard, die über Routineabläufe auf der Enterprise hinausgehen.
Als gefährlichste Gegner der Föderation dienten den Autoren zunächst die Ferengi und – als sich ihnen diese nicht als bedrohlich genug erwiesen – die von Hurley geschaffenen Borg. Der Zweiteiler Der Kampf um das Klingonische Reich  (Staffeln 4 und 5) war ursprünglich als die Staffeln 3 und 4 verbindender Cliffhanger geplant, wurde jedoch zugunsten der Borg-zentrierten Episoden In den Händen der Borg und Angriffsziel Erde verschoben. Am Drehbuch für den Zweiteiler Geheime Mission auf Celtris Drei (Staffel 6), in dem Picard in cardassianischer Gewalt gefoltert wird, wirkte auch die Menschenrechtsorganisation Amnesty International mit.
Manche Episodendrehbücher entstanden inspiriert durch Spielfilme und literarische Werke (Beispiele siehe auch: Staffel 6). Joe Menosky, Drehbuchautor ab der vierten Staffel, ließ sich in seiner zweijährigen Zeit als Story Editor und Co-Produzent beim Großteil der von ihm mitverfassten Episoden von den Büchern des US-Schriftstellers James Hillman inspirieren. Für die Geschichte, die in dem Zweiteiler Wiedervereinigung? (Staffel 5) erzählt wird, nutzte Michael Piller die deutsche Wiedervereinigung als Ausgangspunkt. Wiedervereinigung? wurde Roddenberry gewidmet, der kurz vor der US-Erstausstrahlung verstorben war. Der Zweiteiler bildet mit den Auftritten von Leonard Nimoy und Mark Lenard in den Rollen von Spock bzw. Sarek ein Beispiel für Episoden, in denen Darsteller ihre in Raumschiff Enterprise gespielten Figuren als Gastrollen erneut verkörperten. Weitere Beispiele sind der Pilotfilm, in dem DeForest Kelley als Dr. McCoy auftritt, und die Episode Besuch von der alten Enterprise (Staffel 6), in der James Doohan als Ingenieur Scott mitwirkt.
Jeri Taylor gehörte ab der vierten Staffel zum Drehbuchautorenteam und war darin die einzige Frau. Für die fünfte Staffel verfolgte sie die Absicht, die Figur Troi, die sie als zu eindimensional und unterbenutzt empfand, stärker in die Handlung einzubinden. Mit Beginn der sechsten Staffel wurde sie neben Piller und Berman, die sich von da an zudem der Produktion von DS9 widmeten, zum Co-Executive Producer.

### Szenenbild, Kostüme und Masken

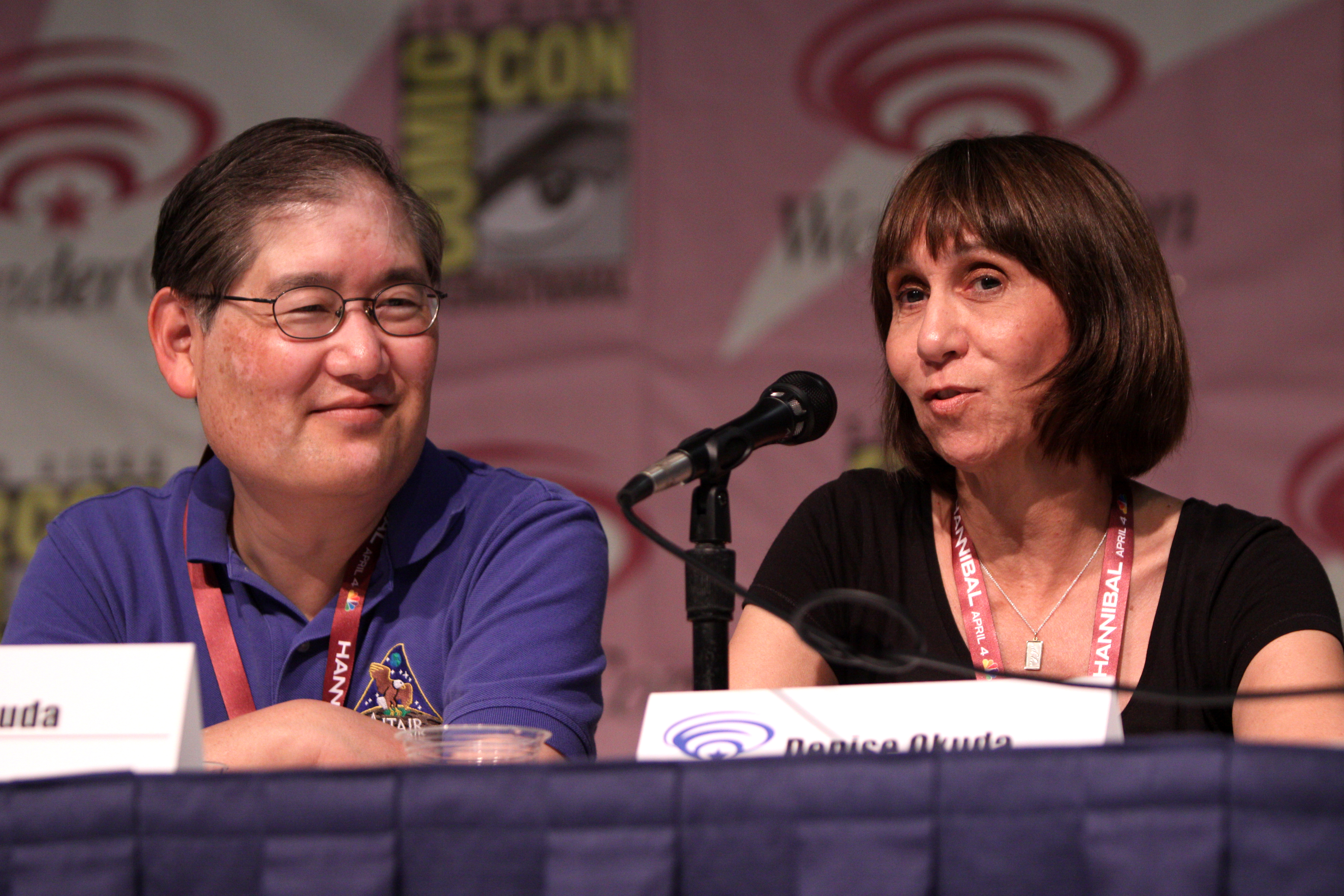
Grafikdesigner Michael Okuda (links)

Für das Raumschiffinnere, vor allem für Korridore, wurden etliche Sets aus den ersten vier Star-Trek-Kinofilmen wiederverwendet und angepasst. Die für die Filme verwendete Brücke, wurde als Kampfbrücke der U.S.S. Enterprise und für die Brücke des Raumschiffs USS Stargazer neu verwendet. Die Konsole des Sternenflottenkommandos aus dem vierten Film für einen Teil des neuen Maschinenraums. Szenenbildner in der ersten Staffel war Herman F. Zimmerman, ab der zweiten Staffel Richard D. James. Einhergehend mit dem Personalwechsel und infolge von Budgeterhöhungen kamen modifizierte Sets zum Einsatz. Dazu gehörte auch der Raumschiffshintergrund, das heißt das All und die Sterne. Weil an dem für das schwarze All anfangs verwendeten Material Duvetine zu viel Schmutz haften blieb, ersetzte James es zu Beginn der zweiten Staffel durch schwarzen Samt, auf den Sterne geklebt wurden. In der ersten Staffel kamen für Planetenoberflächen noch Zykloramen und Pappmaché-Felsen zum Einsatz, die aus Raumschiff Enterprise wiederverwendet wurden. Felsen aus Pappmaché gab es auch in späteren Staffeln.
Zumindest für die Episode Eine Handvoll Datas (Staffel 6) wurde auch ein Set der Universal Studios verwendet.
Für auf Computerkonsolen angezeigte und sich bewegende Grafiken verwendete man in den ersten 30 Episoden Polarisationsfilter auf drehbaren Rädern. Diese Technik diente als Ersatz für Bildschirme, welche durch ihre 24-Hertz-Frequenz nicht mit der 30-Hertz-Frequenz des Fernsehens synchronisierbar waren. Ab der 31. Episode kamen stattdessen Bildschirme von Sony zum Einsatz. Für die grafische Gestaltung der Computerkonsolen war der Bühnenbildner Michael Okuda verantwortlich, der in dieser Funktion bereits beim vierten Star-Trek-Kinofilm mitgewirkt hatte. Die von ihm geschaffenen zahlreichen, im Raumschiffinneren enthaltenen Displays zur Bedienung des Schiffscomputers basierten auf Ideogrammen; deshalb etablierte sich gemeinhin die Bezeichnung „Okudagramme“.
Der Designer William Ware Theiss entwarf die in den ersten beiden Staffeln eingesetzten Sternenflottenuniformen. Robert Blackman, der ab der dritten Staffel die Funktion des Kostümdesigners ausübte, gestaltete die zu Beginn jener Staffel für besseren Tragekomfort eingeführten Uniformen; sie kosteten je etwa 3000 US-Dollar. Wie schon in Raumschiff Enterprise gibt es je nach Funktionsbereich schwarz-rote, -gelbe und -blaue Uniformen; im Unterschied zur Originalserie stehen die schwarz-roten Uniformen nun aber für Kommando- und Navigationsfunktionen und die schwarz-gelben für technisches und Sicherheitspersonal.
Für das Make-up war der Oscar-Preisträger Michael Westmore verantwortlich.

### Schauplätze und Dreharbeiten
Die Dreharbeiten für den Pilotfilm begannen am 29. Mai 1987. Sie fanden überwiegend in den Paramount-Studios in Hollywood statt. Die verhältnismäßig wenigen Außendrehs entstanden an kalifornischen Schauplätzen, meist in und um Los Angeles. Dazu gehörten für den Pilotfilm der Griffith Park und für andere Episoden das Tillman Water Reclamation Plant bei Van Nuys und die Movie Ranch Golden Oaks Ranch. Die Dreharbeiten für die Episode Die letzte Mission (Staffel 4) führte man über zwei Tage hinweg in der Salztonebene El Mirage Lake durch.
Die Serie wurde auf 35-mm-Film und optimiert für das Fernsehbildformat 4:3 gedreht. Die Postproduktion der ersten beiden Staffeln fand auf analogem Videoband mit Composite-Video-Datenübertragung statt.
Über den Serienverlauf hinweg kamen insgesamt 28 Regisseure zum Einsatz. Zu den aktivsten gehören Cliff Bole (25 Episoden), Les Landau (22), Winrich Kolbe (16), Rob Bowman (13) und Robert Scheerer (11). Von den Hauptdarstellern führten Jonathan Frakes (8), Patrick Stewart (5), LeVar Burton (2) und Gates McFadden (1) Regie (siehe Hauptartikel: Liste der Star-Trek-Regisseure). Kameramann war in den ersten beiden Staffeln Edward R. Brown. Ihm folgte bis zum Beginn der sechsten Staffel Marvin V. Rush, danach übernahm – mit Ausnahme zweier Episoden in der siebten Staffel – Jonathan West.

### Spezialeffekte und visuelle Effekte
Ein Teil der Spezialeffekte wurde mittels Motion-Control-Fotografie erstellt, ein geringer Teil mit CGI. Matte Paintings, etwa von Planetenoberflächen und Landschaften, lieferte die Firma Illusion Arts. Zumindest in der ersten Staffel wurden auch Effekte aus den Star-Trek-Kinofilmen wiederverwendet, so etwa ein Matte Painting des Sternenflottenhauptquartiers.
Von Industrial Light & Magic stammten zwei etwa 60 bzw. 180 Zentimeter lange Modelle der Enterprise, die zusammen etwa 75.000 US-Dollar kosteten. Diese beiden Modelle wurden hauptsächlich in den ersten beiden Staffeln verwendet. Das große war darüber hinaus das einzige Modell, mit dem die Sequenzen, in denen das Schiff geteilt wird, gefilmt werden konnten; Mit diesen Modellen erstellten Industrial Light & Magic (für den Pilotfilm) und Image G wiederverwendbare Bluescreen-Aufnahmen. Ab Mitte der dritten Staffel ersetzte ein neues, etwa 120 Zentimeter langes Modell der Enterprise die beiden Vorgänger, da das große Modell sich als zu sperrig erwies und das kleine zu detailarm war. Die Modelle für das Borg-Raumschiff schuf Starlight Effects. Bis zur fünften Staffel wurden auch die Modelle der klingonischen Raumschiffe aus den Star-Trek-Kinofilmen wiederverwendet. Die eingesetzten Raumschiffmodelle hatten meist keine zueinander maßstabsgerechte Größe, sodass bei den Motion-Control-Aufnahmen Umrechnungen erforderlich wurden.
Pro Episode entstanden durchschnittlich 50 bis 60, teils über 100 Einzelaufnahmen für visuelle Effekte, für die komplette erste Staffel waren es etwa 1800. Angesichts der großen Menge an benötigten Effekten und der im Vergleich zu Kinofilmen knapperen Zeit für ihre Erstellung entschieden die Produzenten zur Vermeidung zu hoher Kosten, die Effekte auf Video und nicht auf Negativfilm produzieren zu lassen. Mit dieser Entscheidung war allerdings auch ein beträchtlicher potentieller Einnahmeverlust für das Filmstudio verbunden. Denn damit wurde auch die Bildauflösung auf das US-amerikanische NTSC-Format festgelegt. Aus diesem Grund konnten die Episoden nicht wie damals üblich zu Spielfilmen für ausländische Kinos zusammengeschnitten werden und überdies nur mit Qualitätsverlusten in ausländischen Videoformaten wie etwa PAL vertrieben werden. Etwa 90 Prozent der Sequenzen, aus denen die Effekte bestehen, wurden zunächst auf 35-mm-Film aufgenommen und anschließend in das Videoformat übertragen. Für die Erstellung der Effekte war hauptsächlich die Firma The Post Group zuständig, für den Transfer der Filmaufnahmen auf Video und das Bluescreen-Compositing die Firma Composite Image Systems. Sie gehörten damals im Bereich der Video-Postproduktion zu den führenden Unternehmen. Mit Produktionsbeginn der sechsten Staffel wurden diese Unternehmen durch Digital Magic bzw. CIS Hollywood ersetzt. Die Erstellung der visuellen Effekte leiteten Robert Legato und Dan Curry.
Um aus mehreren Sequenzen Effekte zu erstellen, wurde auch Technik von Grass Valley verwendet. Planeten und Effekte wie etwa Phaser-Schüsse entstanden unter Verwendung von Apparaten der Firma Quantel. Für das Bluescreen-Compositing kam auch Technologie von Ultimatte zum Einsatz, deren Vorteil gegenüber früheren Technologien es war, Schatten und Reflexionen realistischer wirken zu lassen.

### Vertonung
Die von Dennis McCarthy geschaffene Titelmusik ist eine Bearbeitung von Jerry Goldsmiths Titelmelodie aus Star Trek: Der Film von 1979 und des Classic-Themas von Alexander Courage.
McCarthy wechselte sich in der Funktion des hauptsächlichen Musikkomponisten episodenweise zunächst mit Ron Jones ab. Jones zeigte sich davon überzeugt, die in der Zukunft spielende Handlung optimal mit elektronischer Musik zu unterlegen. Sein Stil missfiel jedoch der Paramount-Leitung, die ihn als „störend“ und mit den Toneffekten konfligierend empfand und Jones deshalb kurz vor Ende der Produktion der vierten Staffel entließ. Daraufhin ersetzte ihn Jay Chattaway.
Für die Tonmischung, den Tonschnitt und das Automatic Dialogue Recording war die in Hollywood ansässige Firma Modern Sound verantwortlich.

### HD-Restaurierung
Anlässlich des 25-jährigen Jubiläums des Erstausstrahlungsstarts (1987) begann 2012 der Paramount-Eigentümer CBS, die Episoden für die Veröffentlichung in HD-Auflösung auf Blu-ray Disc, aber auch für spätere Fernsehausstrahlungen und den Online-Vertrieb, restaurieren zu lassen. Die einfache Konvertierung der finalen Schnittfassungen war nicht möglich, weil sie auf Video in Standardauflösung gespeichert worden waren. Deshalb wurden die originalen Filmnegative mittels HD-Abtastung neu eingescannt. Dazu mussten zunächst die insgesamt über 25.000 Filmrollen mit den Originalnegativen aus den Paramount-Archiven ausgehoben und gereinigt werden. Auch, weil die originalen visuellen Effekte für das Format 4:3 aufbereitet worden waren, entstanden die HD-Schnittfassungen in 4:3. Manche visuelle Effekte wie Phaserschüsse oder Beamvorgänge wurden neu erstellt, statt sie zu konvertieren. Zudem wurden perspektivische Fehler im Weltraum und fehlgeleitete Schatten korrigiert. Auch manche Matte Paintings erstellte man neu. Die finale englischsprachige Schnittfassung erhielt eine Tonspur in DTS-HD 7.1.
Der Restaurierungsprozess beanspruchte pro Episode zwischen vier und sechs Wochen und wurde von Michael Okuda überwacht. Die Restaurierung allein der ersten Staffel kostete 9 Millionen US-Dollar. Die Verantwortung für die Restaurierung hatte die Firma CBS Digital. Zur Beschleunigung der Arbeit war ursprünglich vorgesehen, die Restaurierung der Staffeln 2, 4 und 6 an einen Subunternehmer abzugeben. Aufgrund der Reaktionen von Blu-ray-Konsumenten, die manchen visuellen Effekten in der von HTV-Illuminate restaurierten, zweiten Staffel Qualitätsmängel bescheinigten, beauftragte CBS Digital für die vierte Staffel das Unternehmen Modern VideoFilm; die sechste Staffel übernahm CBS Digital selbst.

## Besetzung und deutsche Synchronfassung
Um die Schauspieler-Gagen zugunsten des restlichen Budgets möglichst gering zu halten, wählte Paramount weitgehend unbekannte Schauspieler aus. Dazu gehörte auch der Bühnenschauspieler Patrick Stewart, der Produzent Robert Justman auffiel, als er bei einer Shakespeare-Aufführung mitspielte. Stewart erhielt für die Rolle des Captain Picard schließlich den Vorzug vor Stephen Macht. Alle Hauptdarsteller unterzeichneten Verträge für die Dauer von zunächst sechs Jahren. Für die Rolle des Riker war ursprünglich Billy Campbell vorgesehen. Auch war zunächst geplant, die Figur Troi mit Denise Crosby zu besetzen und die Figur Yar mit Marina Sirtis; erst bei den Dreharbeiten zum Pilotfilm wurden beide Schauspielerinnen miteinander vertauscht. Crosby verließ die Serie am Ende der ersten Staffel, weil sie mit der Entwicklung ihrer Rolle unzufrieden war. Die Kinoschauspielerin Whoopi Goldberg bat selbst bei den Produzenten um eine Rolle in der Serie. Vor allem auf Roddenberrys Bestreben hin wurde Gates McFadden nach der ersten Staffel entlassen, jedoch zur dritten Staffel zurück in ihre ursprüngliche Rolle geholt. In der zweiten Staffel wurde sie durch Diana Muldaur ersetzt, deren Name – im Gegensatz zu den anderen Hauptdarstellern – nicht in den Opening Credits des Vorspanns, sondern danach als „Special Guest Star“ geführt wurde. Wil Wheaton verließ die Besetzung 1990, da er sich schauspielerisch unterfordert fühlte.

Die zehn Hauptdarsteller
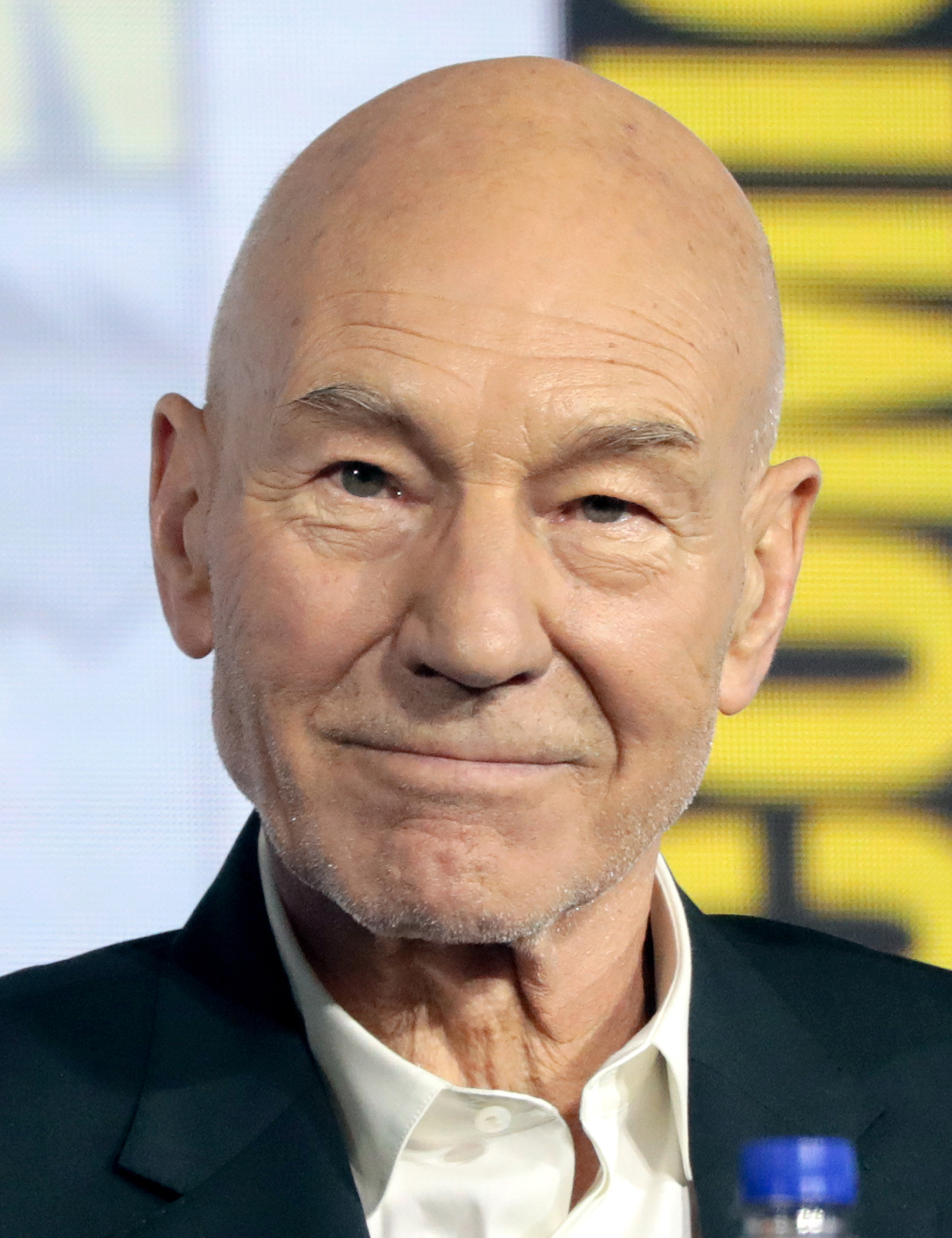
Patrick Stewart, Darsteller von Jean-Luc Picard
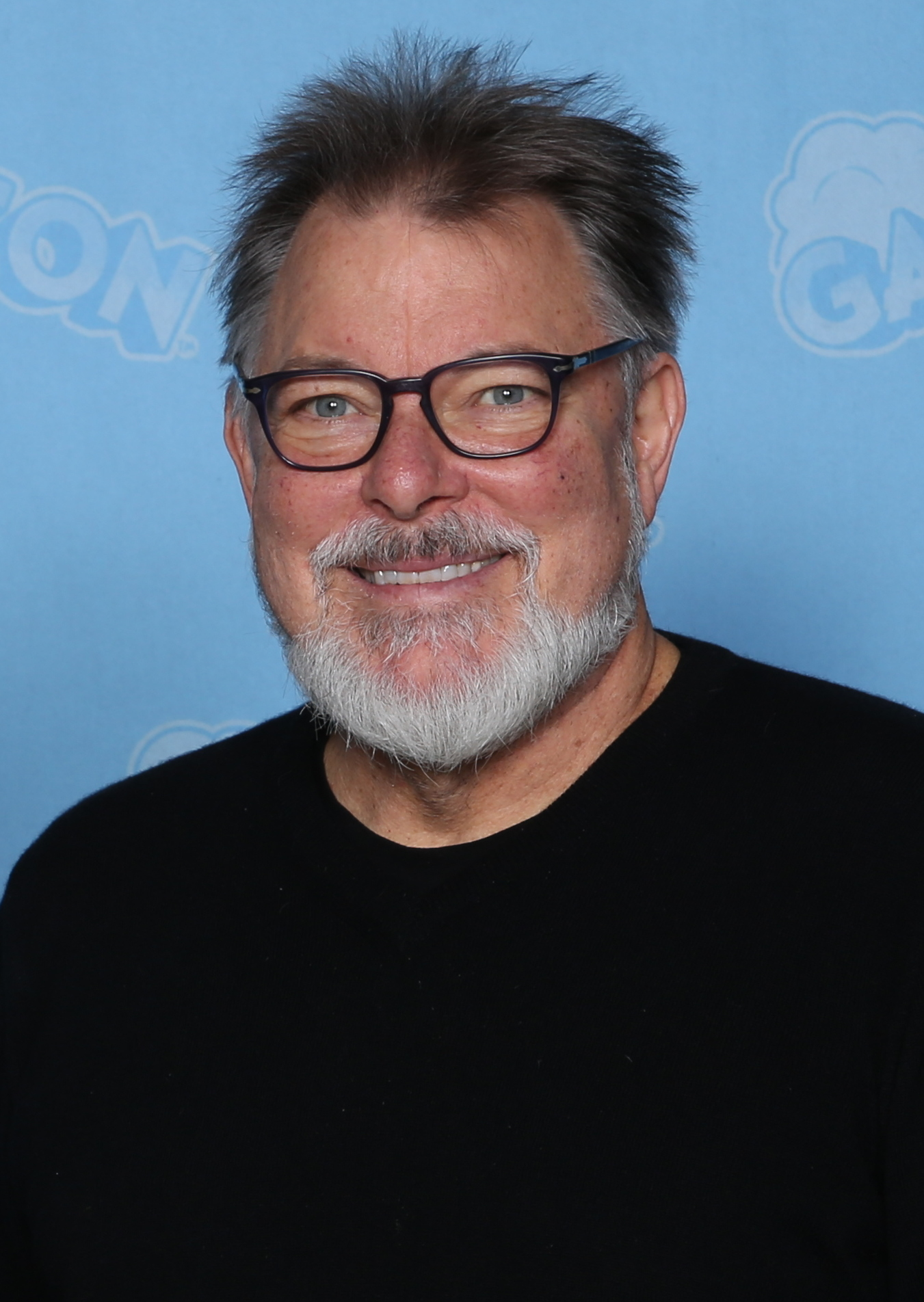
Jonathan Frakes, Darsteller von William T. Riker
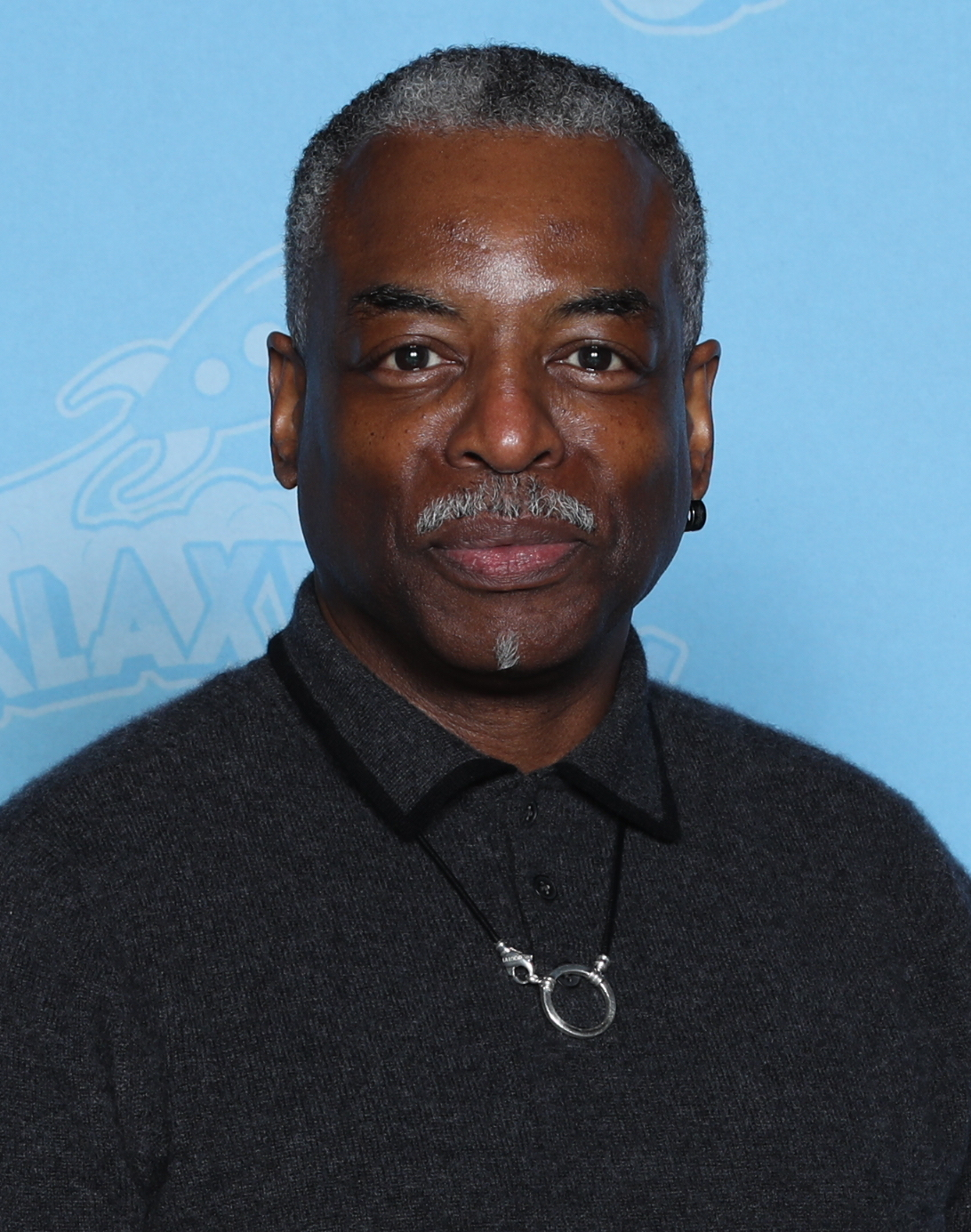
LeVar Burton, Darsteller von Geordi La Forge
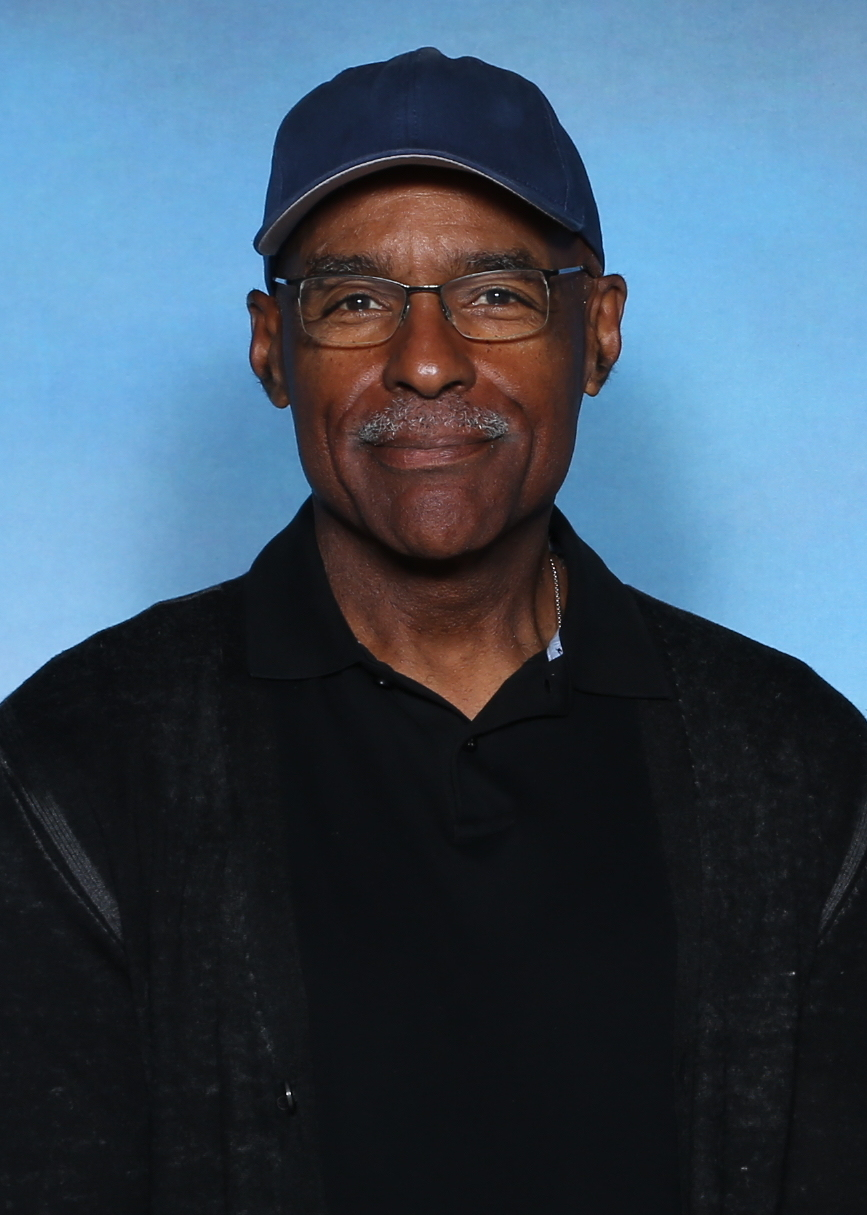
Michael Dorn, Darsteller von Worf
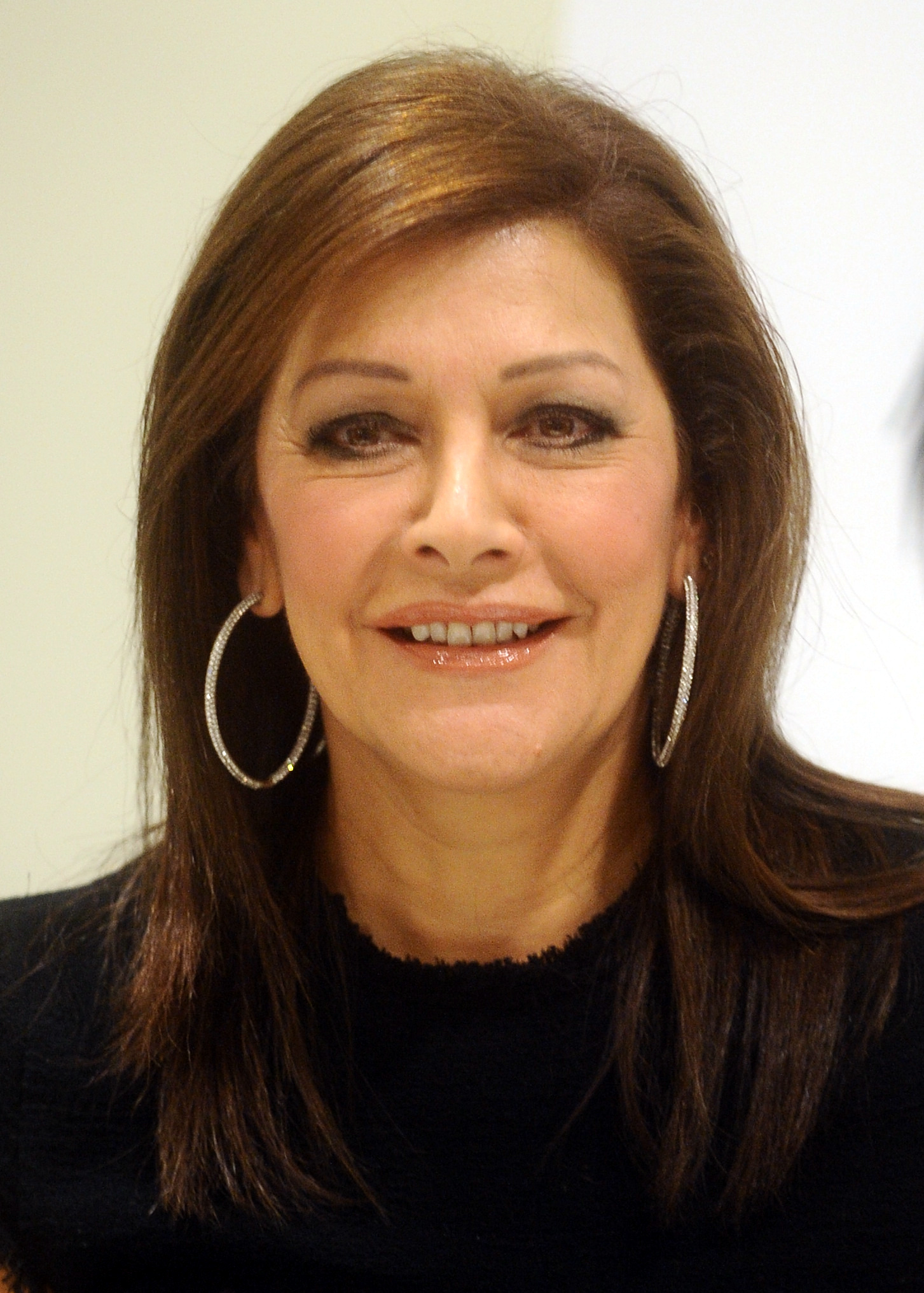
Marina Sirtis, Darstellerin von Deanna Troi
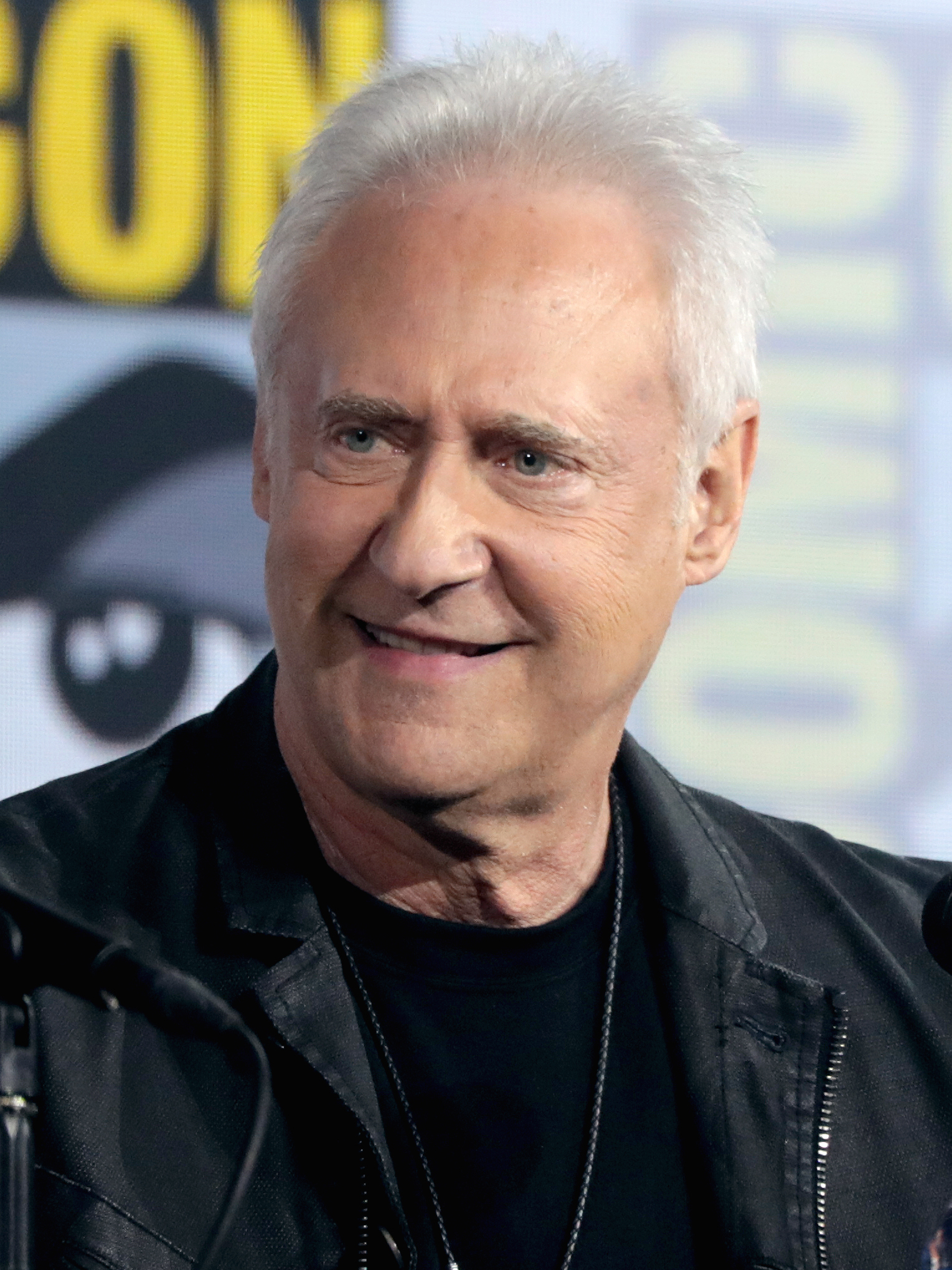
Brent Spiner, Darsteller von Data
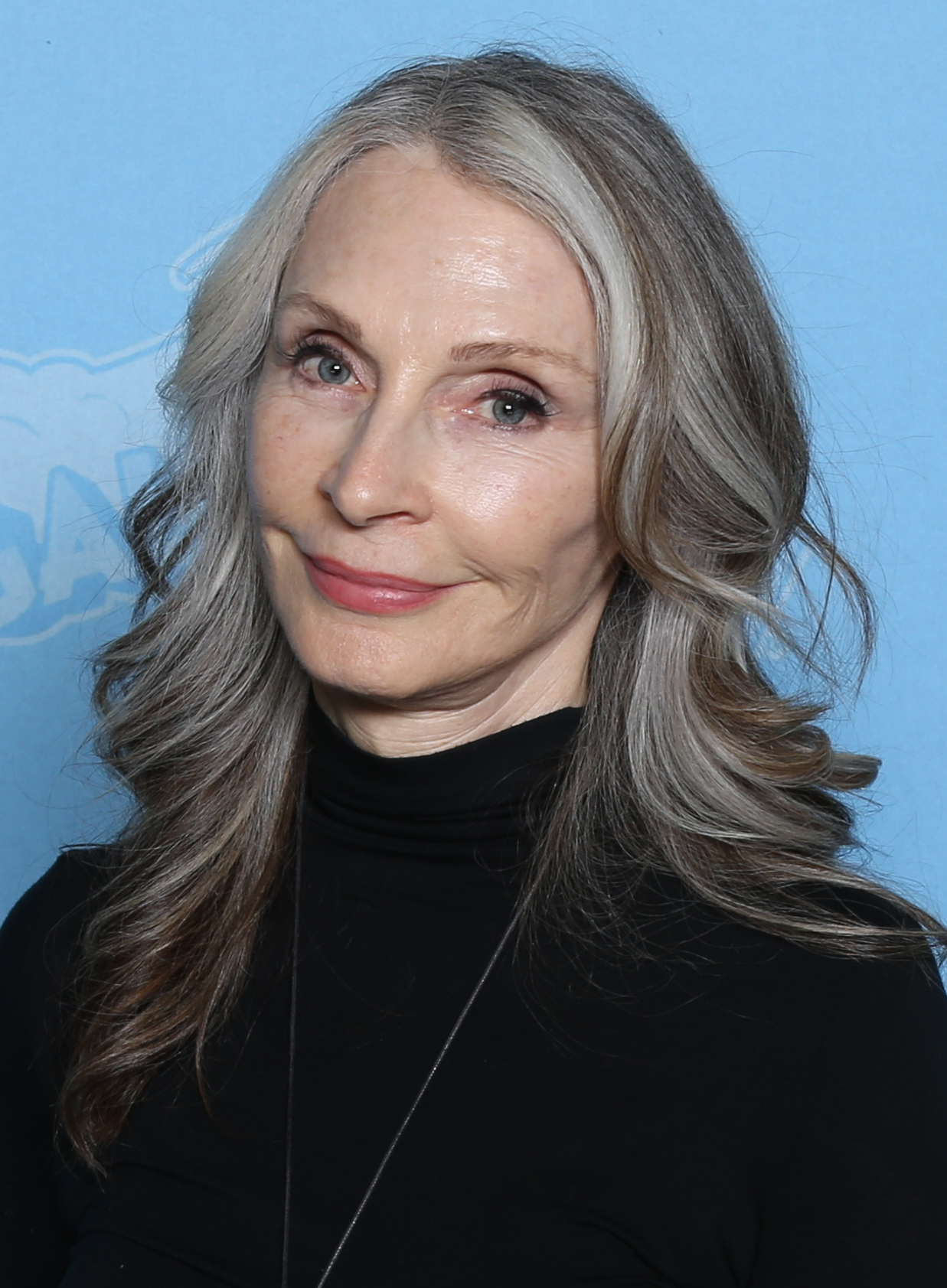
Gates McFadden, Darstellerin von Dr. Beverly Crusher
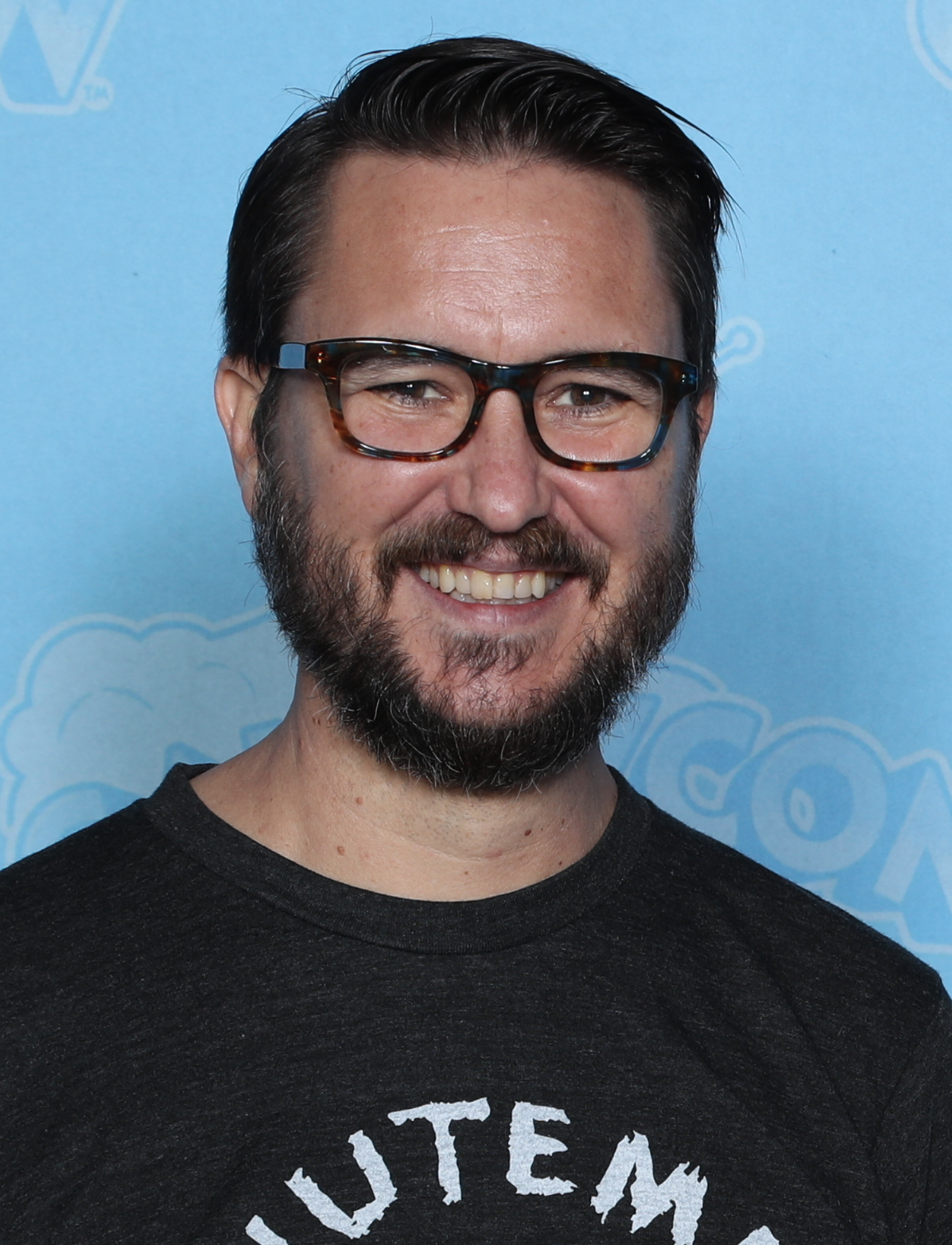
Wil Wheaton, Darsteller von Wesley Crusher
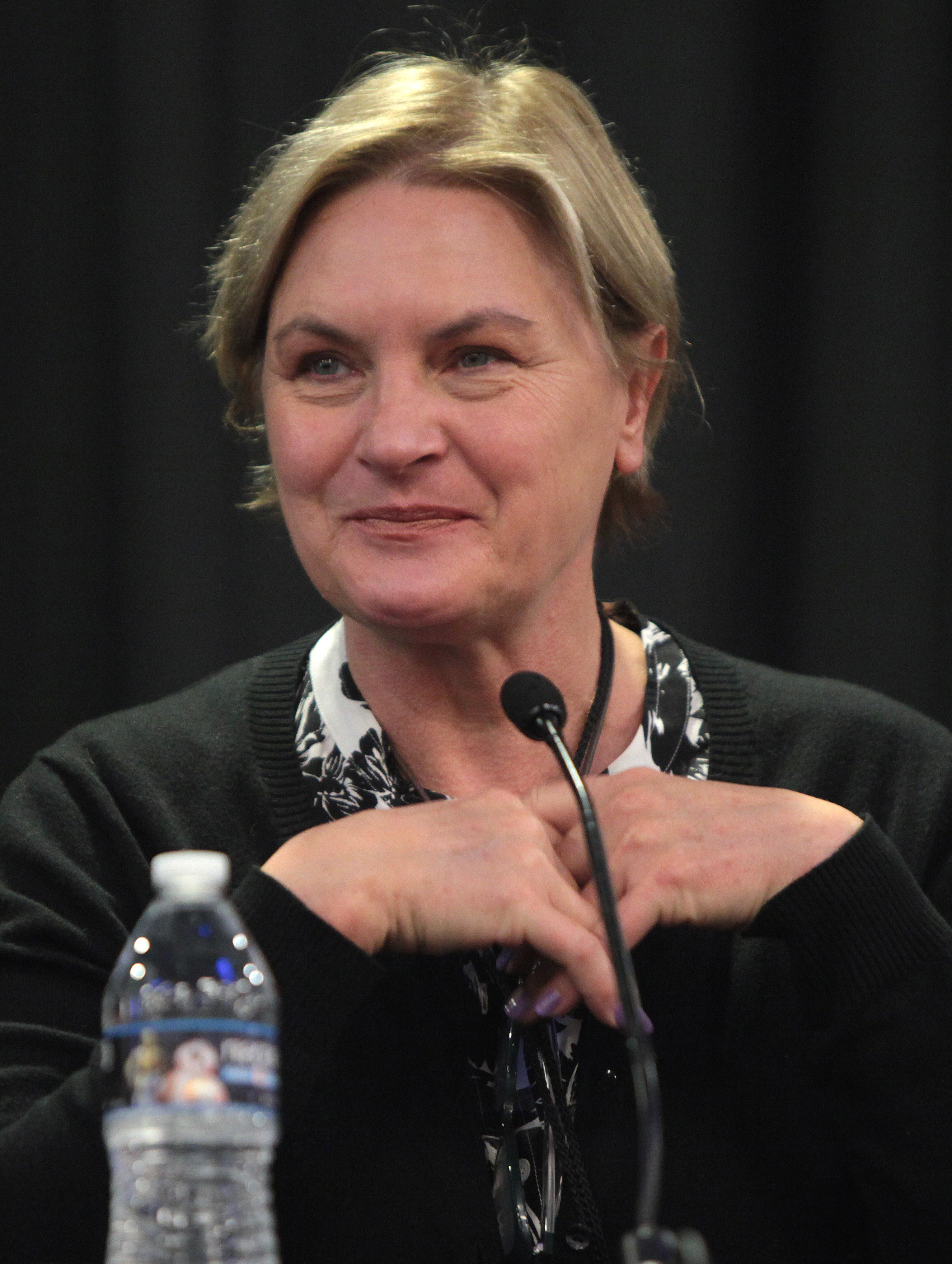
Denise Crosby, Darstellerin von Tasha Yar
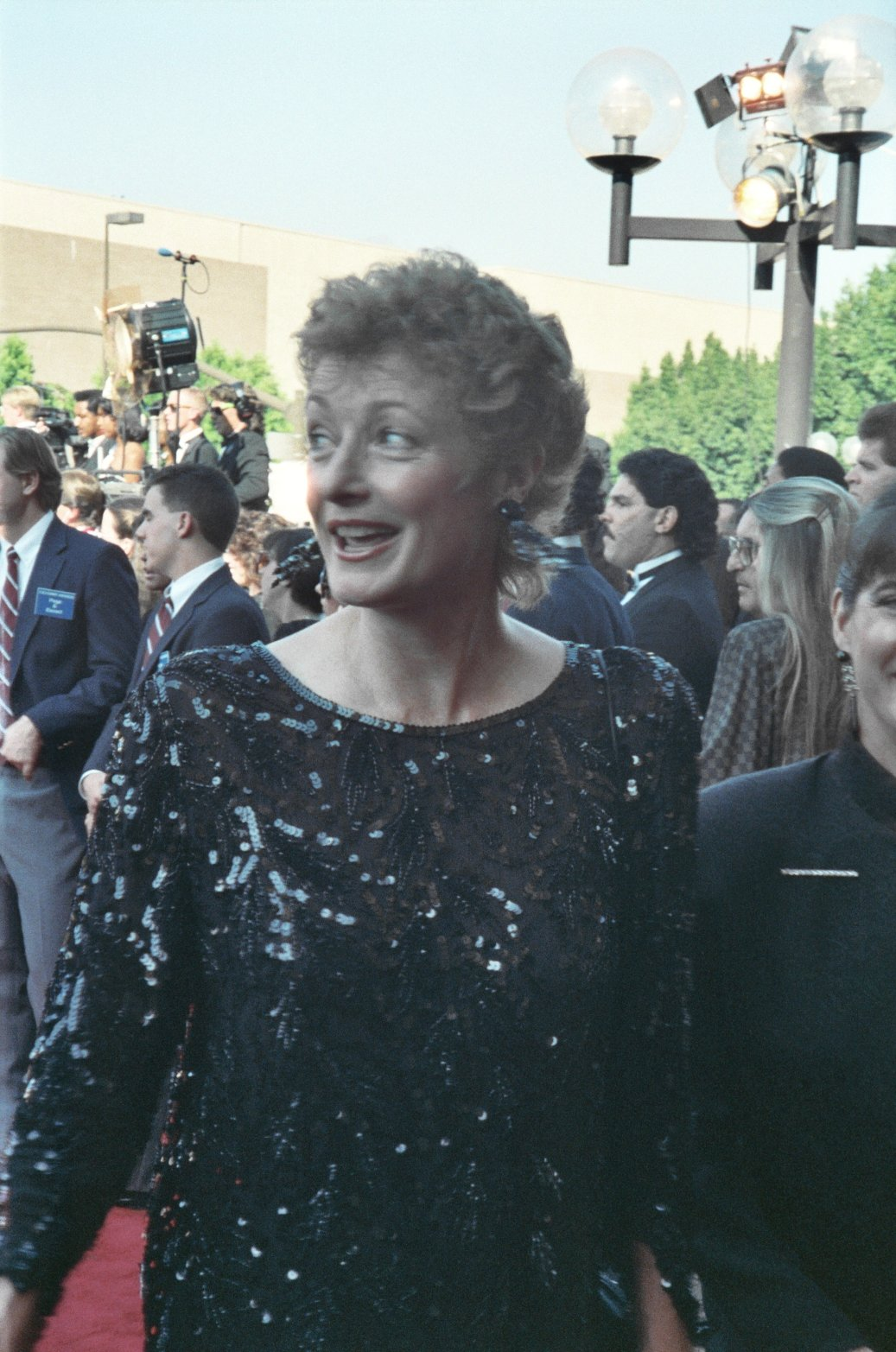
Diana Muldaur, Darstellerin von Dr. Katherine Pulaski

Die ersten 14 Episoden der ersten Staffel wurden für die von CIC vertriebenen Videokassetten durch die Alster Studios in Hamburg synchronisiert. Dialogregie führte Dieter B. Gerlach, der auch Dialogbuchautor war (siehe Hauptartikel: Staffel 1). Für die Ausstrahlung im Fernsehen wurde diese Fassung verworfen. Die vom ZDF ausgestrahlten Episoden 1 bis 83 wurden von Arena Synchron in Berlin synchronisiert. Verantwortlicher Dialogbuchautor und Dialogregisseur war bis Episode 75 Michael Erdmann. Für die Ausstrahlung bei Sat.1 erfolgte die Synchronisation ab der 84. Episode zwar weiterhin durch Arena Synchron, nunmehr aber unter der Verantwortung von Ulrich Johannson, der bereits ab der 76. Episode als Dialogbuchautor und Dialogregisseur fungierte. Im Zuge des Wechsels des ausstrahlenden Senders wurden auch die Synchronsprecher der Darsteller Patrick Stewart, Marina Sirtis, Gates McFadden und Whoopi Goldberg ausgetauscht.
In der Episode Angriff Der Borg, Teil I (Staffel 6) hat der populäre britische Wissenschaftler und Star-Trek-Fan Stephen Hawking einen Cameoauftritt, um den er selbst bat und in dem er sich selbst spielt. Seinetwegen wurde der Episode bei ihrer US-Erstausstrahlung eine erhöhte mediale Aufmerksamkeit zuteil.
Die Tabelle nennt die Schauspieler, ihre Rollennamen, ihre Zugehörigkeit zur Hauptbesetzung (●) bzw. zu den Neben- und Gastdarstellern (•) je Staffel und die Gesamtanzahl der Episoden mit Auftritten. Angegeben sind zudem die deutschen Synchronsprecher sowohl in der Fernsehserie als auch in den Kinofilmen.
|                       |                       | |                    | Staffel | Staffel | Staffel | Staffel | Staffel | Staffel | Staffel |          | |
| Darsteller            | Rollenname            | Rollenbeschreibung | Spezies            | 1       | 2       | 3       | 4       | 5       | 6       | 7       | Episoden | Deutsche Synchronstimme                                                                            |
| --------------------- | --------------------- | --- | ------------------ | ------- | ------- | ------- | ------- | ------- | ------- | ------- | -------- | -------------------------------------------------------------------------------------------------- |
| Patrick Stewart       | Stimme im Vorspann    | |                    |         |         |         |         |         |         |         | 178      | Harald Dietl                                                                                       |
| Patrick Stewart       | Jean-Luc Picard       | Captain der USS Enterprise | Mensch             | ●       | ●       | ●       | ●       | ●       | ●       | ●       | 178      | Rolf Schult (Ep. 1–83, Filme), Ernst Meincke (Ep. 84–178), Hans-Jürgen Wolf (Ep. 1–3; neue Szenen) |
| Jonathan Frakes       | William T. Riker      | Erster Offizier der USS Enterprise | Mensch             | ●       | ●       | ●       | ●       | ●       | ●       | ●       | 178      | Detlef Bierstedt (Serie, Film 1), Tom Vogt (Film 2–4)                                              |
| LeVar Burton          | Geordi La Forge       | Steuermann der USS Enterprise (Staffel 1) Chefingenieur der USS Enterprise (Staffel 2–7)                                                                                 | Mensch             | ●       | ●       | ●       | ●       | ●       | ●       | ●       | 170      | Charles Rettinghaus (Serie, Film 1), Bernd Vollbrecht (Film 2–4)                                   |
| Michael Dorn          | Worf                  | Steuermann der USS Enterprise (Staffel 1) Sicherheitschef der USS Enterprise (Staffel 2–7)                                                                               | Klingone           | ●       | ●       | ●       | ●       | ●       | ●       | ●       | 175      | Raimund Krone                                                                                      |
| Marina Sirtis         | Deanna Troi           | Counselor der USS Enterprise | Mensch/Betazoidin  | ●       | ●       | ●       | ●       | ●       | ●       | ●       | 168      | Eva Kryll (Ep. 1–83, Filme), Ulrike Lau (Ep. 84–178)                                               |
| Brent Spiner          | Data                  | Zweiter Offizier und Einsatzoffizier der USS Enterprise | Android            | ●       | ●       | ●       | ●       | ●       | ●       | ●       | 177      | Michael Pan                                                                                        |
| Brent Spiner          | Lore                  | Bruder von Data | Android            | •       |         |         | •       |         | •       | •       | 04       | Michael Pan                                                                                        |
| Brent Spiner          | Noonien Soong         | Wissenschaftler, Erschaffer von Data und Lore | Mensch             |         |         |         | •       |         | •       | •       | 03       | Jochen Thomas (Ep. 77) Michael Pan (Ep. 142, 162)                                                  |
| Gates McFadden        | Dr. Beverly Crusher   | Leitende medizinische Offizierin der USS Enterprise, Mutter von Wesley Crusher                                                                                           | Mensch             | ●       |         | ●       | ●       | ●       | ●       | ●       | 155      | Rita Engelmann (Ep. 1–83, Filme) Ana Fonell (Ep. 84–178)                                           |
| Wil Wheaton           | Wesley Crusher        | Sohn von Beverly Crusher, Zivilist an Bord der USS Enterprise (Staffel 1) Steuermann der USS Enterprise (Staffel 1–4) Kadett an der Sternenflottenakademie (Staffel 5–7) | Mensch             | ●       | ●       | ●       | ●       | •       |         | •       | 085      | Sven Plate                                                                                         |
| Denise Crosby         | Tasha Yar             | Sicherheitschefin der USS Enterprise | Mensch             | ●       |         | •       |         |         |         | •       | 027      | Katja Nottke (Staffel 1, Ep. 63) Martina Treger (Ep. 177–178)                                      |
| Denise Crosby         | Sela                  | romulanische Offizierin, Tochter von Tasha Yar | Mensch/Romulanerin |         |         |         | •       | •       |         |         | 04       | Almut Zydra (Ep. 98) Birgit Edenharter (Ep. 100, 101, 108)                                         |
| Diana Muldaur         | Dr. Katherine Pulaski | Leitende medizinische Offizierin der USS Enterprise | Mensch             |         | ●       |         |         |         |         |         | 018      | Bettina Schön                                                                                      |
| John de Lancie        | Q                     | allmächtiges Wesen | Q                  | •       | •       | •       | •       |         | •       | •       | 010      | Hans-Werner Bussinger                                                                              |
| Colm Meaney           | Miles O’Brien         | Transporterchief der USS Enterprise | Mensch             | •       | •       | •       | •       | •       | •       | •       | 053      | Jörg Döring (außer Ep. 7, 59, 60, 62) Walter Alich (Ep. 7) Uwe Jelinek (Ep. 59, 60)                |
| Eric Menyuk           | Der Reisende          | Reisender | unbekannt          | •       |         |         | •       |         |         | •       | 03       | Martin Keßler (Ep. 6) Tom Vogt (Ep. 79) Michael Christian (Ep. 172)                                |
| Majel Barrett         | Lwaxana Troi          | Botschafterin der Föderation, Mutter von Deana Troi | Betazoidin         | •       | •       | •       | •       | •       |         | •       | 06       | Ursula Heyer (Staffel 1–3), Inken Sommer (ab Staffel 4)                                            |
| Majel Barrett         | Computerstimme        | |                    | •       | •       | •       | •       | •       | •       | •       | 093      | Eva-Maria Werth                                                                                    |
| Carel Struycken       | Homn                  | Diener von Lwaxana Troi | unbekannt          | •       | •       | •       | •       | •       |         |         | 05       | Michael Erdmann                                                                                    |
| Whoopi Goldberg       | Guinan                | Barkeeperin an Bord der USS Enterprise | El-Aurianerin      |         | •       | •       | •       | •       | •       |         | 028      | Regina Lemnitz (Ep. 27–84, Filme) Marianne Groß (Ep. 88–148)                                       |
| Clyde Kusatsu         | Nakamura              | Admiral der Sternenflotte | Mensch             |         | •       |         |         |         |         | •       | 03       | Lothar Mann (Ep. 35) Hans-Helmut Müller (Ep. 158, 177)                                             |
| Suzie Plakson         | K'Ehleyr              | Botschafterin der Föderation, Mutter von Alexander Rozhenko | Mensch/Klingonin   |         | •       |         | •       |         |         |         | 02       | Joseline Gassen (Ep. 46) Viola Sauer (Ep. 81)                                                      |
| Lycia Naff            | Sonya Gomez           | Ingenieurin an Bord der USS Enterprise | Mensch             |         | •       |         |         |         |         |         | 02       | Ulrike Mai                                                                                         |
| Andreas Katsulas      | Tomalak               | Kommandant eines romulanischen Kriegsschiffs | Romulaner          |         |         | •       | •       |         |         | •       | 04       | Friedrich G. Beckhaus (außer Ep. 58) Ernst Meincke (Ep. 58)                                        |
| Dwight Schultz        | Reginald Barclay      | Ingenieur an Bord der USS Enterprise | Mensch             |         |         | •       | •       | •       | •       | •       | 05       | Florian Krüger-Shantin (Serie) David Nathan (Film 2)                                               |
| Charles Cooper        | K’mpec                | Kanzler des Klingonischen Reichs | Klingone           |         |         | •       | •       |         |         |         | 02       | Hans W. Hamacher                                                                                   |
| Patrick Massett       | Duras                 | Anführer des Hauses des Duras | Klingone           |         |         | •       | •       |         |         |         | 02       | Jürgen Kluckert                                                                                    |
| Jennifer Hetrick      | Vash                  | Archäologin | Mensch             |         |         | •       | •       |         |         |         | 02       | Monica Bielenstein                                                                                 |
| Tony Todd             | Kurn                  | klingonischer Offizier, Bruder von Worf | Klingone           |         |         | •       | •       | •       |         |         | 03       | Helmut Krauss                                                                                      |
| Mark Lenard           | Sarek                 | Botschafter der Föderation | Vulkanier          |         |         | •       |         | •       |         |         | 02       | Friedrich W. Bauschulte (Ep. 71), Jochen Thomas (Ep. 107)                                          |
| Jon Paul Steuer       | Alexander Rozhenko    | Zivilist an Bord der USS Enterprise, Sohn von Worf und K'Ehleyr | Klingone           |         |         |         | •       |         |         |         | 01       | Tobias Müller                                                                                      |
| Brian Bonsall         | Alexander Rozhenko    | Zivilist an Bord der USS Enterprise, Sohn von Worf und K'Ehleyr | Klingone           |         |         |         |         | •       | •       | •       | 07       | Tobias Müller                                                                                      |
| Doug Wert             | Jack R. Crusher       | verstorbener Ehemann von Beverly Crusher und Vater von Wesley Crusher | Mensch             |         |         |         | •       | •       |         | •       | 03       | Ulrich Johannson                                                                                   |
| Barbara March         | Lursa                 | Schwester von Duras | Klingonin          |         |         |         | •       | •       |         | •       | 03       | Sabine Sebastian (Staffeln 4, 5) Ulrike Johannson (Staffel 7) Marianne Groß (Film 1)               |
| Gwynyth Walsh         | B’Etor                | Schwester von Duras | Klingonin          |         |         |         | •       | •       |         | •       | 03       | Viola Sauer (Serie) Ulrike Möckel (Film 1)                                                         |
| April Grace           | Maggie Hubbell        | Transportertechnikerin auf der USS Enterprise | Mensch             |         |         |         | •       | •       |         |         | 05       | Almut Zydra (Ep. 81, 121) Beate Pfeiffer (Ep. 82, 85) Birgit Edenharter (Ep. 90)                   |
| Rosalind Chao         | Keiko O’Brien         | Zivilistin an Bord der USS Enterprise, Ehefrau von Miles Edward O’Brien                                                                                                  | Mensch             |         |         |         | •       | •       | •       |         | 08       | Iris Artajo                                                                                        |
| Robert O’Reilly       | Gowron                | Kanzler des Klingonischen Reichs | Klingone           |         |         |         | •       | •       | •       |         | 05       | Jan Spitzer                                                                                        |
| Pamela Winslow        | McKnight              | Steuermann der USS Enterprise | Mensch             |         |         |         | •       |         | •       |         | 03       | Andrea Großmann (Ep. 88, 99) Daniela Thuar (Ep. 140)                                               |
| Lanei Chapman         | Sariel Rager          | Steuermann der USS Enterprise | Mensch             |         |         |         | •       |         | •       |         | 04       | Maja Dürr (Ep. 90, 91) Renate Weyl (Ep. 130, 131)                                                  |
| Patti Yasutake        | Alyssa Ogawa          | Krankenschwester an Bord der USS Enterprise | Mensch             |         |         |         | •       | •       | •       | •       | 017      | Manuela Brandenstein                                                                               |
| Michelle Forbes       | Ro Laren              | Steuermann der USS Enterprise | Bajoranerin        |         |         |         |         | •       | •       | •       | 08       | Susanne Schwab                                                                                     |
| Sheila Franklin       | Felton                | Steuermann der USS Enterprise | Mensch             |         |         |         |         | •       |         |         | 05       | Nicolette Röwekamp                                                                                 |
| Leonard Nimoy         | Spock                 | Botschafter der Föderation | Mensch/Vulkanier   |         |         |         |         | •       |         |         | 02       | Herbert Weicker                                                                                    |
| Natalia Nogulich      | Alynna Nechayev       | Admiralin der Sternenflotte | Mensch             |         |         |         |         |         | •       | •       | 04       | Evamaria Miner                                                                                     |
| Rickey D’Shon Collins | Eric Burton           | Kind an Bord der USS Enterprise | Mensch             |         |         |         |         |         |         | •       | 03       | |

## Veröffentlichung

### Fernsehausstrahlung
1991 wurde die Serie in mindestens 40 Ländern ausgestrahlt, bis 1994 von mehr als 200 Fernsehanstalten weltweit.
|     | Vereinigte Staaten            | Vereinigte Staaten |          |           | Deutschland                                 | Deutschland                   | Deutschland                   |
|     | Originalfassung               | Originalfassung    | Episoden | Episoden  | Originalfassung                             | HD-restaurierte Fassung       | HD-restaurierte Fassung       |
| St. | Zeitraum                      | Rating             | Anz.     | Nr.       | Free-TV (bis Ep. 83: ZDF, ab Ep. 84: Sat.1) | Pay-TV (Syfy)                 | Free-TV (Tele 5)              |
| --- | ----------------------------- | ------------------ | -------- | --------- | ------------------------------------------- | ----------------------------- | ----------------------------- |
| 1   | 26. Sep. 1987 – 14. Mai 1988  | 10,9               | 26       | 1–26      | 7. Sep. 1990 – 6. Apr. 1991                 | 3. Sep. 2012 – 12. Sep. 2012  | 1. Juli 2014 – 30. Jul. 2014  |
| 2   | 19. Nov. 1988 – 15. Jul. 1989 | 10,2               | 22       | 27–32, 34 | 13. Apr. 1991 – 8. Jun. 1991                | 17. Jan. 2013 – 31. Jan. 2013 | 31. Jul. 2014 – 25. Aug. 2014 |
| 2   | 19. Nov. 1988 – 15. Jul. 1989 | 10,2               | 22       | 33, 35–48 | 7. Feb. 1992 – 26. Jun. 1992                | 17. Jan. 2013 – 31. Jan. 2013 | 31. Jul. 2014 – 25. Aug. 2014 |
| 3   | 23. Sep. 1989 – 16. Jun. 1990 | 10,4               | 26       | 49–67     | 3. Juli 1992 – 27. Nov. 1992                | 7. Jun. 2013 – 21. Jun. 2013  | 26. Aug. 2014 – 19. Sep. 2014 |
| 3   | 23. Sep. 1989 – 16. Jun. 1990 | 10,4               | 26       | 68–74     | 2. Aug. 1993 – 11. Aug. 1993                | 7. Jun. 2013 – 21. Jun. 2013  | 26. Aug. 2014 – 19. Sep. 2014 |
| 4   | 22. Sep. 1990 – 15. Jun. 1991 | 11,3               | 26       | 75–83     | 12. Aug. 1993 – 26. Aug. 1993               | 14. Nov. 2013 – 2. Dez. 2013  | 22. Sep. 2014 – 23. Okt. 2014 |
| 4   | 22. Sep. 1990 – 15. Jun. 1991 | 11,3               | 26       | 84–100    | 2. März 1994 – 24. März 1994                | 14. Nov. 2013 – 2. Dez. 2013  | 22. Sep. 2014 – 23. Okt. 2014 |
| 5   | 21. Sep. 1991 – 13. Jun. 1992 | 12,5               | 26       | 101–126   | 28. März 1994 – 16. Mai 1994                | 28. März 2014 – 11. Apr. 2014 | 24. Okt. 2014 – 25. Nov. 2014 |
| 6   | 19. Sep. 1992 – 19. Jun. 1993 | 12,7               | 26       | 127–152   | 17. Mai 1994 – 22. Jun. 1994                | 17. Sep. 2014 – 3. Okt. 2014  | 26. Nov. 2014 – 19. Dez. 2014 |
| 7   | 18. Sep. 1993 – 23. Mai 1994  | 12,3               | 26       | 153–178   | 23. Juni 1994 – 27. Jul. 1994               | 22. Feb. 2015 – 8. März 2015  | 22. Dez. 2014 – 22. Jan. 2015 |

#### Vereinigte Staaten

Logo des englischen Originaltitels

Basierend auf dem großen Erfolg der Wiederholungen von Raumschiff Enterprise in syndizierter Ausstrahlung entschied Paramount, die neue Serie nicht durch ein Network, sondern ebenfalls syndiziert erstauszustrahlen. Damit stieß das Studio in eine Marktnische; Erstausstrahlungen fiktionaler Sendungen in syndizierter Form waren damals unüblich. Paramounts Geschäfts- und Ausstrahlungsmodell für die Serie beinhaltete mehrere innovative Marketing-Entscheidungen, unter anderem bezüglich der Werbeerlöse. Zudem zielte das Studio mit dem Modell auf die werberelevante Zielgruppe der 18–49-jährigen, männlichen Zuschauer ab. Das Studio machte es den Fernsehstationen, die die klassische Serie kaufen wollten, zur Bedingung, dass sie auch The Next Generation kaufen. Die neue Serie war die erste fiktionale Fernsehserie, deren Geschäftsmodell die neue Finanzierungsmethode „barter syndication“ beinhaltete. Durch diese Variante wurde die Serie für das Studio wesentlich früher profitabel als mit einem Standard-Finanzierungsmodell.
Die erste Staffel hatte eine wöchentliche durchschnittliche Reichweite von etwa 9,4 Millionen Haushalten. Bereits in dieser Staffel erzielte Paramount etwa 1 Million Dollar an Werbeeinnahmen pro Episode, das waren etwa 200.000 Dollar mehr als Networks gewöhnlich für einstündige Sendungen der Hauptsendezeit bezahlten. Mehrfach im Erstausstrahlungsverlauf setzte die Serie einen neuen Rekord unter allen Fernsehserien hinsichtlich des Preises, den Paramount pro 30-sekündiger Werbezeit verlangte. Im abschließenden Zweiteiler 1994 betrug dieser Preis 700.000 Dollar. Im Herbst 1992 war die Serie vier Wochen in Folge die meistgesehene, syndiziert ausgestrahlte Sendung – das hatte seit 1987 kein Programm außer Wheel of Fortune erreicht. Die finale Doppelepisode sahen bei ihrer Erstausstrahlung 1994 etwa 31 Millionen Zuschauer.
Paramount beendete die Serie einerseits, um sie für Kinofilme zu adaptieren und die Picard-Crew auf die ins Rentenalter gekommene Crew um Captain Kirk folgen zu lassen. Andererseits wären die Produktionskosten nach der siebten Staffel zu sehr gestiegen und mit sieben Staffeln waren bereits genügend Episoden für die lukrativen täglichen Wiederholungen vorhanden.
Das Budget betrug für die erste Staffel etwa 1,2 Millionen Dollar pro Episode und stieg bis zur siebten Staffel unterschiedlichen Angaben zufolge auf bis zu 2 Millionen Dollar – das entspricht etwa dem Doppelten des 1992 üblichen Budgets für Network-Fernsehserien. Für Paramount-Television-Chef McCluggage stand fest, dass es die teuerste Fernsehserie ist. 1992 betrug der Return on Investment der Serie 40 Prozent. Paramount erzielte mit der Erstausstrahlung der Serie bis 1994 Einnahmen von 511 Millionen Dollar und einen Gewinn von 293 Millionen Dollar; durch den Verkauf von Wiederholungsrechten kamen zusätzliche 161 Millionen Dollar an Einnahmen hinzu. Die Werbeeinnahmen berücksichtigt, war The Next Generation eine der lukrativsten Serien des US-amerikanischen Fernsehens. Bis heute ist sie die erfolgreichste syndiziert erstausgestrahlte Drama-Fernsehserie.
Die Serie wurde im Fernsehen oft wiederholt und erreichte auch dabei außergewöhnlich hohe Zuschauerzahlen, so etwa 2001 beim Kabelsender TNN.

#### Deutschsprachige Länder
Am 7. September 1990 begann das ZDF mit der deutschsprachigen Erstausstrahlung. Die Episoden liefen im Nachmittagsprogramm in wöchentlichem Rhythmus. Der in zwei Einzelepisoden geteilte Pilotfilm erreichte 3,7 (Teil 1) beziehungsweise 2,8 (Teil 2) Millionen Zuschauer. Nach zwölf Episoden wechselte die Serie von Freitag auf Samstag. Bis zum Juni 1991 wurden 33 Episoden gesendet, wobei die Episode Die Verschwörung (Staffel 1) in einer geschnittenen Fassung lief und die vorerst letzte Episode Der Austauschoffizier (Staffel 2) nach gesunkenen Reichweiten in der zweiten Staffel nur noch etwa 1,9 Millionen Zuschauer erreichte. Von Februar bis November 1992 liefen die restlichen Episoden der zweiten Staffel und die ersten 19 der dritten Staffel wieder freitags, wobei die Reichweite teilweise auf deutlich unter eine Million Zuschauer sank. Beginnend im März 1993 und viermal pro Woche (Montag bis Donnerstag, nachmittags) wiederholte das ZDF alle bereits ausgestrahlten Episoden, ehe es im August desselben Jahres die restlichen der dritten Staffel und die ersten neun der vierten Staffel erstmals zeigte.
1993 übernahm der Privatsender Sat.1 die Erstausstrahlungsrechte und wiederholte ab Oktober 1993 im arbeitstäglichen Rhythmus zunächst alle vom ZDF bereits ausgestrahlten Episoden. Daran schloss sich im März 1994 die Erstausstrahlung der restlichen Episoden der vierten Staffel sowie die der kompletten Staffeln 5, 6 und 7 an. Dabei wurde die siebte Staffel mit zum Schluss nur zwei Monaten Abstand ungewöhnlich zeitnah zur US-amerikanischen Erstausstrahlung gezeigt. Die durchschnittliche Reichweite aller sieben, von Sat.1 erstmals gezeigten Staffeln lag bei 1,5 Millionen, vorwiegend jungen Zuschauern, eine von dem Sender als hochzufriedenstellend beurteilte Resonanz. Von 1995 bis 1999 wiederholte Sat.1 die komplette Serie 4-mal auf dem gleichen Sendeplatz.
Als erster deutscher Fernsehsender begann der Pay-TV-Sender Syfy im September 2012 mit der deutschsprachigen Erstausstrahlung der HD-restaurierten Fassung; sie dauerte bis März 2015. Von Juli 2014 bis Januar 2015 sendete Tele 5 diese Fassung erstmals im Free-TV.
Sowohl die ursprüngliche als auch die restaurierte Fassung wurden von Sat.1, Kabel 1 und Tele 5 als STAR TREK: Das nächste Jahrhundert angekündigt, jedoch stets mit dem Titel Raumschiff Enterprise – Das nächste Jahrhundert im Vorspann ausgestrahlt.

### Heimkino-Veröffentlichung
|     | Originalfassung | Originalfassung | Originalfassung          | HD-rest. Fassung | HD-rest. Fassung |
|     | USA             | USA             | D-A-CH                   | USA              | D-A-CH           |
| St. | VHS, LaserDisc  | DVD             | VHS                      | Blu-ray          | Blu-ray          |
| --- | --------------- | --------------- | ------------------------ | ---------------- | ---------------- |
| 1   | 1991–1993       | März 2002       | 1987/88 (Ep. 1–14), 1995 | 24. Juli 2012    | 26. Juli 2012    |
| 2   | 1993/94         | Mai 2002        | 1995/96                  | 4. Dez. 2012     | 6. Dez. 2012     |
| 3   | 1995            | Juli 2002       | 1996                     | 30. Apr. 2013    | 2. Mai 2013      |
| 4   | 1996            | Sep. 2002       | 1996/97                  | 30. Juli 2013    | 19. Sep. 2013    |
| 5   | 1996/97         | Nov. 2002       | 1997                     | 19. Nov. 2013    | 3. Jan. 2014     |
| 6   | 1998            | Dez. 2002       | 1998, 2002               | 24. Juni 2014    | 3. Juli 2014     |
| 7   | 1998/99         | Dez. 2002       | 2002                     | 2. Dez. 2014     | 18. Dez. 2014    |

Paramount beschränkte die Fernsehausstrahlung der Serie anfänglich auf die Vereinigten Staaten und Kanada, um sie in anderen Ländern auf Videokassetten zu vermarkten. Auf VHS erschienen Episoden der ersten Staffel bis Frühjahr 1988 in acht europäischen und asiatischen Ländern; der Verdienst aus den Verkäufen betrug 2 Millionen Dollar.
In den USA veröffentlichte Paramount von 1991 bis 1999 alle Episoden sowohl auf Videokassetten als auch auf Laserdisc. Für den deutschsprachigen Raum erschienen die durch die Alster Studios synchronisierten 14 ersten Episoden 1987 und 1988 im Verleih CIC auf VHS. 1995 begann der Nachfolgeverleih Paramount Home Entertainment mit der VHS-Veröffentlichung der durch Arena Synchron erstellten Synchronfassung, bis 1998 erschienen paarweise in mehrwöchigen Abständen alle Episoden der ersten fünf Staffeln und ein Teil der sechsten Staffel; 2002 folgten die übrigen Episoden.
Pioneer veröffentlichte in den 1990er Jahren mindestens zwei deutsche LaserDisc-Ausgaben mit Episoden der Serie. Der Pilotfilm erschien als Teil der Ausgabe Star Trek: Die Pilot Filme. Unter dem Titel Star Trek: The Next Generation Angriffsziel Erde wurde der Borg-Zweiteiler als ein Film vertrieben.
2002 erschienen sowohl in den USA als auch in Deutschland alle sieben Staffeln auf DVDs im Regionalcode 2. Diese sowie alle folgenden Ausgaben sind von der FSK ab 12 Jahren freigegeben. Im Jahr 2009 wurden für den deutschsprachigen Markt alle sieben Staffeln erneut auf DVD veröffentlicht, diesmal in insgesamt 14 Boxen mit jeweils einer Staffelhälfte. Alle sieben Staffeln erschienen als Komplettausgabe mit der synchronisierten unrestaurierten Fassung im Dezember 2012 (Untertitel: The Full Journey) und im Februar 2015 (Untertitel: Die komplette Serie).
Am 31. Januar 2012 erschienen der Pilotfilm und die Episoden Die Sünden des Vaters und Das zweite Leben als Vorabveröffentlichung für die HD-restaurierte Fassung auf der Blu-ray-Ausgabe The Next Level, auf Deutsch untertitelt mit Einblick in die nächste Generation. Die sieben restaurierten Staffeln erschienen als Blu-ray-Boxen von Juli 2012 bis Dezember 2014. Die in der ersten Woche nach Erscheinen in den USA verkauften 95.000 Boxen der ersten Staffel erzielten mit 5,73 Millionen Dollar die höchsten Einnahmen der Woche. Die Blu-ray-Ausgaben behalten das 4:3-Bildformat der unrestaurierten Fassung bei. Im April 2015 erschien eine mit The Full Journey untertitelte Komplettausgabe mit der Deutsch synchronisierten, restaurierten Fassung aller sieben Staffeln.
Die deutschsprachigen DVD-Ausgaben der Staffeln 6 und 7 beinhalten statt der ursprünglichen Stereo-Tonspur eine Tonspur in Dolby Surround 5.1. Wegen dessen qualitativer Unterlegenheit gegenüber dem originalen Stereo-Ton gab es bei Change.org eine an CBS Home Entertainment gerichtete Petition, über die bis 2013 abgestimmt wurde und die den Verleih dazu bewog, die Blu-ray-Boxen dieser Staffeln mit der ursprünglichen Stereo-Tonspur auszustatten.
Sowohl auf VHS als auch auf Laserdisc, DVD und Blu-ray erschienen zusätzlich zu den regulären Ausgaben auch Ausgaben mit thematisch zusammengefassten Episoden, etwa die VHS-Ausgaben Data Box und Captains Box. Gleiches gilt für zweiteilige Episoden, die – als ein Film offeriert – oft schon vor ihrer regulären Veröffentlichung erschienen.

### Kinovorführungen
Hauptsächlich um die Erstveröffentlichungen der Blu-ray-Boxen der Staffeln 1 bis 3 zu bewerben, ließ die mit Eventagenturen kooperierende Firma CBS Home Entertainment je Staffelbox zwei populäre Episoden der Serie in ihren restaurierten Fassungen in Kinos vorführen, und zwar nur in einer Vorstellung am Abend vor dem Erscheinungstag und ergänzt durch eine Auswahl an Bonusmaterial. Anlässlich des Erscheinens der ersten Staffelbox kündigten die Unternehmen die Vorführung der Episoden Der Reisende und Das Duplikat in circa 500 US-amerikanischen, 55 kanadischen und etwa zwei Dutzend australischen Kinos an. Die zweite Staffelbox bewarb CBS mit der Vorführung der Episode Zeitsprung mit Q und der Langfassung der Folge Wem gehört Data? in etwa 550 ausschließlich US-amerikanischen Kinos. In Bezug auf die dritte Staffelbox kündigte das Unternehmen die Vorführung des Zweiteilers In den Händen der Borg und Angriffsziel Erde in erneut 550 US-Kinos sowie etwa 60 kanadischen Kinos an.

### Video-on-Demand
In den Vereinigten Staaten ist die Serie als Video-on-Demand bei Netflix, Amazon Instant Video, Hulu und iTunes verfügbar, zumindest bei Netflix seit 2015 in der restaurierten Fassung. Seit Ende 2016 ist die Serie bei Netflix weltweit verfügbar.

### Hörspiele und Soundtrack
Das Label Karussell gab die ersten 10 Episoden auf Deutsch in Form von Hörspielen auf Musikkassetten heraus.
Beim Musiklabel GNP Crescendo Records erschienen die folgenden Soundtrack-CDs (ST: TNG steht stellvertretend für Star Trek: The Next Generation):
- ST: TNG  (1988 erschienen) enthält Musik aus dem Pilotfilm und eine andere, verworfene Version der im Vorspann verwendeten Titelmelodie.
- ST: TNG Vol. Two (1992) und ST: TNG Expanded Collector's Edition (2013) enthalten Musik aus dem Zweiteiler In den Händen der Borg und Angriffsziel Erde.
- ST: TNG Vol. Three (1993) enthält Musik aus den Episoden Die alte Enterprise, Wiedervereinigung (Teile 1 und 2) und Der schüchterne Reginald.
- ST: TNG Collector's Set (1993) ist eine Zusammenstellung der ersten drei Ausgaben und erschien im deutschen Raum bei ZYX Music unter dem Titel The Original Star Trek Box: The Next Generation.
- ST: TNG Encounter at Farpoint / The Arsenal of Freedom (2014) enthält Musik aus dem Pilotfilm und der Episode Die Waffenhändler.

Bei anderen Labels erschienen folgende Soundtrack-Ausgaben:
- ST: TNG The Ron Jones Project ist eine Sammlung der von Ron Jones für 40 Episoden der Serie komponierten Musik. Sie wurde 2010 von dem Label Film Score Monthly veröffentlicht, ist auf 5000 Exemplare limitiert und besteht aus 14 CDs mit über 16 Stunden Laufzeit.
- Beim Label La-La Land Records erschienen bislang zwei CD-Boxen, die je drei CDs beinhalten und auf 3000 Exemplare limitiert sind. Neben der Titelmelodie enthalten sie eine Auswahl an episodenspezifischen Kompositionen von Dennis McCarthy und Jay Chattaway sowie von den nachfolgend genannten Komponisten:
  - ST: TNG Collection – Volume One erschien 2012 und enthält außerdem Musik von Fred Steiner, Don Davis, John Debney
  - ST: TNG Collection – Volume Two erschien 2016 und enthält außerdem Musik von George Romanis

## Kritik

### Einige Kritikerstimmen
Bezüglich der gegenüber Raumschiff Enterprise völlig neuen Raumschiffsbesatzung warfen Serienanhänger Gene Roddenberry Verrat vor. Auch von den Schauspielern der klassischen Serie kam Kritik. Scott-Darsteller James Doohan etwa fand, dass Star Trek so sehr mit den Charakteren synonym sei, dass niemand ersetzt werden könne. Nach der Erstausstrahlung des Pilotfilms lobte das Fernsehmagazin TV Guide die Serie als „würdigen Nachfolger“ der Originalserie und befand, dass Roddenberry nichts von seinem Einfallsreichtum und seinem Geschmack bei der Auswahl von Geschichten verloren habe. Die New York Times dagegen erhoffte sich mehr Lebendigkeit.
Die ersten beiden Staffeln wurden gemeinhin als schwächer als die folgenden Staffeln beurteilt. So bemängelte Chris Gregory, Autor des Buches Star Trek: Parallel Narratives (2000), den von Roddenberry anfangs verfolgten Erzählstil als vorhersehbar und oberflächlich. Mit Beginn der dritten Staffel dagegen erkannten etliche Kritiker eine Verbesserung der Serie. Die Los Angeles Times zum Beispiel stellte es 1991 als das Verdienst Bermans und Pillers heraus, das Star-Trek-Universum in der dritten und vierten Staffel detaillierter, vielschichtiger und furchterfüllter gemacht zu haben. Gregory sah es ähnlich und erklärte die Zunahme von Resonanz und Tiefe in den Geschichten damit, dass die für die Roddenberry-Ära typischen, netten Auflösungen und moralischen Sicherheiten durch nunmehr oft vorkommende, mehrdeutige Enden abgelöst werden. Das US-Technologiemagazin Wired stellte die Qualität der Episoden als von der dritten bis zur siebten Staffel bemerkenswert und gleichbleibend hoch heraus.
Der langjährige Herausgeber des offiziellen, englischsprachigen Star-Trek-Magazins, Brian J. Robb, lobte die Serie 2012 dafür, dass sie die Lebenswirklichkeit der 1990er Jahre in großartiger Weise mit den Visionen Roddenberrys zur Zukunft der Menschheit verbunden habe. Jedoch vermisste er bei Paramount die Einsicht dafür, dass sich die in der Serie dargestellten Probleme und Figuren tiefgründig viel effektiver in episodenübergreifender, fortgesetzter Handlung hätten erforschen lassen als in spielfilmähnlichen Episoden mit abgeschlossener Handlung.
Im Vergleich mit den anderen Star-Trek-Fernsehserien befand die Online-Ausgabe der Time die Serie 2012 als nicht zu den besten gehörend; sie sei manchmal nicht weit genug davon entfernt gewesen, „abgedroschen oder gar langweilig“ zu sein. Die US-Tageszeitung The Christian Science Monitor beurteilte die Serie dagegen hinsichtlich des Reizes, den ihre Figuren mit Mut, Intelligenz, Einfühlungsvermögen und Toleranz auf die Zuschauer hätten, als die verglichen mit Deep Space Nine attraktivere. Allerdings kritisierte das Blatt es als „etwas zu nett“, dass der größte Teil der Raumschiffsbesatzung unverheiratet ist und dass jeder in seinem eigenen Quartier wohnt. Zwischenmenschliche Beziehungen mit „der typisch menschlichen Unordnung“ würden nur selten auftreten und – falls doch – durch die rasche Anwendung von „reason“, deutsch etwa „Rationalität“, oder durch eine Trennung aufgelöst.
Melinda Snodgrass, Drehbuchautorin während der zweiten und dritten Staffel, kritisierte die Serie in der US-Zeitschrift Omni 1991 negativ. Sie sei bei weitem nicht so verwegen und unterhaltsam wie Raumschiff Enterprise und reflektiere die „schwerfällige, selbstgerechte neue Weltordnung der Ära Reagan und Bush“. Berman begegnete der Kritik 1992 in der Cinefantastique und bezeichnete Snodgrass' Meinung dabei als „Unsinn“. Die klassische Serie beschäftige sich mit dem Temperament und den Werten der 1960er Jahre, The Next Generation hingegen mit jenen der 1980er und 1990er; Amerika sei nun ein anderer Ort und „zynischer als die Kennedy-Jahre“.
Weithin gelobt wurden die ersten drei, mitunter auch vier, Episoden, in denen die Borg auftreten. Zum Beispiel nach der Meinung von Thomas Richards, Autor des Buches The Meaning of Star Trek (1997), gehören die vier Episoden zu den größten Leistungen der Science-Fiction. Er – wie auch andere Kritiker – übte aber scharfe negative Kritik am späteren Auftritt der Borg in dem Zweiteiler Angriff der Borg (Staffeln 6 und 7), in denen ihre tragische Bedrohung allmählich zur komödiantischen Farce verkomme und sie „wie aufgezogene Spielzeugfiguren“ über den Bildschirm taumelten.
Unter den Schauspielern wurden vor allem Patrick Stewart und Brent Spiner für ihre Leistungen gewürdigt. Richards zum Beispiel pries Brent Spiner für seine Fähigkeit als Imitator; er verleihe Data eine unerschütterliche, ruhige und an Buster Keaton erinnernde Komik.
In seinem 1995 herausgegebenen Buch The Physics of Star Trek würdigte der Physiker Lawrence Krauss zum Beispiel die Thematisierung von kosmischen Fäden, wohingegen er die Säuberung der Enterprise von Baryonen in der Episode In der Hand von Terroristen (Staffel 6) als unglaubhaft kritisierte.
Die visuellen Effekte der unrestaurierten Fassung fanden gemischte Resonanz. Die Los Angeles Times beurteilte sie schon nach der ersten Staffel als zu den „most sophisticated“ (Deutsch etwa: „ausgeklügeltsten“) der Fernsehgeschichte zählend. Die Online-Ausgabe der Cinefantastique war 2009 weniger überzeugt; sie hätten zwischen akzeptabel und riskant geschwankt. Die HD-restaurierte Fassung fand weithin große Anerkennung für Schärfe und Detailreichtum von Bild und Ton.
Der deutsche Filmdienst beurteilte die 1988/89 synchronisiert auf VHS erschienenen 14 Episoden weitgehend negativ (siehe Staffel 1). Das Magazin kritisierte den Pilotfilm als eine „eher enttäuschende“ Neubelebung von Raumschiff Enterprise und sprach dabei von einem „naiven Märchen“. Auch retrospektiv, 1996, gab sich das Magazin wenig überzeugt und sprach, auch auf fehlenden Humor in der Handlung anspielend, von einer „eher steifen Art“ und einer „aseptischen Ästhetik“ der erzählten Geschichten.
Die Zeit beurteilte die Serie bei ihrem ZDF-Ausstrahlungsbeginn 1990 als „zwar gut gemachte Unterhaltung, aber eben nicht mehr als irgendeine Science-fiction-Serie mit vielen Spezialeffekten“. Die weiblichen Charaktere seien etwas farblos geraten und die Anwesenheit der Familien auf dem Schiff sei „ärgerlich“, vor allem in Anbetracht des „altklugen“ – und deshalb auch unter Fans negativ kritisierten – Wesley Crusher. Etliche Fernsehzeitschriften hoben das Fehlen von Kirk und Spock hervor.

### Kritik an der deutschen Synchronfassung
Mike Hillenbrand und Thomas Höhl, Autoren verschiedener Bücher zum Thema Star Trek, kritisierten den ZDF-Fernsehtitel Raumschiff Enterprise – Das nächste Jahrhundert als missverständlich, weil so der Irrtum entstehen könne, die Serie spiele in dem von der Erstausstrahlungszeit aus betrachteten nächsten, also dem 21. Jahrhundert. Sie lobten die für das ZDF angefertigte Übersetzung als sprachlich sehr gelungen und die ausgewählten Sprecher als generell sehr gut. Sie bemängelten aber beim deutschen Ton, dass dieser in den betreffenden Staffeln nicht in Stereo vorliege und dass Geräusche und Musik teilweise viel zu leise wiedergegeben würden. Von der Sat.1-Synchronfassung zeigten sich die beiden gänzlich enttäuscht; sie sei fehlerreich, enthalte „unsinnigste Fremd- und Phantasiewörter“ und lasse Sprechpausen vermissen. Sie beanstandeten die Übersetzung als zu wörtlich und viele falsche Freunde beinhaltend und vermissten bei Cliffhanger-Episoden die „Fortsetzung folgt“-Einblendung. Dass Data in der Episode Die ungleichen Brüder (Staffel 4) fälschlicherweise mit der eigenen statt mit Picards Stimme spricht, bewerteten sie als „größten Fehler der Synchrongeschichte“ von Star Trek.

## Ehrungen
Für einen Primetime Emmy Award wurde die Serie insgesamt 58-mal – je Staffel zwischen 5- und 10-mal – nominiert und insgesamt 18-mal – je Staffel mindestens 2-mal – prämiert. Eine Nominierung gab es für die siebte Staffel in der wichtigsten Kategorie Beste Dramaserie. Alle anderen Nominierungen gab es in technischen Kategorien, darunter Frisur, Kamera, Kostümdesign, künstlerische Leitung, Musikkomposition und Schnitt. Die meisten Nominierungen erhielt die Serie für das Make-up (9-mal nominiert, 2-mal prämiert) und für die visuellen Spezialeffekte (8-mal nominiert, 3-mal prämiert). Die meisten Prämierungen gab es – bei jeweils einer Nominierung pro Staffel – für die Tonmischung (5-mal prämiert) und den Tonschnitt (4-mal prämiert). In Kategorien, die etwa Schauspielleistungen, Drehbuch oder Regie würdigen, wurde die Serie nicht berücksichtigt.
Außerdem wurde die Serie von 1990 bis 1995 sechsmal in Folge als Beste Network-Fernsehserie für einen Saturn Award nominiert und damit 1990 und 1991 prämiert. Die Episode Der große Abschied (Staffel 1) wurde mit dem renommierten Fernsehpreis Peabody Award ausgezeichnet. Die Episode Das zweite Leben (Staffel 5) und der Abschlusszweiteiler wurden mit dem Science-Fiction-Preis Hugo geehrt, beim Pilotfilm blieb es für selbigen Preis bei einer Nominierung. Patrick Stewart wurde für den von der US-amerikanischen Schauspielergewerkschaft Screen Actors Guild vergebenen SAG Award 1995 nominiert. Wil Wheaton erhielt – bei drei konsekutiven Nominierungen – eine Prämierung für den Young Artist Award als bester Jungschauspieler. Unter anderem die American Society of Composers, Authors and Publishers und die Cinema Audio Society ehrten die Musik und die Vertonung der Serie.
Das US-Branchenmagazin TV Guide nahm die Serie 2002 auf dem 46. Platz seiner Liste der 50 unterhaltsamsten oder einflussreichsten Fernsehserien der amerikanischen Popkultur auf, darin ist sie eine von nur zwei für die Syndication produzierten Serien. In der 2008 erschienenen Liste der 50 besten Fernsehserien aller Zeiten des britischen Filmmagazins Empire belegt die Serie den 37. Platz. Die Writers Guild of America nahm Das nächste Jahrhundert 2013 in ihre Liste der 101 Best Written TV Series auf, in der sie sich den 79. Platz mit drei anderen Serien teilt.

## Analyse und Interpretation

### Einige Themen
Unter den von der Serie aufgegriffenen Themen befinden sich auch einige, die in Raumschiff Enterprise noch nicht behandelt worden waren. Ein Beispiel ist Terrorismus, um den es in Terror auf Rutia-Vier (Staffel 3) und In der Hand von Terroristen (Staffel 6) geht. Die erstgenannte Episode ist eine Allegorie auf den Nordirlandkonflikt, weswegen sie bei der Erstausstrahlung der Serie im Vereinigten Königreich und in Irland ausgelassen wurde. Drogenmissbrauch wird in der Episode Die Seuche (Staffel 1) thematisiert. Die Episode Die Raumkatastrophe (Staffel 7) handelt von den negativen Folgen von Warp-Flügen für eine bestimmte Gegend im All und reflektiert damit Umweltzerstörung durch Abgase und Straßenverkehr.
Die Waffenhändler (Staffel 1) und Die Raumkatastrophe lassen sich auch unter dem Themengebiet Technikfolgenabschätzung zusammenfassen. Gentechnik, Genmanipulation und Klonen werden in den Episoden Die jungen Greise, Der Planet der Klone (beide Staffel 2) und Das künstliche Paradies (Staffel 5) thematisiert. In Die Operation (Staffel 5) geht es um Medizinethik und die von Dr. Crusher letztlich verneinte Frage, ob es verantwortbar sei, Forschungsbelange über das Leben der Patienten zu stellen. Mehrere Episoden, darunter Die Macht der Naniten (Staffel 3) und Traumanalyse (Staffel 7), befassen sich mit Invasionen im weitesten Sinne, darunter solchen durch Viren, Computerviren und Außerirdische. In ihnen wurden Einflüsse des verstärkten Einsatzes von Heim- und Arbeitsplatzcomputern und der aufkommenden Angst vor AIDS erkannt. Ein wiederholt aufgegriffenes Thema ist der Missbrauch von Technik. Zum Beispiel lässt sich die Episode Der schüchterne Reginald (Staffel 3), in der sich der sozial unsichere Barclay im Holodeck eine Ersatzwelt schafft, um seinen Vorgesetzten auf gleicher Augenhöhe zu begegnen, als Reflexion der Gefahr von exzessiver Mediennutzung im Allgemeinen und Computerspielen im Speziellen verstehen.
In Die Auflösung (Staffel 4) wird das Thema Sterbehilfe aufgegriffen. Um eine Frau, die einem Mann als Ehefrau versprochen wurde, und damit um das Thema Arrangierte Heirat geht es in Eine hoffnungslose Romanze (Staffel 5). Die Episode Das Gesetz der Edo, in der Wesley Crusher beim Besuch einer fremden Kultur wegen einer versehentlichen Handlung zum Tode verurteilt wird, wurde als Kommentar zur Todesstrafe in der Regierungszeit von Ronald Reagan aufgefasst. Das Standgericht (Staffel 4) handelt von einer Hexenjagd durch eine Sternenflottenoffizierin und diente als Anklageschrift gegen die McCarthy-Ära. Ein Thema, das auch schon in Raumschiff Enterprise aufgegriffen wurde, ist der Umgang mit den nordamerikanischen Indianern. Die Episode Am Ende der Reise (Staffel 7) stellt bezüglich dieses Themas die Frage nach der Schuld für die Vertreibung der Indianer von ihrem Land.
Unter Pillers Einfluss endeten viele Geschichten ab der dritten Staffel mit einer – verglichen mit den ersten beiden Staffeln – moralisch mehrdeutigeren Auflösung. Zum Beispiel lässt Picard in der Episode Die Überlebenden auf Rana-Vier (Staffel 3) den Mann, der für den Mord an vielen Milliarden Individuen verantwortlich ist, allein auf dem Planeten zurück, weil es kein Gericht gibt, vor dem sich der Mann verantworten könnte. Vor allem ab der vierten Staffel widmeten sich viele Episoden dem privaten bzw. familiären Hintergrund der Hauptfiguren. Eine Geschichte wurde dann oft im Rahmen der Parallelmontage in einem zweiten Handlungsstrang erzählt und floss schließlich mit der Haupthandlung zusammen.

### Deutungen und Kontroversen

#### Soziale und technologische Utopie
Bei der Produktion von Raumschiff Enterprise wurde Roddenberry durch Paramount oft dazu gedrängt, Drehbücher so zu überarbeiten, dass sie mehr Action beinhalten als ursprünglich vorgesehen. Dadurch konnte Roddenberry seine Vorstellungen einer eher diplomatisch als kämpferisch agierenden Föderation nicht in dem von ihm vorgesehenen Umfang verwirklichen; Captain Kirks Verhalten ähnelt deshalb dem eines Draufgängers. Eine derartige Einschränkung gab es bei Das nächste Jahrhundert nicht, weshalb die Darstellung der Föderation hier seiner Utopie am nächsten kommt. Zu dieser Utopie gehört, dass auf der Enterprise Schwarze und Weiße, Frauen und Männer, Menschen und Menschenähnliche friedvoll miteinander leben, arbeiten und einander helfen. Die Sternenflotte wird in der Serie wie eine große Familie dargestellt. In der Föderation gibt es keine sozialen und militärischen Konflikte mehr, die durch Geld oder Hungersnöte ausgelöst werden. Zum idealisierten Bild gehört auch, dass Picards Befehle abgewogen und selten unvernünftig sind.
Berman betonte nach Roddenberrys Tod, mit der Serie weiterhin dessen Vision von einer Zukunft umzusetzen, die viel besser als die Gegenwart ist. In Kritiken wurden die von der Serie vermittelten sozialen Interaktionen als ethisch und moralisch vorzugswürdig und als wünschenswert gegenüber den zeitgenössischen Verhältnissen verstanden. Drehbuchautor Braga charakterisierte das 24. Jahrhundert als einen perfekten Ort, „wo Menschen die Kleinlichkeit überwunden haben, die zu abscheulichen Taten führt, dass sie aber ihre schattigen, dunklen Seiten nicht verloren haben“ und sich derer bewusst sind. Als beispielhaft und typisch für die Absicht von Star Trek, Werte wie Toleranz und Respekt vor anderen Kulturen zu vermitteln, hoben etliche Kritiker die Episode Darmok (Staffel 5) hervor, in der es Picard mit dem Mittel der Kommunikation schafft, einen Krieg zu verhindern.
Zur technologischen Utopie der Serie wie auch ihrer im selben Jahrhundert spielenden Nachfolgeserien gehört auch die ganz selbstverständliche Kommunikation über ein System ähnlich dem Internet, welches in der Realität zur Entstehungszeit noch kein verbreitetes Kommunikationsmedium war. Die technologische Utopie schließt zudem das Holodeck ein. Die Idee für das Holodeck basiert auf einem für die klassische Serie aufgestellten, aber dort nicht realisierten Konzept namens „rec room“, einem holografischen Unterhaltungszentrum. Es kam bereits in der Episode Das lachende Ungeheuer der Zeichentrickserie Die Enterprise zum Einsatz und wurde für Das nächste Jahrhundert weiterentwickelt. Die Theorie, mit der die Drehbuchautoren das Beamen in Raumschiff Enterprise erklärten, ignorierte quantenmechanische Grundlagen wie etwa die Heisenbergsche Unschärferelation. Deshalb ergänzten Rick Sternbach und Michael Okuda die Funktionsweise des Transporters auf der Enterprise-D um den fiktiven „Heisenberg-Kompensator“ (Siehe auch: Star-Trek-Technologie).

#### Religion, Wissenschaft und Rationalismus
Verglichen mit Raumschiff Enterprise wurde die Darstellung von Religion in Das nächste Jahrhundert einerseits als fortgeschrittener, subtiler und komplexer gedeutet. Der Glaube sei nun auch ein Teil höher entwickelter Kulturen, etwa der Klingonen, die an die Rückkehr des toten Kriegerkönigs Kahless und an die Totenreiche für die Ehrbaren und Entehrten glauben. Andererseits wurde aber eine in der Serienutopie geringgeschätzte Rolle des religiösen Glaubens erkannt, lautet eine Meinung in Bezug auf Picards Aussage in der Episode Der Gott der Mintakaner (Staffel 3), der zufolge die Föderationsmitglieder „diese Art von Glauben seit Jahrhunderten überwunden“ haben. Auf diese Episode als Beispiel verweisend, deutete das Autorenduo Michèle und Duncan Barrett die Serie als „militantly secular“, als „militant säkular“. Die Serie impliziere, dass Humanismus die Ablösung Gottes und die Erhebung der Menschheit an die moralische Spitze bedeute. Zudem glaubten beide in mehreren Episoden, darunter Der Pakt mit dem Teufel (Staffel 4), ein Muster zu erkennen, dementsprechend die Enterprise-Crew Wissenschaft wiederholt dazu benutze, die Falschheit religiöser Grundsätze zu beweisen. Weiterhin kamen sie zum Schluss, dass die Serie wegen der Geringschätzung von Religion einerseits und der hohen Bedeutung von Wissenschaft und Technologie andererseits den Rationalismus innerhalb Star Treks am stärksten repräsentiere.

#### Borg
Die Borg lassen sich als sozialistische Gesellschaft verstehen, unter anderem weil sie als Kollektiv funktionieren und weil zwischen ihren Vertretern keine Konkurrenz, sondern Kooperation herrscht. Die Bedrohung, die sie für die Föderation darstellen, reflektiert die Angst der westlichen Welt vor dem Kommunismus. Indem sie sich über die Individualität des Einzelnen erheben, verkörpern die Borg die völlige Verneinung des Individuums und sind insofern ein Gegenmodell, eine Antithese, zur Föderation. Die Absicht der Borg, sich durch Assimilation selbst zu verbessern, ähnelt der Menschheitsgeschichte, in der sich Kulturen für ihre eigene Expansion andere Kulturen einverleibt haben bzw. durch Imperialismus untergebene Völker geschaffen haben. Unter dem Einfluss von Lore, der die Borg zu einer Herrenrasse machen will, ändert sich die Ideologie der Borg in ein faschistisches System; Lore lässt sich insofern als „kybernetischer Mengele“ verstehen.

#### Klingonische Kultur
Ronald D. Moore orientierte sich bei der Ausarbeitung der klingonischen Kultur, beginnend mit der Episode Die Sünden des Vaters (Staffel 3), an den Samurai und den Wikingern, die sich hinsichtlich ihres Ehrenkodex ähneln. Wurden die Klingonen in Raumschiff Enterprise noch als stereotype, piratenähnliche Schurken dargestellt, so ist ihre Rolle in Das nächste Jahrhundert deutlich umfangreicher und differenzierter, was unter anderem an der Thematisierung der Innen- und Außenpolitik des klingonischen Imperiums deutlich wird.
Die US-Kommunikationswissenschaftlerin Leah Vande Berg deutete die Klingonen als eine Kultur, die von der Föderationskultur assimiliert wird. Exemplarisch dafür sei Worf und seine Liminalität, das heißt seine Position zwischen den beiden Kulturen. Dass er menschliche und moralisch überlegene Werte und Verhaltensweisen wie etwa Mitgefühl, Großmut und Vergebung adaptiere und dabei klingonische Werte wie Gerechtigkeit und unbefleckte Familienehre als primitiv dargestellt würden, zeige sich in Der Kampf um das klingonische Reich, Teil 1 (Staffel 4) und an seiner Entscheidung, den verräterischen Toral entgegen den klingonischen Traditionen nicht zu töten. Vande Berg schloss daraus, dass die Serie statt des selbstproklamierten Multikulturalismus eine kulturimperialistische Haltung vermittle. Der deutsche Filmwissenschaftler Andreas Rauscher hält die Auffassung von Assimilation für zu kurz gegriffen und meint, dass die Episode weniger von Unterordnung zeuge als vielmehr einen weiteren Schritt darstelle in Worfs Suche nach einer eigenen Identität zwischen zwei gegensätzlichen Kulturen, die in der Serie noch nicht abgeschlossen wird.

#### Ost-West-Verhältnis
Das in Raumschiff Enterprise dargestellte kriegerische Verhältnis zwischen der Föderation und den Klingonen reflektierte die Vorbehalte der Vereinigten Staaten gegenüber dem Ostblock während der Zeit des Kalten Kriegs. Die Klingonen und die Romulaner in Das nächste Jahrhundert lassen sich dagegen nicht uneingeschränkt mit der Sowjetunion und China gleichsetzen: Für eine vertraglich geregelte Allianz wie zwischen der Föderation und dem klingonischen Imperium gibt es in der Realität keine Entsprechung, zudem befanden sich Russland und China nicht im Kriegszustand.
Dennoch gibt es Parallelen zwischen der Föderation und der weltpolitischen Rolle der Vereinigten Staaten in der Zeit nach dem Kalten Krieg. Gregory hob hervor, dass Episoden, die sich mit Terrorismus und Geiselnahmen befassen, eine verglichen mit Raumschiff Enterprise realistischere Sicht auf Interventionismus böten, etwa weil Picard trotz gelungener Geiselbefreiung wenig gegen die internen politischen Konflikte auf den Planeten tun könne. Dass mit Worf nun ein Vertreter der Klingonen zur Sternenflotte und zur Brückenbesatzung gehört, wurde als Botschaft verstanden, dass im Kontext des Kalten Kriegs aus Feinden Freunde werden können.

#### Kontroverse um Rassismus und Einflüsse des Neokonservatismus
Der US-Medienwissenschaftler Daniel L. Bernardi glaubte in seiner Monografie Star Trek and History (1998) in der Darstellung und Charakterisierung der verschiedenen Spezies durch die Serie Einflüsse des Neokonservatismus zu erkennen, einer politischen Strömung, die in den Vereinigten Staaten zur Entstehungszeit der Serie dominierte und die gemeinsam mit der Neuen Rechten unter dem vorgeblichen Eintreten für demokratische Ideale Rassismus vermittelt hätte. Eine ähnliche Haltung wie Bernardi vertrat der deutsche Autor Holger Götz 1999/2000 in einem Beitrag für Faszinierend! Star Trek und die Wissenschaften.
Götz’ Auffassung, die Serie sei von Speziesismus und Biologismus geprägt, begründete er damit, dass die Kultur einer Spezies wiederholt mit ihren biologischen bzw. genetischen Voraussetzungen zu erklärt würden. Indem etwa der Entwicklungsstand der Mintakaner in Der Gott der Mintakaner (Staffel 3) als „protovulkanisch“ bezeichnet wird, impliziere die Serie, dass die mintakanische Kultur auf der genetischen Ausstattung ihrer Mitglieder basiere. In der Episode Rikers Vater (Staffel 2) erklärt Data, dass alle Klingonen hinsichtlich Feindschaftlichkeit genetisch prädisponiert seien. Auch damit lege die Serie den Schluss nahe, dass Worfs prägnante Affinität zur klingonischen Kultur, die unter anderem an seinen guten Kenntnissen über klingonischen Riten und Gebräuchen deutlich werde, durch die genetischen Voraussetzungen aller Klingonen bedingt sei. Die Serie selbst lasse offen, durch welche kulturelle Prägung Worf diese Affinität erlangt hat, da er doch den größten Teil seiner Kindheit und Jugend unter Menschen lebte.
Neben dem Verhalten Worfs interpretierte Denise A. Hurd auch das seiner Partnerin K’Ehleyr und des gemeinsamen Sohnes Alexander als genetisch geprägt. In Bezug auf K’Ehleyr und Alexander, die nur zu einem Teil klingonisch sind, wurde gedeutet, dass sie dem rassistischen Stereotyp des „tragischen Mulatten“ entsprächen, weil ihre Persönlichkeit durch ihre rassische Zusammensetzung bestimmt werde. Alexander etwa beabsichtigt in Ritus des Aufsteigens (Staffel 7) als sein erwachsenes Alter Ego, sich im Kindesalter zu töten, um so zu verhindern, dass er kein vollwertiger Klingone wird, was er als Schande begreift.
Götz stellte außerdem fest, dass es den Föderationsvertretern bzw. den Menschen in der Regel gelänge, sich an andere Kulturen anzupassen. Picard zum Beispiel spräche fließend Klingonisch und besteht im Kampf gegen Klingonen (Die Sünden des Vaters, Staffel 3). Zudem gelingt es ihm, die Sheliak mit ihren eigenen Waffen zu schlagen, indem er eine Klausel in deren umfangreichem Vertragswerk findet und sie zum Nutzen der Föderation anwendet (Die Macht der Paragraphen, Staffel 3). Demgegenüber misslänge es Vertretern anderer Kulturen, sich in die menschliche bzw. Föderationskultur einzugliedern. Beispiele dafür seien K’Ehleyr, Sela und Worfs Bruder Kurn. Letzterer etwa beherrscht als Austauschoffizier an Bord der Enterprise die Verhaltensregeln nicht – im Gegensatz zum gleichzeitig auf Kurns Raumschiff dienenden Riker (Der Austauschoffizier, Staffel 2). Aus diesen Gründen schreibt Götz der Serie zu, eine Hierarchie der Kulturen zu konstruieren, bei der die Föderationskultur die Spitzenposition einnimmt. Damit reflektiere die Serie die hegemonialen Strukturen der US-amerikanischen Gesellschaft.
Der US-amerikanische Politikwissenschaftler George A. Gonzalez widersprach in seinem Buch The Politics of Star Trek (2015) der Einschätzung Bernardis, wonach die Serie Rassismus transportiere. The Next Generation sei nicht per se rassistisch, sondern tendiere vielmehr dazu, die unterentwickelte Welt als bewohnt von korrupten, gewalttätigen Regimen darzustellen. Gonzalez vergleicht in diesem Zusammenhang die Klingonen mit Arabern bzw. das Klingonische Imperium mit dem Nahen Osten, die Cardassianer mit Lateinamerikanern und die Romulaner mit Ostasiaten. Dass die Serie die Politik dieser Entwicklungsregionen in ein negatives Licht rücke, missverstehe Bernardi als generell anti-schwarze Haltung.
Auf Bernardis Deutung hinsichtlich möglicher Einflüsse des Neokonservatismus entgegnete der französische Wissenschaftler Mehdi Achouche 2018 im Rahmen eines Essays über Multikulturalismus, dass die Borg in der Serie mit einem noch größeren konservativen Ideal gleichgesetzt würden. Nützlicher sei die Ansicht, dass TNG eine Mitte zwischen nicht gegensätzlichen Modellen von Integration anbiete, dass Anpassung zwar notwendig sei, aber nicht unbedingt das Verschwinden von allen kulturellen und individuellen Eigenheiten und Unterschieden zur Folge habe.
Mit Blick auf den Zweiteiler Gefangen im 19. Jahrhundert (Staffeln 5 und 6) wurde hervorgehoben, dass die dunkelhäutige Guinan im von Rassentrennung geprägten Amerika des späten 19. Jahrhunderts wie eine Weiße behandelt wird, weil sie bei der Teilnahme an einem literarischen Salon wegen ihrer Hautfarbe nicht diskriminiert wird.
Bei den in der Serie vorkommenden, nichtmenschlichen Spezies, die kulturell weiter als die Menschen entwickelt sind, handele es sich laut Götz stets um Weiße. Nicht-weiße Figuren seien unterrepräsentiert: Die asiatischstämmigen Figuren Keiko Ishikawa und Alyssa Ogawa treten nur in verhältnismäßig wenigen Episoden auf, Hispanics kommen gar nicht vor. Die Serie widerspräche somit ihrem Anspruch, die Zukunft der gesamten Menschheit zu zeigen.
Götz spricht der Serie die von der Originalserie Raumschiff Enterprise beabsichtigte, emanzipatorische Haltung gegenüber den hegemonialen Strukturen der US-Gesellschaft ab; und charakterisiert sie als ein Dokument zeitgemäßer US-Ideologie.
Buchautor Michael C. Pounds interpretierte, dass nicht-weiße Figuren im Gegensatz zu den weißen auf das Niveau von Dienern reduziert und wiederholt in eine nur schmale Bandbreite an Aktivitäten verwickelt seien. Ähnlich, wie auch andere Kritiker, vertrat er die Meinung, La Forge sei ein „glorifizierter Mechaniker“, ein Typ von Arbeiter, der eher mit körperlicher als geistiger Arbeit assoziiert werde. Buchrezensentin McMullen widersprach und wies in dem Zusammenhang auf die zahlreichen entscheidenden Situationen hin, in denen La Forge mit seinen Einfällen glänze. Unter Verweis auf den freundschaftlichen Respekt, der ihm von anderen Crew-Mitgliedern entgegengebracht wird, stellte sie zudem Pounds’ Meinung in Abrede, wonach La Forge eine „bemitleidenswerte Figur“ sei, weil mit Data nur ein Android sein bester Freund sei.

#### Data
Data war ursprünglich als „wandelnde Bibliothek“ konzipiert und als ein nach seinem Erschaffer suchender Androide. Roddenberrys Idee von Data basierte auf dem Androiden „Questor“ in dem von ihm ersonnenen Pilotfilm The Questor Tapes. Dieser wurde 1974 erstausgestrahlt, ohne dass die geplante gleichnamige Fernsehserie gefilmt wurde. Zu den Absichten der Drehbuchautoren gehörte es, Data zum Erforschen der Bedeutung von Menschlichkeit einzusetzen. Melinda Snodgrass, Drehbuchautorin in der zweiten und dritten Staffel, verwendete Data als Kind und damit als Person, der es erlaubt ist, aus ihren Fehlern zu lernen. Snodgrass beschrieb die von Data gespielte Holodeck-Figur Sherlock Holmes als Katalysator für seine Suche nach der Bedeutung von Menschlichkeit. Hinsichtlich seiner Bemühungen, sich den Menschen anzugleichen, ähnelt Data der Holzpuppe Pinocchio. Dieser Vergleich gilt vor allem für die frühen Staffeln, in denen er eine ungefährliche, unschuldige Figur darstellt, die oft als Comic Relief eingesetzt wird. In späteren Staffeln entfernt er sich von dieser Charakterisierung und ist verstärkt Teil von düstereren und mehrdeutigeren Geschichten, darunter der Episode Radioaktiv (Staffel 7), in der er ein Dorf einer vorindustriellen Gesellschaft unbeabsichtigt radioaktiv verstrahlt. In anderen Deutungen wurde Data mit Frankenstein, Tin Man, C-3PO und Charlie Chaplin verglichen.
Wissenschaftliche Untersuchungen gingen der Frage nach den Gründen für Datas, in statistischen Erhebungen ermittelte, hohe Beliebtheit unter den Zuschauern nach. Als ein möglicher Grund wurde genannt, dass der Zuschauer wegen des Ausbleibens einer emotionalen Reaktion nicht mit Data, sondern anstelle Datas fühlen solle, wodurch der Zuschauer in besonderer Form involviert werde. Mehrere Wissenschaftler, darunter Robert Alexy (Siehe auch: Wem gehört Data?) und Henry Jenkins, befassten sich mit den Fragen, inwieweit Data über Emotionen verfügt und ob ihm Menschenrechte zustehen.

#### Sexualität
In der frühen Produktionsphase der Serie entwickelten die Drehbuchautoren David Gerrold und Herbert Wright das Drehbuch Blood and Fire, das als Allegorie auf AIDS und die Rechte homosexueller Männer diente. Unter anderem wegen Bermans Meinung, die darin enthaltenen homosexuellen Figuren im Nachmittagsprogramm nicht zeigen zu wollen, und nach mehreren Überarbeitungen wurde der Plan verworfen, es als Episode der Serie zu verfilmen. Dafür fand es später Verwendung in der Fan-Fiction-Serie Star Trek: Phase II. Die Episode Odan, der Sonderbotschafter (Staffel 4) griff das Thema Sexuelle Orientierung wieder auf. Angelegt als Geschichte über die Natur der Liebe, wurde sie als Botschaft verstanden, die Rechte Homosexueller zu akzeptieren. Nach der Erstausstrahlung der Episode erhielt der Produktionsstab postalisch zahlreiche Forderungen von Homosexuellenaktivisten, eine gleichgeschlechtlich orientierte Figur in die Handlung aufzunehmen. Auch unter dem Eindruck dieser Reaktionen entstand die Episode Verbotene Liebe (Staffel 5), die als Metapher für Intoleranz dient, der Homosexuelle ausgesetzt sind, und in der Riker ein Liebesverhältnis mit einem Individuum einer androgynen Spezies aufbaut. Beide Episoden wurden auch in wissenschaftlichen Publikationen rege diskutiert. Lee E. Heller etwa kam in ihrem oft zitierten Aufsatz zu dem Schluss, dass sie die Aussage vermittelten, traditionellen heterosexuellen Beziehungen neue Geltung zu verschaffen.

#### Andere Aspekte
Das Verhältnis zwischen Picard und Q wurde, etwa wegen Qs Erscheinen in Picards Bett in Gefangen in der Vergangenheit (Staffel 4), auch als homoerotisch gedeutet und deshalb zu einem Thema der Slash-Fiction. Unabhängig von dieser Deutung wurde Q in einem mythologischen Kontext interpretiert: Angesichts seiner fast unbegrenzten Fähigkeiten zur Veränderung der Realität und seines dennoch sehr menschlichen Erscheinungsbildes weise er Ähnlichkeiten zu den olympischen Göttern auf.

## Wirtschaftliche und popkulturelle Wirkung
Die enorm hohen Einschaltquoten der Serie bewiesen, dass syndiziert erstausgestrahlte Fernsehserien konkurrenzfähig mit Network-Serien sein können, und führten dazu, dass in der Hoffnung auf ähnlich großen Erfolg etliche andere Fernsehserien für die syndizierte Erstausstrahlung produziert wurden. Dazu gehören neben Deep Space Nine die Serien Krieg der Welten (1988–1990), Baywatch – Die Rettungsschwimmer von Malibu (1989–2001, syndiziert ab 1991), Die Unbestechlichen (1993–1994), Time Trax – Zurück in die Zukunft (1992–1994), Babylon 5 (1993–1998), RoboCop (1994–1995), Hercules (1995–1999) und Xena – Die Kriegerprinzessin (1995–2001). Das von Paramount für die Fernseh-Vermarktung von The Next Generation verwendete Geschäftsmodell entwickelte sich zu einem Standard in der US-Fernsehlandschaft und trug zur Schwächung der etablierten Networks bei. Der kommerzielle Erfolg war mit ausschlaggebend für die Entstehung des Paramount-eigenen Networks United Paramount Network, das im Januar 1995 mit dem Pilotfilm von Star Trek: Raumschiff Voyager in Betrieb ging.
Die New York Times beurteilte Paramounts Strategie, die Serie zugunsten ihrer Adaptionen in Form von Kinofilmen und anderen Fernsehserien einzustellen, 1994 als repräsentativ dafür, wie Populärkultur durch die Unterhaltungsbranche „heutzutage“ “sliced, diced, packaged and sold” (Deutsch etwa: „aufgeschnitten, aufgeteilt, abgepackt und verkauft“) wird. Die Online-Ausgabe des Time Magazine bescheinigte der Serie 2012, vor allem wegen der hohen Zuschauerzahlen „Nerd-Kultur zum ersten Mal zum Mainstream“ gemacht zu haben.
Einen maßgeblichen Anteil an der Popularitätssteigerung der Serie in den Vereinigten Staaten hatte die Borg-Doppelepisode The Best of Both Worlds (1990 erstausgestrahlt) bzw. der Cliffhanger am Ende des ersten Teils, der das Schicksal Picards und der Enterprise den Sommer über offen ließ. Die Aufforderung der Borg an die Enterprise-Crew, keinen Widerstand zu leisten, wurde sowohl im Englischen (“Resistance is futile.”) als auch im Deutschen („Widerstand ist zwecklos.“) zu einem geflügelten Wort im Sprachgebrauch.
Mit dem Beginn der Fernsehausstrahlung der Serie 1990 kam es im deutschsprachigen Raum zu einem Star-Trek-Boom, durch den sich das Fandom deutlich vergrößerte und in dessen Rahmen Star Trek mit dem Vertrieb unzähliger Merchandising-Produkte kommerzialisiert wurde. Die Übernahme der Ausstrahlung durch den selbsternannten „Star-Trek-Sender“ Sat.1 forcierte diese Begeisterung noch. Eine um das Jahr 2000 unter etwa 800 Mitgliedern des offiziellen Star-Trek-Fanclubs durchgeführte Umfrage ergab, dass 62 Prozent der Befragten erst durch Das nächste Jahrhundert ein tiefergehendes Interesse an Star Trek entdeckt hätten und dass die Serie für sie die beliebteste der Star-Trek-Fernsehserien sei.
Sinnlos im Weltraum ist eine von Fans aus Siegen erschaffene, 12-teilige Filmserie, die sich hauptsächlich im Internet verbreitete und von der elf Teile Das nächste Jahrhundert parodieren. Bei der von 1994 bis 1996 entstandenen Serie handelt es sich um einen Fandub, das heißt, es wurde bestehendes Filmmaterial – in diesem Falle aus der Fernsehserie – mit einer neuen Tonspur versehen. Die Synchronstimmen sind im Siegerländer Dialekt gesprochen. In den stark von Vulgärsprache geprägten Unterhaltungen geht es hauptsächlich um Gewalt, Sex, Trunkenheit und Drogen, womit die politische Korrektheit der Fernsehserie und ihrer Figuren persifliert wird (siehe Hauptartikel: Sinnlos im Weltraum, Siehe auch: Star-Trek-Fan-Fiction, Star-Trek-Parodien und -Persiflagen).
Das 180 Zentimeter lange Modell der Enterprise-D wurde 2006 bei Christie’s für 576.000 Dollar versteigert. Nachdem die Brücke der Enterprise bei den Dreharbeiten zum Kinofilm Treffen der Generationen plangemäß zerstört worden war, ließ Paramount für eine Wanderausstellung, die 1998 auch in Deutschland Station machte, eine originalgetreue Replik errichten. Ein Kalifornier erwarb das langjährig eingelagerte und dabei heruntergekommene Exemplar 2012 kostenlos und veranstaltete eine Crowdfunding-Kampagne, um die Brücke zu restaurieren und sie anschließend zu Unterhaltungs- und Bildungszwecken für Besucher zugänglich zu machen; die Kampagne erbrachte über 68.000 Dollar. Die chinesische Spieleentwickler-Firma Netdragon Websoft ließ das Gebäude ihrer Konzernzentrale nach dem Vorbild der Form der Enterprise-E errichten. Das sechsstöckige, etwa 260 Meter lange Gebäude befindet sich in der Stadt Changle, kostete 97 Mio. US$ und wurde 2014 nach vier Jahren Bauzeit eröffnet.
In der Popkultur der 1980er Jahre erlangte Captain Picard, vor allem wegen seiner Stärke beim Treffen schwieriger Entscheidungen, einen großen Vorbildcharakter. Im Hauptquartier des Sicherheitshauptkommandos der US Army in Virginia entstand ein nach dem Vorbild der Schiffsbrücke gestaltetes Informationszentrum, in dem General Keith B. Alexander Abgeordnete und andere offizielle Gäste empfing. Ein für Führungen solcher Besucher zuständiger Offizier wurde damit zitiert, dass „jeder“ in dem ledernen Captain-Sessel Platz nehmen wollte, um sich mindestens einmal als Jean-Luc Picard ausgegeben zu haben.

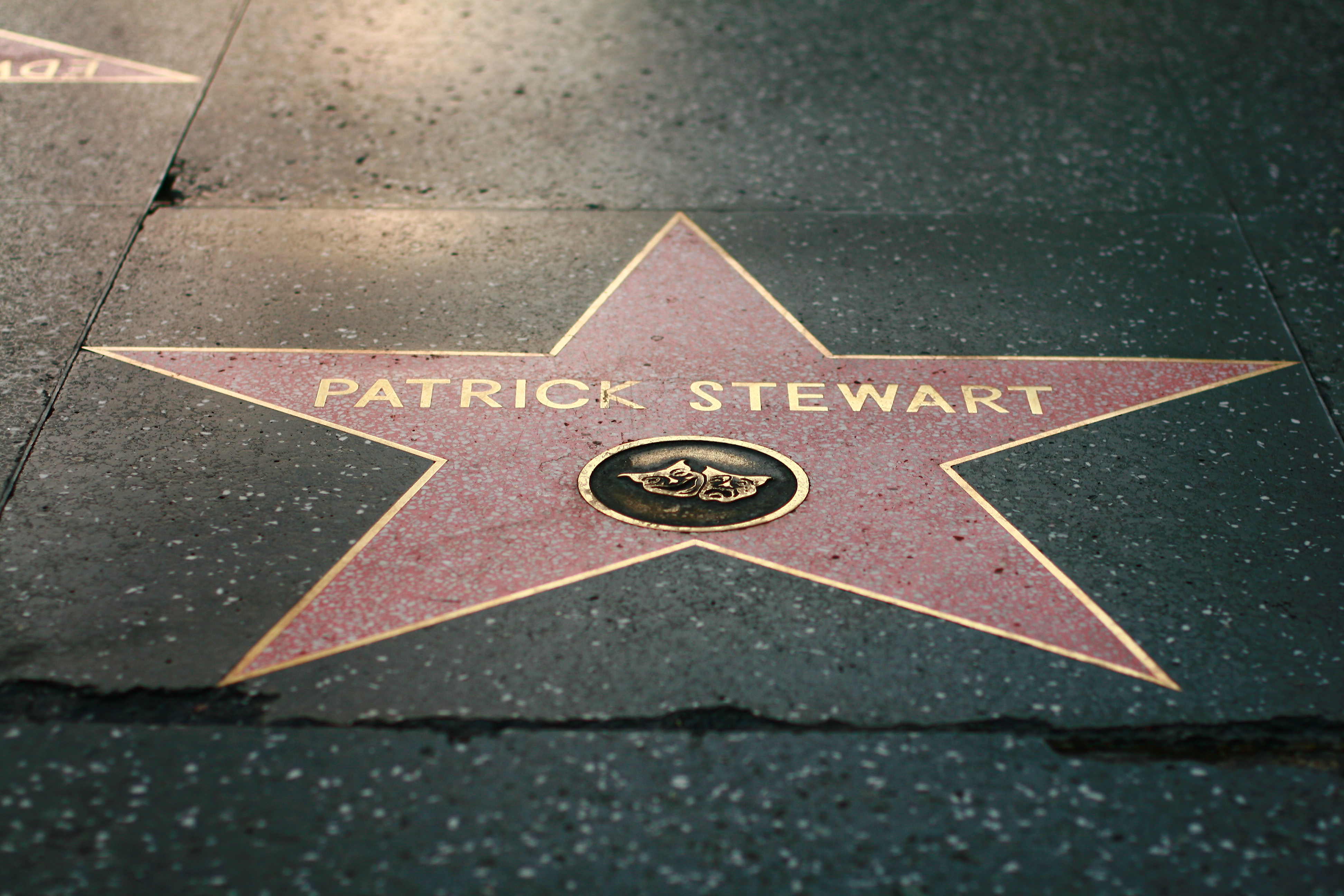
Patrick Stewarts Stern auf dem Hollywood Walk of Fame

Patrick Stewarts Bekanntheitsgrad erhöhte sich durch seine Rolle als Picard in erheblichem Maße. In einer Umfrage unter Lesern des Branchenblattes TV Guide 1992 wurde Stewart zum „begehrenswertesten Mann im Fernsehen“ gewählt. In der ersten Hälfte der 1990er Jahre platzierte er sich in weiteren Attraktivitätsranglisten, 1995 etwa in jenen der US-Zeitschriften Playgirl und People. Stewart spielte in international erfolgreichen Kinoproduktionen wie etwa X-Men mit und erhielt mehrere Filmpreise. 1996 wurde er mit einem Stern auf dem Hollywood Walk of Fame geehrt, 2001 mit der Adelung zum Officer of the Order of the British Empire durch Elisabeth II. Seine Bekanntheit als Star-Trek-Protagonist stellte für ihn aber auch mindestens einmal ein Hindernis dar, als ihn ein Hollywood-Regisseur für die Besetzung einer Rolle aus diesem Grund ablehnte.
In der Episode Noch einmal Q (Staffel 3) reagiert Picard in einer für ihn schwierigen Situation, indem er mit seiner offenen Hand einen Großteil seines Gesichts verdeckt. Auf dieser Szene basiert der englische Begriff “Facepalm”, mit dem im Internetjargon Gefühle wie Fremdscham und Ärger über andere Personen zum Ausdruck gebracht werden. Um die Geste schriftlich mitzuteilen, wird zum Beispiel das Emoticon „m(“ verwendet.
Auch andere Mitglieder von Besetzung und Stab wirkten nach dem Ende der Serie außerhalb Star Treks in erfolgreichen Produktionen mit. Dazu gehört Ronald D. Moore, der bei der Produktion der Fernsehserie Battlestar Galactica in maßgeblicher kreativer Verantwortung stand.
Die Serie galt, etwa in einem 1990 erschienenen Artikel der New York Times, als führend bei der Produktion von Spezial- und visuellen Effekten für das Fernsehen. Das Holodeck wurde für Forscher in den Bereichen Virtuelle Realität und Computergrafik zu einem Leitbild. Als solches diskutierten sie es auch auf SIGGRAPH-Konferenzen. Der computergesteuerte Abruf von Musik inspirierte den leitenden Apple-Entwickler Steve Perlman zu der Idee für die Software QuickTime.

## Adaptionen für Star-Trek-Fernsehserien und -Kinofilme

### Fernsehserien
Star Trek: Deep Space Nine wurde von 1992 bis 1999 in sieben Staffeln mit 176 Episoden produziert und ist ein Spin-off von Das nächste Jahrhundert. Einen Ausgangspunkt der Serie bildet das Ende der cardassianischen Besatzung über die bajoranische Bevölkerung. Die Raumstation Deep Space Nine wird, auch zur Sicherung politischer Stabilität, von Sternenflotte und Bajoranern gemeinsam geführt. In wesentlichen Teilen handelt die Serie von einem Konflikt zwischen der Föderation und dem von Formwandlern geführten Dominion-Imperium, in dessen Verlauf es zu einem interstellaren Krieg kommt. Von Anfang an als düsterer und konfliktreicher als Das nächste Jahrhundert konzipiert, lagen die thematischen Schwerpunkte der Serie im Gegensatz zu den vorherigen Star-Trek-Produktionen auf Religion, Krieg und – meist im Kontext der hier noch stärker im Mittelpunkt stehenden Ferengi – Geld. Dazu trug Ira Steven Behr als Showrunner bei, der sich mit seiner Arbeit als Drehbuchautor und Produzent bei der dritten Staffel von Das nächste Jahrhundert unzufrieden zeigte, unter anderem wegen zu konfliktarmer Handlung. Zu den Hauptdarstellern gehören Colm Meaney als Chief O’Brien und – ab der vierten Staffel – Michael Dorn als Worf, die beide bereits in Das nächste Jahrhundert dieselben Charaktere verkörpert haben.
Die Serie Star Trek: Raumschiff Voyager ist ein Sequel von Das nächste Jahrhundert und wurde von 1994 bis 2001 in ebenfalls sieben Staffeln mit 172 Episoden produziert. Sie spielt auf dem namensgebenden, gegenüber der Enterprise deutlich kleineren Raumschiff, das zu Serienbeginn in eine 70.000 Lichtjahre von der Erde entfernte Gegend der Milchstraße verschlagen wird und auf ihrem Rückflug mit zahlreichen Gefahren und fremden, aber auch altbekannten Spezies konfrontiert wird. Die Handlung adaptiert verschiedene, in Das nächste Jahrhundert eingeführte Elemente. Dazu zählen Begegnungen mit den Borg, die hier mit über 20 Episoden wesentlich öfter im Mittelpunkt stehen. In maßgeblicher kreativer Verantwortung standen die zuvor für Das nächste Jahrhundert tätigen Jeri Taylor und Brannon Braga. Ronald D. Moore, der für Deep Space Nine etliche, auf die Klingonen zentrierte Episoden konzipiert hatte, verließ das Drehbuchautorenteam schon nach wenigen Wochen wieder und kritisierte Raumschiff Voyager scharf als „sehr oberflächlich“ und eine „sehr inhaltsleere Serie, die die Zuschauer nicht wirklich anspricht“.
Star Trek: Enterprise wurde im Anschluss an Voyager von 2001 bis 2005 produziert. Die Serie spielt auf dem prototypischen Raumschiff Enterprise NX-01 und im 22. Jahrhundert, also etwa 100 Jahre vor Raumschiff Enterprise, womit sie ein Prequel zu den vorher produzierten Star-Trek-Fernsehserien bildet. Sie handelt neben der Erforschung des Weltalls auch von der Gründung der Föderation. Nach vier Staffeln wurde die Serie hauptsächlich wegen zu schwacher Einschaltquoten eingestellt. Die finale Episode Dies sind die Abenteuer spielt im Rahmen der Handlung der TNG-Episode Das Pegasus-Projekt (Staffel 7): Auf der Enterprise-D nutzt Riker ein Holodeck-Programm von Ereignissen, die sich bei der letzten Reise der Enterprise NX-01 zutrugen, zur Entscheidungsfindung, ob er Picard über den von Pressman einst mitverursachten Tod von 71 Crew-Mitgliedern informieren sollte.
In den drei Serien nahmen einige der Darsteller von Das nächste Jahrhundert ihre Rollen als Gast- und Nebendarsteller wieder auf. Dazu gehören Patrick Stewart als Captain Picard im Pilotfilm von Deep Space Nine, John de Lancie als Q in Deep Space Nine und Voyager, Dwight Schultz als Lieutenant Reginald Barclay in Voyager sowie Jonathan Frakes als Thomas Riker in Deep Space Nine und als William T. Riker in Voyager und Enterprise.
Die drei Fernsehserien erreichten im Durchschnitt nicht so hohe Zuschauerzahlen wie Das nächste Jahrhundert. Ihre Erstausstrahlungen begannen in den USA zwar mit etwa 12 Millionen (Deep Space Nine, Enterprise) bzw. 8 Millionen Zuschauern (Voyager); sie endeten aber alle im niedrigen einstelligen Millionenbereich. Berman, der den größten Teil der Zeit seit 1987 als kreativ-hauptverantwortlicher Star-Trek-Produzent tätig war, wurde 2005 von Paramount wegen des geschwundenen Erfolgs entlassen.
In der Fernsehserie Star Trek: Picard, die von 2020 bis 2023 erschien und deren Handlung etwa zwei Jahrzehnte nach dem Film Nemesis einsetzt, nahm Patrick Stewart seine Rolle als Picard wieder auf. In der dritten Staffel kommt es zur Wiedervereinigung der Hauptbesetzung von Das nächste Jahrhundert.

### Leinwandadaptionen
|            |                 |                          |                   | Einspielergebnis (Mio. US$) | Einspielergebnis (Mio. US$) | Einspielergebnis (Mio. US$) |
| Film- jahr | Handlungs- zeit | Deutscher Titel          | Budget (Mio. US$) | USA                         | Deutsch- land               | Welt                        |
| ---------- | --------------- | ------------------------ | ----------------- | --------------------------- | --------------------------- | --------------------------- |
| 1994       | 2371, 2293      | Treffen der Generationen | 35                | 75                          | ca. 14,7                    | 118                         |
| 1996       | 2373, 2063      | Der erste Kontakt        | 45                | 92                          | ca. 19,1                    | 146                         |
| 1998       | 2375            | Der Aufstand             | 58                | 70                          | 00015,0                     | 112                         |
| 2002       | 2379            | Nemesis                  | 60                | 43                          | ca. 11,8                    | 067                         |

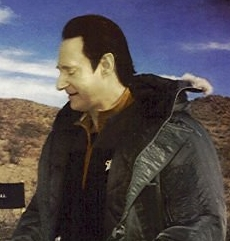
Brent Spiner als Data am Set von Nemesis

Es entstanden vier auf der Serie basierende Kinofilme. Darin setzten die sieben Hauptdarsteller der letzten drei Staffeln ihre Rollen – teils nur in Nebenrollen – fort; auch andere bereits eingeführte Figuren aus dem Star-Trek-Universum gehörten zur Handlung. Verschiedene Handlungsstränge der Serie wurden in den Filmen fortgesetzt, allen voran Datas Bestreben nach mehr Emotionalität.
Star Trek: Treffen der Generationen ist der siebte Star-Trek-Film und handelt von dem Wissenschaftler Soran, der in den Nexus, einen Ort vollkommenen Glücks, gelangen möchte, zur Durchführung seiner Pläne aber die Vernichtung von Millionen Planetenbewohnern in Kauf nimmt. Bei den Bemühungen der Enterprise-Crew, Soran davon abzuhalten, wird das Schiff so schwer beschädigt, dass die Antriebssektion explodiert und die Untertassensektion zur Notlandung auf einem Planeten gezwungen ist. Data lässt sich den Chip zum Erleben von Emotionen einsetzen. Ein Motiv der Drehbuchautoren war es, mit dem Treffen Picards und Kirks im Nexus den Umgang mit dem Sterben zu thematisieren. Die Dreharbeiten zum Film begannen nur wenige Tage nach dem Ende der Dreharbeiten zur Fernsehserie. Die Resonanz des Publikums und der Kritiker war gemischt, letzteren zufolge sei es dem Film nicht gelungen, ein Star-Trek-unerfahrenes Publikum zu begeistern. In Deutschlands Kinos sahen den Film etwa 1,8 Millionen Zuschauer.
Star Trek: Der erste Kontakt baut – auch mittels Rückblenden – auf Picards Assimilation in den Episoden In den Händen der Borg und Angriffsziel Erde auf. Mit dem neu in Dienst gestellten Raumschiff Enterprise NCC-1701-E folgt die Crew einem Borg-Kubus auf dessen Zeitreise in das Jahr 2063, in dem die Borg beabsichtigen, den Wissenschaftler Zefram Cochrane davon abzuhalten, mit seinem Raumschiff ins All zu starten. Sie wollen ihn daran hindern, den ersten Kontakt der Menschheit mit Außerirdischen herzustellen, und ziehen deshalb den Widerstand der Enterprise-Crew auf sich. Der Film führt eine Borg-Königin in das Star-Trek-Universum ein, die Data auf ihre Seite zu ziehen versucht. Der erste Kontakt, von Jonathan Frakes inszeniert, ist die kommerziell erfolgreichste der vier Leinwandadaptionen, in Deutschland hatte der Film etwa 2,5 Millionen Kinobesucher.
Star Trek: Der Aufstand, ebenfalls von Frakes inszeniert, handelt von dem Planeten Ba’ku, dessen strahlende Ringe eine heilende und verjüngende Wirkung auf seine Bewohner ausüben. Aus diesem Grund möchten die bislang unheilbar kranken Son’a, unterstützt von einem Sternenflottenadmiral, die Strahlung vor allem für sich nutzbar machen und dazu die Ba’ku gegen deren Willen umsiedeln. Das jedoch möchten Picard, die Prinzipien der Föderation schützend, und seine Führungsoffiziere verhindern, womit sie letztlich Erfolg haben. Von vielen Kritikern wurde beanstandet, dass der Film mehr wie eine überlange Fernsehepisode wirke als wie ein teurer Kinofilm. Der Film wurde in den deutschen Kinos von mindestens 2,3 Millionen Menschen gesehen.
Star Trek: Nemesis handelt von Shinzon, einem Klon Picards, der von den Romulanern einst zu dem Zweck geschaffen worden war, Picard eines Tages zu ersetzen. Mit seinem Raumschiff, das mit einer tödlichen, übermächtigen Waffe ausgerüstet ist, möchte Shinzon die Erde angreifen, was die Enterprise-Besatzung zu verhindern versucht. Letztlich gelingt ihr dies auch, wobei sich allerdings Data, die Zerstörung der Enterprise verhindernd, selbst tötet. Mit einem Einspielergebnis von 43 Millionen US-Dollar in den USA war es der bis dahin finanziell am wenigsten erfolgreiche Star-Trek-Kinofilm. Troi-Darstellerin Marina Sirtis machte den Regisseur Stuart Baird für den Misserfolg verantwortlich, indem sie ihm mangelnde Berücksichtigung der Serienfiguren vorwarf. In Deutschland hatte der Film nur etwa 1,3 Millionen Kinobesucher und damit deutlich weniger als seine drei Vorgänger.
Patrick Stewarts Gage stieg von 5 Mio. US-Dollar für Der erste Kontakt bis auf 14 Mio. US-Dollar für Nemesis.

## Andere von Paramount lizenzierte Adaptionen (Auswahl)

### Romane

#### Überblick
Der US-Verlag Pocket Books, ein Imprint von Simon & Schuster, adaptierte die Fernsehserie beginnend 1987 für Romane, die durch Paramount Pictures lizenziert sind. In der Reihe Star Trek: The Next Generation erschienen seitdem mindestens 120 Romane; das sind mindestens 50 weniger als in der Hauptreihe, in der Romane basierend auf der Crew um Kirk aus Raumschiff Enterprise erschienen. In den 1990er Jahren erschienen davon meist sieben Titel pro Jahr. Anfangs erschienen nur Romane mit abgeschlossener Handlung; ab der Mitte der 1990er Jahre kamen auch Mehrteiler hinzu. Bei fünf Romanen handelt es sich um Nacherzählungen von Episoden der Fernsehserie, zu denen der Pilotfilm und die finale Doppelepisode gehören. Einige der in den Romanen erzählten Geschichten gingen aus Vorschlägen für Drehbücher hervor.
Von 1989 an – und damit noch vor dem deutschen Erstausstrahlungsbeginn – bis 2004 publizierte der Heyne Verlag die meisten deutschen Erstveröffentlichungen; bis 1995 unter dem Hauptreihentitel Star Trek: Die nächste Generation, ab 1996 unter dem englischen Originaltitel. In Deutschland erreichte Heyne eine Absatzmenge von teilweise 40.000 Exemplaren pro Band. Sechs Bände veröffentlichte der VGS Verlag 1995 bis 1997 erstmals. Von den bis 1995 auf Englisch erschienenen Bänden wurden alle auch auf Deutsch herausgegeben; unter den bis 2004 folgenden blieben mindestens 30 auf Deutsch unveröffentlicht. Der Verlag Cross Cult setzte die deutschen Erstveröffentlichungen 2009 fort. Bei Heyne erscheinen Nachdrucke und Neuauflagen.
Bei Pocket Books erschienen 14 Romane, die sich an jugendliche Leser richten, einen geringeren Umfang haben und unter anderem auf Jugenderlebnisse der Hauptfiguren zentriert sind; auf Deutsch gab Heyne zehn davon unter dem Reihentitel Starfleet Kadetten (deutsche Erstveröffentlichung) bzw. Starfleet Academy (höhere Auflagen) heraus. Ebenfalls als Jugendromane erschienen – zusätzlich zu längeren, nicht altersspezifischen Romanen – die Romanfassungen der vier Kinofilme.
Bei manchen Romanen und Roman-Miniserien handelt es sich um Crossover mit anderen Star-Trek-Roman-Hauptreihen. In der vierteiligen Miniserie Invasion! zum Beispiel geht es um die Konfrontation der Raumschiffs- bzw. Raumstationsbesatzungen aus den bis dahin erschienenen Star-Trek-Fernsehserien mit den bedrohlichen Furien. Die Crossover-Miniserie Der Dominion-Krieg erzählt auch von der Rolle der Enterprise-E im Konflikt zwischen Föderation und Dominion, der in Deep Space Nine eingeführt worden war. In der sechsteiligen Miniserie Doppelhelix geht es um eine unter Cardassianern, Romulanern und anderen Spezies auftretende, tödliche Seuche, als deren Ursache sich der Einsatz einer Biowaffe herausstellt. Die bislang mindestens siebenteilige, noch nicht auf Deutsch erschienene Roman-Miniserie The Lost Era verbindet Raumschiff Enterprise mit Das nächste Jahrhundert, indem sie von der Zeit zwischen dem Jahr 2293, in dem Treffen der Generationen beginnt, und dem Pilotfilm erzählt. Die sechsteilige Miniserie Slings and Arrows spielt in dem Zeitraum zwischen der Indienststellung der Enterprise-E und der 2373 angesiedelten Gegenwart des Films Der erste Kontakt. Sie blieb auf Deutsch bisher ebenso unveröffentlicht wie die 2004 veröffentlichte, neunteilige Miniserie A Time to …, die eine Chronik der Ereignisse um die Enterprise-E-Crew in dem einjährigen Zeitraum (2378/79) vor Beginn der Handlung von Nemesis darstellt.
Star Trek: Stargazer ist eine sechsteilige Romanreihe, die von Picards Zeit als Kommandant der U.S.S. Stargazer erzählt und damit ein Prequel zur Fernsehserie bildet. Sie stammt von Michael Jan Friedman, wurde auf Englisch von 2002 bis 2004 veröffentlicht und ist noch nicht auf Deutsch erschienen. Dasselbe Thema griff Friedman zuvor bereits in den Romanen The Valiant und Reunion (Deutsch: Wieder vereint) auf, der – ebenso wie viele andere Star-Trek-Romane – 1991 in der Bestseller-Liste der New York Times platziert war.
Star Trek: New Frontier, seit 1997 erscheinend, ist die erste, nicht im Fernsehen gestartete Star-Trek-Serie. Einige Figuren, die in Das nächste Jahrhundert in Gastrollen erschienen, wurden hierfür als Hauptfiguren adaptiert; dazu gehört auch Elizabeth Shelby aus dem Zweiteiler In den Händen der Borg und Angriffsziel Erde.

#### Romane, die nachNemesishandeln
Star Trek: Titan ist eine seit 2005 auf Englisch und seit 2008 auch auf Deutsch erscheinende Romanreihe, bei der es sich um einen Ableger von Das nächste Jahrhundert bzw. um ein Spin-off des Kinofilms Nemesis handelt. Die Romanreihe adaptiert das in Nemesis erstmals erwähnte Sternenflottenraumschiff U.S.S. Titan, über das Riker, nunmehr im Range eines Captains, das Kommando erhält, und schließt zeitlich an das Filmende an. Anfangs für Friedensverhandlungen zwischen Föderation und Romulanern eingesetzt, begibt sich die Crew unter Captain Riker hauptsächlich auf Forschungsmissionen. Mit zu der etwa 350-köpfigen Besatzung und den Hauptfiguren gehört auch Deanna Troi. Dem Herausgeber bei Pocket Books diente die Reihe zu dem Zweck, die von der Sternenflotte ursprünglich verfolgten Ziele – bestehend aus friedlicher Erforschung, Diplomatie und Wissenserweiterung – wieder stärker zu betonen.
Ebenfalls unmittelbar auf den Film Nemesis folgend handelt der Roman Tod im Winter, der innerhalb der Reihe The Next Generation der erste von mehreren, die Serie über den Film hinaus weiter erzählenden Romanen ist, die zusammenfassend auch Relaunch, Sequel oder „Second Decade“ (Deutsch etwa für „zweites Jahrzehnt“) genannt werden. Hauptschauplatz dieser Romane bleibt die Enterprise-E. Nach dem Ausscheiden von Data, Riker und Troi in Nemesis bzw. durch Titan verbleiben von den ursprünglichen Hauptfiguren Picard als Captain, La Forge als Chefingenieur und Dr. Crusher als leitende Medizinerin; Worf wird erster Offizier. Die übrigen Posten werden von neuen, teils wechselnden Figuren besetzt.
Beginnend mit dem zweiten Roman Widerstand kommt es zur erneuten Konfrontation der Föderation mit den Borg. Bei dem Angriff eines Borg-Kubus auf das Sonnensystem, der in dem Roman Heldentod geschildert wird, wird Admiral Janeway, einst Kommandantin der Voyager, zunächst von den Borg assimiliert, ehe sie als Borg-Königin den Tod findet. In jenem Roman stellt sich zudem heraus, dass sich die Borg weiterentwickelt haben und nun auch absorbieren.
Star Trek: Destiny ist eine von David Mack verfasste Roman-Trilogie (2008 auf Englisch erschienen, 2010 auf Deutsch), die ein Crossover von The Next Generation hauptsächlich mit den Romanreihen Deep Space Nine und Titan ist. Darin geht es um einen verheerenden Angriff der Borg auf die Föderation und zahlreiche, andere Welten im Alpha- und Beta-Quadranten im Jahr 2381. Die Borg töten über 60 Milliarden Individuen. Im Nachgang dieses Vernichtungsfeldzuges und zur Verteidigung gegen die Borg schließen sich die Romulaner und fünf andere Mächte der Quadranten zum sog. Typhon-Pakt zusammen, der auch eine Opposition zur Föderation darstellt. Von der Zeit, in der der Pakt existiert, erzählen die Crossover-Romanreihen Star Trek: Typhon Pact (8 Romane, Englisch 2010–2012, Deutsch 2013–2014) und Star Trek: The Fall (5 Romane, Englisch 2013, Deutsch ab 2015) sowie weitere Romane in der TNG-Reihe. Die Romantrilogie Kalte Berechnung beinhaltet die Wiederauferstehung von Data.

### Comics, Graphic Novels und Mangas
Comics und Graphic Novels, die die Fernsehserie adaptieren, erschienen in den Vereinigten Staaten bei den Verlagen DC Comics, Marvel Comics, Wildstorm Comics, IDW Publishing. Verglichen mit Raumschiff-Enterprise-Adaptionen sind es bedeutend weniger. Im Unterschied zu den Romanen wurde nur ein verhältnismäßig kleiner Teil davon auf Deutsch veröffentlicht; oft fassten die deutschen Verlage die auf Englisch ursprünglich in Einzelheften erschienenen Teile von Miniserien zu einem Band zusammen.
Der Verlag DC Comics veröffentlichte 1988 zunächst eine aus sechs Heften bestehende, von Mike Carlin verfasste, monatliche Heftreihe, ehe er 1989 mit einer neuen, überwiegend von Michael Jan Friedman geschriebenen, monatlichen Heftreihe begann, die seit ihrer Einstellung 1996 80 Hefte umfasst. Die ersten acht der 86 Hefte erschienen in den Jahren 1990/91, paarweise zusammengefasst, in vier Ausgaben auf Deutsch – die ZDF-Erstausstrahlung begleitend – unter dem Reihentitel Raumschiff Enterprise – Das nächste Jahrhundert im Norbert Hethke Verlag. Weitere sechs Hefte gab der Condor Verlag 1996 auf Deutsch heraus. Der Carlsen Verlag veröffentlichte die ursprünglich in vier DC-Heften erschienene, übersetzte Geschichte Das Universum der Borg, die die Episoden In den Händen der Borg und Angriffsziel Erde weitererzählt. Überdies publizierte DC Comics mindestens sechs Annuals und einige Miniserien, von denen je eine 1995 auf Deutsch bei Carlsen (Die Rückkehr nach Modala) bzw. Feest Comics (Shadowheart) erschien. Feest gab 1996 auch den als Crossover mit Raumschiff Enterprise angelegten Band Annäherungen heraus.
Bei Marvel erschien 1996 bis 1998 die Comicreihe Star Trek: Unlimited, die in zehn Heften Geschichten über die Crews um Kirk und Picard enthält. Zu einem der von Marvel herausgegebenen One Shots gehört auch Second Contact (1998), das ein Crossover von The Next Generation mit Marvels Comicserie X-Men darstellt; eine Überschneidung zwischen beiden Serien erschien im selben Jahr auch bei Pocket Books mit dem Roman Planet X. Eine weitere Verknüpfung zwischen The Next Generation und einem fiktiven Universum außerhalb Star Treks gab es mit der achtteiligen, bei IDW Publishing 2012 erschienenen Graphic-Novel-Miniserie Assimilation², in der Picard an der Seite des elften Doktors aus der britischen Science-Fiction-Fernsehserie Doctor Who gegen ein Bündnis aus Cybermen und Borg kämpft.
Die von Wildstorm 2000/01 veröffentlichten Comics und Graphic Novels erschienen in denselben Jahren auch auf Deutsch bei Dino Comics; bei den deutschen Bänden handelt es sich um Vielleicht auch träumen, Im Bann des Wolfs, Mörderische Schatten, Die Gorn Krise, Vergebung und – als Crossover mit anderen Star-Trek-Serien – Missionen. Der Verlag Tokyopop veröffentlichte 2009 einen von US-Autoren geschriebenen Manga-Band mit vier Geschichten.
Bei dem deutschen Verlag Cross Cult, der seit 2009 von IDW Publishing herausgegebene Star-Trek-Comics publiziert, erschienen von den auf Das nächste Jahrhundert zentrierten Comics bislang nur der Band Tor zur Apokalypse und der als Prequel zum elften Star-Trek-Kinofilm angelegte Comic Countdown (Stand: 17. April 2015).

### Andere literarische Adaptionen
Pocket Books verlegte auch einige Anthologie-Bände, die Kurzgeschichten enthalten. Die nachfolgend genannten Anthologien sind noch nicht auf Deutsch erschienen. The Sky’s the Limit erschien 2007 mit 14, überwiegend vor Nemesis spielenden Kurzgeschichten. In der zehnbändigen Anthologie-Reihe Strange New Worlds, die 209 Star-Trek-bezogene Kurzgeschichten enthält, befinden sich mindestens 51, auf Das nächste Jahrhundert zentrierte. Weitere Anthologien mit auf die Picard-Crew fokussierten Kurzgeschichten sind Enterprise Logs (1999 erschienen), The Amazing Stories (2002) und Tales of the Dominion War (2004).
Als Ableger des Science-Fiction-Magazins Starlog erschien in den USA von 1987 bis 1994 in 30 Ausgaben die Zeitschrift The Official Star Trek: The Next Generation Magazine, die Interviews, Produktionsberichte und Handlungszusammenfassungen enthält. Von 1991 bis 1995 erschien im Vereinigten Königreich in 93 Ausgaben überwiegend zweimal pro Monat ein Poster-Magazin zur Serie mit je einem DIN-A1-Poster.
Zur Serie erschien eine große Anzahl sachliterarischer Bücher. Zu den auf Deutsch übersetzten gehören die folgenden:
- Star Trek: Die Technik der U.S.S. Enterprise. Das offizielle Handbuch (Heel Verlag, 1994) ist die deutschsprachige Ausgabe des 1991 von Pocket Books publizierten Buchs Star Trek: The Next Generation Technical Manual. Auch mit Diagrammen, schematischen Zeichnungen und Grundrissplänen erklärt es die Konstruktion der Enterprise-D, ihres Warp-Antriebs und der anderen Teilsysteme. Das Buch stammt von den beiden wissenschaftlich-technischen Beratern der Serie, Rick Sternbach und Michael Okuda, und ging, motiviert durch Zuschaueranfragen, aus ihrer internen, für die Drehbuchautoren bestimmten Referenz zur Technik der Enterprise hervor.
- Star Trek: The Next Generation – Blueprints (Heel 2000) von Rick Sternbach ist die deutsche Ausgabe des gleichnamigen englischen Buchs von 1996 und bietet großformatige Konstruktionszeichnungen der Enterprise-D.
- Star Trek: The Next Generation: Picards Prinzip – Management by Trek (Heyne Verlag, 1996) ist die deutschsprachige Ausgabe des Buchs Make It So – Leadership Lessons from Star Trek: The Next Generation (Gallery Books, 1996) und gibt Anweisungen für Management- und Führungsaufgaben am Beispiel von Captain Picard.
- Von Phil Farrand stammen zwei Bände namens Cap’n Beckmessers Führer durch Star Trek: The Next Generation (Heyne 1995 und 1998), die eine Vielzahl von Fehlern in der Serie darlegen, zum Beispiel Ungereimtheiten in der Handlung.
- Star Trek: The Next Generation 365 ist ein 2012 erschienener Band von Paula M. Block mit Erklärungen und Fotos über die Entstehungsgeschichte der Serie.

### Computerspiele
Folgende Star-Trek-Computerspiele basieren in erster Linie auf Das nächste Jahrhundert:
- The Transinium Challenge ist ein Videospiel für Macintosh des Publishers Simon & Schuster Interactive von 1989, das zwischen den ersten beiden Staffeln spielt und in dem die Enterprise ein Planetensystem und die Verbindungen des Minerals Transinium zu einem Terroranschlag untersucht.
- Future’s Past ist ein Adventure-Strategiespiel für Super Nintendo von 1994, das – mit geringen Unterschieden – unter dem Titel Echoes from the Past auch für Sega Genesis erschien. Darin geht es um die Suche der Enterprise nach einem Artefakt und um die Beziehungen der Romulaner und der Spezies Chordak zu dem Gegenstand.
- A Final Unity ist ein Adventure-Spiel für DOS von 1995, in dem die Enterprise garidianischen Flüchtlingen zu helfen versucht, die von deren Regierung verfolgt werden. Es erschien sowohl bei Spectrum HoloByte als auch – als Teil der sog. Fun Compilation No. 1 – bei Software 2000.
- Klingon Honor Guard ist ein Ego-Shooter-Spiel von MicroProse für Windows 95 von 1998, in dem der Spieler, sich in der Rolle eines Klingonen befindend, Attentatspläne am klingonischen Kanzler Gowron zu verhindern hat.
- Birth of the Federation ist ein rundenbasiertes Globalstrategiespiel des Publishers Hasbro Interactive für Windows von 1999. Sein Ziel besteht darin, zum Beispiel mit dem Klingonischen Reich oder den Ferengi das mächtigste Imperium der Galaxie zu schaffen.
- Conquest Online ist ein Online-Strategiespiel von Activision aus dem Jahr 2000 für Windows 95 und 98, in dem der Spieler die Rolle eines Mitglieds des Q-Kontinuums übernimmt und um die Macht über Planeten kämpft.

Darüber hinaus wurde die Fernsehserie zusammen mit den anderen, im 24. Jahrhundert handelnden Ablegern Deep Space Nine und Voyager für Computerspiele adaptiert. Etliche von ihnen, darunter Armada, Armada 2 und Invasion, beinhalten die Borg als wesentliches Handlungselement bzw. wichtigen Gegner. In vielen Spielen liehen die Schauspieler der Fernsehserienfiguren auch den Spielfiguren ihre Stimme.

### Monografien

#### Englischsprachig
- Jeff Ayers: Voyages of Imagination. The Star Trek Fiction Companion. Pocket Books, New York 2006, ISBN 978-1-4165-0349-1.
- Michèle und Duncan Barrett: Star Trek. The Human Frontier. Polity Press, Cambridge 2001, ISBN 0-7456-2491-X.
- Daniel Leonard Bernardi: Star Trek and History – Race-ing Toward a White Future. Rutgers University Press, New Brunswick 1998, 2. Druck 1999, ISBN 0-8135-2466-0.
- Lincoln Geraghty: American Science Fiction Film and Television. Berg Publishers, New York 2009, ISBN 978-1-84520-796-0.
- George A. Gonzalez: The Politics of Star Trek: Justice, War, and the Future. Palgrave Macmillan, New York 2015, ISBN 978-1-137-54940-2.
- Chris Gregory: Star Trek: Parallel Narratives. St. Martin’s Press, New York 2000, ISBN 0-333-74489-6.
- Jan Johnson-Smith: American Science Fiction TV: Star Trek, Stargate and Beyond. Wesleyan University Press, Middletown 2005, ISBN 0-8195-6738-8.
- Lawrence Krauss: The Physics of Star Trek. Basic Books, New York City 2007, ISBN 978-0-465-00204-7.
- Larry Nemecek: The Star Trek The Next Generation Companion. Pocket Books, New York, Revised Edition 1995, ISBN 0-671-88340-2.
- Roberta E. Pearson, Máire M. Davies: Star Trek and American Television. University of California Press, Berkeley, Los Angeles, London 2014, ISBN 978-0-520-27622-2.
- Michael C. Pounds: Race in Space. The Representation of Ethnicity in Star Trek and Star Trek: The Next Generation. Scarecrow Press, Lanham 1999, ISBN 0-8108-3322-0 (Dissertation)
- Adam Roberts: Science Fiction (Reihe The New Critical Idiom) Routledge, London 2000, ISBN 0-203-45465-0.
- Brian J. Robb: A Brief Guide to Star Trek. The Essential History of the classic TV Series and the movies. Constable & Robinson, London 2012, ISBN 978-1-84901-514-1.
- Sebastian Stoppe: Is Star Trek Utopia? Investigating a Perfect Future. McFarland, Jefferson, N.C. 2022, ISBN 978-1-4766-8636-3

#### Deutschsprachig
- Torsten Bewernitz: What would Picard do? Star Trek als Social Fiction. Unrast-Verlag, Münster 2025. ISBN 978-3-89771-638-4

- Mike Hillenbrand, Thomas Höhl: Star Trek in Deutschland. „Wie Captain Kirk nach Deutschland kam“. Heel Verlag, Königswinter 2008, ISBN 978-3-86852-006-4.
- Thomas Höhl, Mike Hillenbrand: Dies sind die Abenteuer – Star Trek 40 Jahre. Heel Verlag, Königswinter 2006, ISBN 978-3-89880-668-8.
- Sven Merzbach: Voortrekking Utopia – Geistesgeschichtliche Bezüge. Soziokulturelle Phänomene. Pädagogische Aspekte der Fernsehserie STAR TREK®. Dissertation, Universität Hamburg, Hamburg 2005 (PDF; 6,2 MB).
- Michael Peinkofer, Uwe Raum-Deinzer: Das große STAR TREK Buch. Medien-, Publikations- und Werbegesellschaft mbH, Hille 1997, ISBN 3-931608-14-X.
- Reinhard Prahl, Björn Sülter, Torsten Walch: Die Star-Trek-Chronik – Teil 3: Star Trek: The Next Generation. In Farbe und Bunt, Osdorf 2022, ISBN 978-3-95936-359-4.
- Andreas Rauscher: Das Phänomen STAR TREK – Virtuelle Räume und metaphorische Welten. Ventil Verlag, Mainz 2003, ISBN 3-930559-98-6 (= Dissertation, Johannes Gutenberg-Universität Mainz, 2001).
- Thomas Richards: Star Trek. Die Philosophie eines Universums. Heyne, München 1998, ISBN 3-453-13674-8.
- Ben Robinson, Marcus Riley: U.S.S. Enterprise. Technisches Handbuch. Deutsche Übersetzung: Christian Humberg. Heel, Königswinter 2011, ISBN 978-3-86852-453-6.
- Markus Rohde, Katrin Aust: Illustriertes Handbuch: Die U.S.S. Enterprise NCC-1701-D. Captain Picards Schiff aus Star Trek: The Next Generation. Deutsche Übersetzung: Björn Sülter, Claudia Kern. Cross Cult, Ludwigsburg 2021, ISBN 978-3-96658-414-2.
- Ralph Sander: Das STAR TREK Universum, Heyne Verlag, München; 1994: Bände 1 und 2, ISBN 978-3-453-07759-1; 1995: Band 3, ISBN 3-453-07760-1; 1998: Band 4, ISBN 978-3-453-13370-9.
- Sebastian Stoppe: Unterwegs zu neuen Welten. Star Trek als politische Utopie (= Medienrausch. Band 6). Büchner-Verlag, Darmstadt 2014, ISBN 978-3-941310-40-7 (= Dissertation, Martin-Luther-Universität Halle-Wittenberg, 2014).

### Andere Werke

#### Sammelbände
- Lincoln Geraghty (Hrsg.): The Influence of Star Trek on Television, Film and Culture (Reihe Critical Explorations in Science Fiction and Fantasy, Nr. 4), McFarland, Jefferson, N.C. 2007, ISBN 978-0-7864-3034-5.
- Taylor Harrison u. a. (Hrsg.): Enterprise Zones – Critical Positions on Star Trek. Westview Press, Boulder 1996, ISBN 0-8133-2899-3.
- Kai-Uwe Hellmann, Arne Klein (Hrsg.): »Unendliche Weiten…« STAR TREK zwischen Unterhaltung und Utopie, Fischer, Reihe Kultur & Medien, Frankfurt am Main 1997, ISBN 3-596-13579-6.
- Peter W. Lee (Hrsg.): Exploring Picard’s Galaxy. Essays on Star Trek: The Next Generation. McFarland & Company, Jefferson 2018, ISBN 978-1-4766-6661-7.
- Nancy R. Reagan (Hrsg.): Star Trek and History. John Wiley & Sons, Hoboken 2013, ISBN 978-1-118-16763-2.
- Nina Rogotzki u. a. (Hrsg.): Faszinierend! STAR TREK und die Wissenschaften. Verlag Ludwig, Kiel, 4. Auflage 2012,[240] ISBN 978-3-933598-25-7 (Band 1), ISBN 978-3-933598-69-1 (Band 2) – Dokumentation einer Ringvorlesung, eines Seminars und einer Tagung 1999/2000 an der Universität Kiel
  - Buchrezension von Rolf Löchel, in: MEDIENwissenschaft (ISSN 1431-5262) Nr. 3 und 4 von 2003, S. 348–354.
  - Buchrezension von Andrej Schwabe, in: Deutscher Star-Trek-Index (ISSN 1437-3637) vom 5. September 2003

#### Wissenschaftliche Essays
- Holger Götz: Speziezismus als Metapher für Rassismus in The Next Generation. In: Rogotzki et al. 2012, Band 1, S. 244–267.
- Brian L. Ott, Eric Aoki: Popular Imagination and Identity Politics: Reading the Future in Star Trek: Next Generation (PDF)[241], in: Western Journal of Communication, 65. Jg., Nr. 4 (Herbst 2001), S. 392–415.
- Gregory Peterson: Religion and Science in Star Trek: The Next Generation. God, Q, and Evolutionary Eschatology on the Final Frontier. In: Jennifer E. Porter, Darcee L. McLaren (Hrsg.): Star Trek and Sacred Ground. Explorations of Star Trek, Religion, and American Culture. State University of New York Press, Albany 1999, ISBN 0-7914-4334-5, S. 61–76.
- Leah R. Vande Berg: Liminality. Worf as Metonymic Signifier of Racial, Cultural, and National Differences. In: Harrison et al. 1996, S. 51–68.

#### Cinefantastique-Beiträge
- Nr. 3, März 1989 (19. Jg.), S. 24–35, 59–61.
- Nr. 2, Sep. 1990 (21. Jg.), S. 24–51, 58, 59.
- Nr. 2, Okt. 1991 (22. Jg.), S. 16–51, 61.
- Doppelnr. 2/3, Okt. 1992 (23. Jg.), S. 32–105, 124, 125.
- Doppelnr. 3/4, Okt. 1993 (24. Jg.), S. 16–87, 124.
- Doppelnr. 6/1, Dez. 1994 (25./26. Jg.), S. 44–93, 124, 125.

#### Andere Zeitschriften-, Zeitungs- und Online-Beiträge
- Glenn Campbell, Donna Trotter: Special Effects – The Next Generation. In: cinefex Nr. 37 (Februar 1989), S. 4–21.
- Jeff Greenwald: Write for Star Trek, in: Wired Nr. 4.01 vom Januar 1996
- Rich Handley: The Complete Star Trek Comics Index (PDF; 778 kB) auf der Webpräsenz des US-Verlags Hasslein Books
- Graeme McMillan: How Star Trek: The Next Generation Changed Pop Culture Forever, in: Online-Ausgabe des Time Magazine vom 26. September 2012
- Graeme McMillan: WIRED Binge-Watching Guide: Star Trek: The Next Generation, in: Wired vom 25. Februar 2015
- Eric Schmuckler: Profits, Reruns and the End of Next Generation, in: The New York Times vom 24. Juli 1994
- Sheldon Teitelbaum: How Gene Roddenberry and his Brain Trust Have Boldly Taken 'Star Trek' Where No TV Series Has Gone Before: Trekking to the Top, in: Los Angeles Times vom 5. Mai 1991
- Steve Weinstein: Newest 'Star Trek' Zooms at Warp Speed: 'Next Generation' Series Scores With Viewers and Critics Alike, in: Los Angeles Times vom 3. Mai 1988

#### Weiterführend
- Victor Grech: Star Trek’s Picard: Humanity’s Conscience. In: The New York Review of Science Fiction Nr. 6/2013 (25. Jg.), S. 20–23.
- Victoria B. Korzeniowska: Engaging with Gender: Star Trek’s ‘Next Generation’. In: Journal of Gender Studies Nr. 1/1996 (5. Jg.), S. 19–25.
- Robin Roberts: Sexual Generations – „Star Trek: The Next Generation“ and Gender. University of Illinois Press, Urbana 1999, ISBN 978-0-252-06810-2.
- Alan N. Shapiro: Star Trek: Technologies of Disappearance. Avinus Verlag, Berlin 2004, ISBN 3-930064-16-2.
- Nadja Sennewald: Alien Gender. Die Inszenierung von Geschlecht in Science-Fiction-Serien. transcript Verlag, Bielefeld 2007, ISBN 978-3-89942-805-6.
- J. P. Telotte (Hrsg.): The Essential Science Fiction Television Reader. University Press of Kentucky, Lexington 2008, ISBN 978-0-8131-7296-5.

## Dokumentarfilme
- Ronald R. Beck (Regie): Journey’s End – The Saga of Star Trek: The Next Generation. US-Erstausstrahlung am 21. Mai 1994 – Hintergründe über die Produktion der Serie
- William Shatner (Regie): William Shatner Presents: Chaos on the Bridge, kanadische Erstausstrahlung am 25. August 2014 – Dokumentation über die Entstehung der Staffeln 1 bis 3